# 新世界秩序

1782年開始啟用的美國國徽背面，金字塔頂端是全視之眼，代表監視人類的法眼。下方是拉丁語「Novus Ordo Seclorum」，意為「時代新秩序」。上方則寫著拉丁語「Annuit cœptis」，意思是「上帝贊佑吾人基業」。

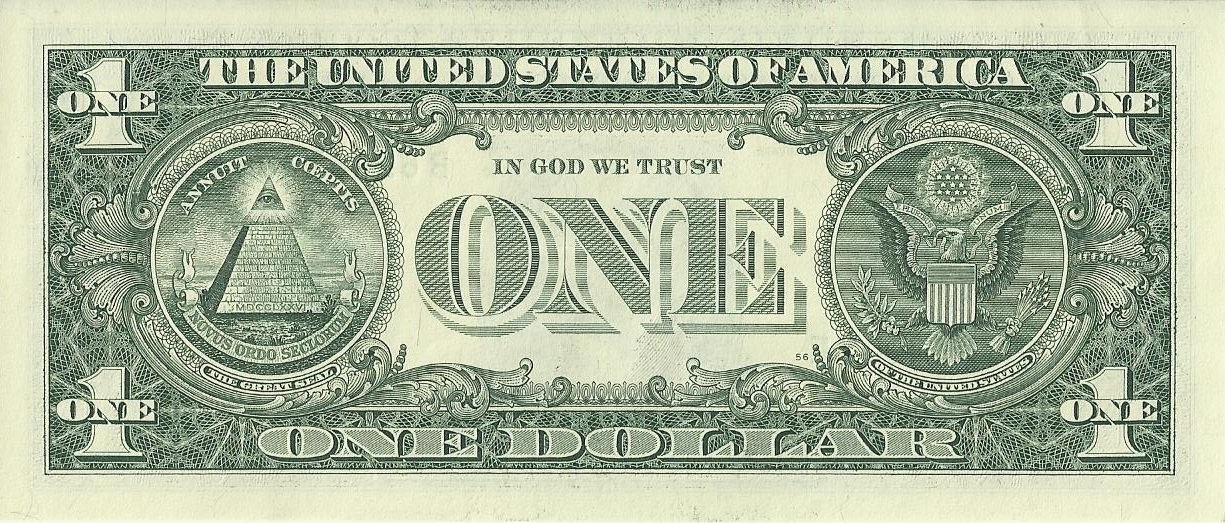
1935年開始啟用的一美元紙幣背面，其設計元素與國徽雷同，陰謀論者聲稱這是一個暗示「新世界秩序」的密碼。

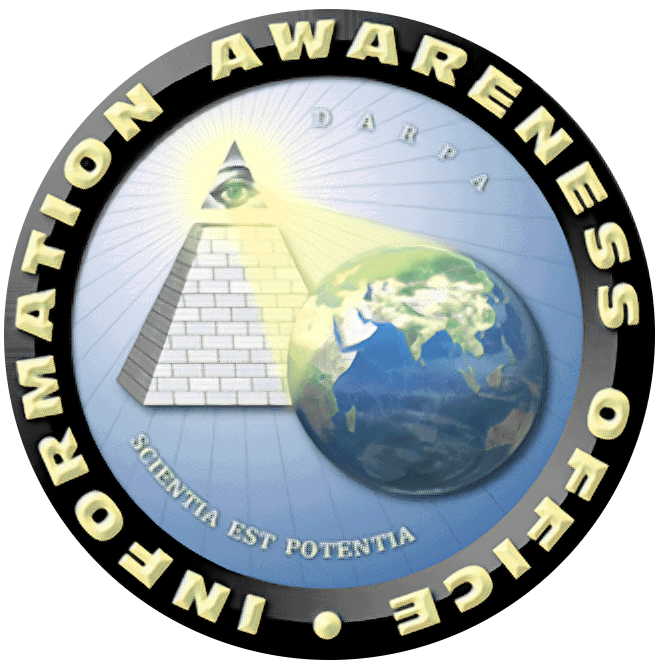
整體情報識別辦公室的標誌，該單位隸屬於美國國防部轄下的國防高等研究計劃署。

新世界秩序（英語：New World Order，有時寫作NWO）是一項關於極權主義世界政府的陰謀論。此系列阴谋論認為，世上有少數權力菁英階級組成的秘密集團、影子政府與其密謀的全球主義議程在幕後操控世界，其最終目的是建立一個威權主義的世界政府，取代現今的主權國家或民族國家體制來統治世界，這項計畫稱之為「新世界秩序」。藉由一個包羅萬象的政治宣傳來建立新的意識形態，讓人類相信成立新世界秩序政府才是歷史的進步。因此，許多有影響力的歷史和當代人物，被該理論認為是透過許多掩護機構來操縱重要的政治和金融事件，並使全球的金融體系發生系統風險，作為逐步實現統治世界的陰謀。
在1990年代以前，「新世界秩序」陰謀論僅限於兩個美國的反殖民主義：「愛國者運動」與基督教基要主義運動中關於世界末日和敵基督的理論。諸如麥克·巴肯和奇普·伯利特般的懷疑論者都觀察到，右派民粹主義主張的反「新世界秩序」、反菁英主義、拒絕現有的政治共識等政治哲學，不僅有許多知識分子接受，而且滲透到流行文化中。在20世紀末，全球壟罩在千禧年主義、人們積極的準備面臨世界末日的預期心理下，這項理論更加盛行於民間。2013年，根據公共政策民調基金會所做的電話調查顯示，有接近三分之一的美國民眾相信有一個隱密的權力菁英團體正在推動一項全球性議程，以及「新世界秩序」陰謀論的真實性。

## 專有名詞的歷史

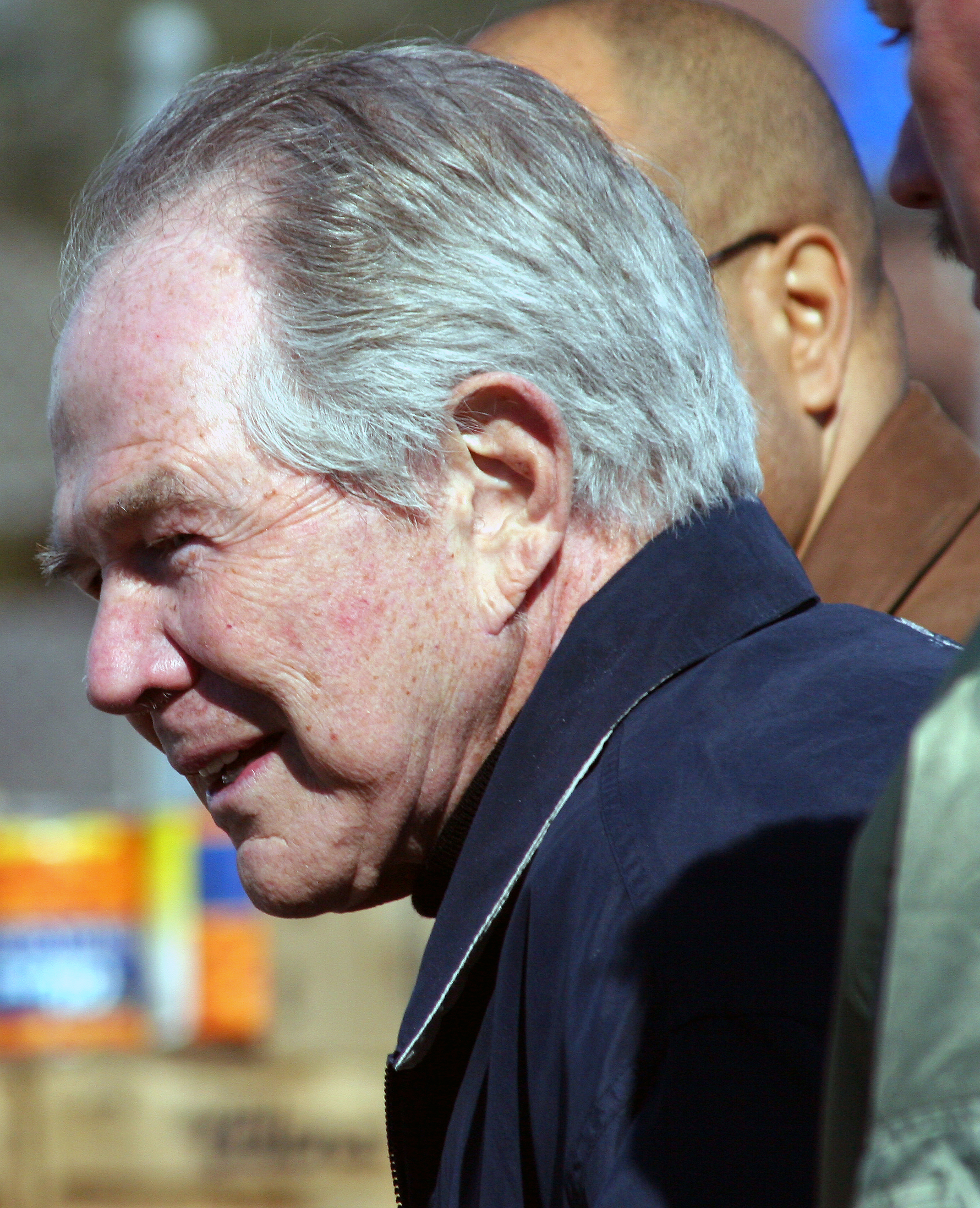
美國企業家帕特·羅伯遜在1991年寫了暢銷書《新世界秩序 (帕特·羅伯遜的書)》，他在第177頁寫道：「世界上存在一個陰謀，它是透過共濟會、秘密的光明會、美國外交關係協會、三邊委員會和猶太銀行家組織而成的菁英集團策畫執行的。」

在20世紀，許多政治家如美國總統伍德羅·威爾遜和英國首相溫斯頓·邱吉爾都使用「新世界秩序」一詞來指新的歷史時期。其特徵是世界政治思想的戲劇性變化，以及第一次世界大戰、第二次世界大戰後的權力平衡。他們都主張理想主義，成立能夠進行全球治理的國際組織，以民族自決為前提，讓所有民族國家政府建立起全球意識，解決傳統政治體制沒有能力處理的問題。這些主張導致國際組織（如1945年的聯合國和1949年的北大西洋公約組織）和國際制度（如1944 - 1971年的布雷頓森林體系和1947 - 1994年的關稅暨貿易總協定）形成。「新世界秩序」陰謀論認為，這幾項國際計劃都是為了維持有利於美國的權力平衡，並強制規範國家之間的合作方式和條件，最終才得以讓美國實現超帝國主義。同時自1930年代起，這些國際組織也受到自由主義、商業民族主義和舊保守主義的批評。
在兩次世界大戰之後，進步主義則支持、歡迎這些新的國際組織和政權。但由於產生民主逆差的現象，因此這些國際組織並無法阻止另一個世界大戰，只是一個徒具形式的全球正義。聯合國是1945年由美國銀行家和美國國務院規劃者設計的，並且該組織是保持主權國家權力的自由聯盟，而不是促成一個民主世界政府。因此，全球的活動家組成了世界聯邦主義運動，希望創造一個「真正的」新世界秩序。
英國著名小說家、社會學家和歷史學家喬治·威爾斯在1940年代時，更進一步的重新定義「新世界秩序」這個專有名詞：「它是技術官僚建立的世界政府和計劃經濟的同義詞」。喬治·威爾斯的主張在一些國有社會主義和知識階層流行起來。1947年至1957年的麥卡錫主義期間，在加拿大陰謀理論家威廉·卡爾影響下，美國民間和基督教右派的鼓動者越來越相信共濟會、光明會和猶太人正在謀劃全球性的陰謀，類似第三國際和無神共產主義的世界政府正在形成。該世界政府奉行國家無神論、官僚集體主義，該理論的支持者將它妖魔化、稱之為「紅色威脅」，因此成為聖經啟示文學、千禧年主義陰謀的焦點。「紅色威脅」形成美國政治權力的核心思想之一，即政府由美國自由主義者和美國進步主義者所組成，他們的福利國家政策和國際合作計劃，如美國對外援助都被認為是「新世界秩序」的議程之一。因為這些政策有助於推進集體主義，從而導致每個國家的政治體制都被世界共產主義所取代。
右派民粹主義和舊保守主義的倡導團體，例如約翰·伯奇協會，在1960年代傳播了大量的陰謀論，主張美國和蘇聯兩國政府已經被新自由主義陰謀集團、貪婪的銀行家和腐敗政客所控制，他們蓄意使用聯合國作為創建「一個世界政府」的掩護機構。這些對世人提出警告的倡導團體最終形成了反全球化運動，要求美國退出聯合國。美國作家瑪麗·戴維森在她1966年的書《深刻革命》中，她將「新世界秩序」追溯至1913年，由歐美古老的金融家族組成的國際銀行家們，陰謀建立了美國聯邦儲備系統，這個完全屬於私人的機構竟然可以代表美國的中央銀行體系。她並強調，這個陰謀組織後來在1921年成立了美國外交關係協會作為影子政府。在《深刻革命》出版後，許多讀者會將「國際銀行家」解釋為一個假設的「國際猶太銀行家族陰謀組織」，由羅斯柴爾德家族主導。
「新世界秩序」在1960年代末已經代表一群致力於破壞所有國家主權的秘密菁英。美國作家加里·艾倫出版了多本相關書籍，例如1971年的《沒人敢稱其為陰謀》、 1974年的《洛克菲勒的新世界秩序運動》、1987年的《抵制新世界秩序！》。他詳細闡述美國當前大多數右派民粹主義提出的陰謀論，以及反對全球主義的主題。因此在1990年代初期東歐劇變之後，美國極右派就將矛頭轉移到秘密共產主義頭上，它代表「紅色威脅」已經成為世界主義，也代表了「新世界秩序」。這是由於右派民粹主義反對商業國際主義，也有一部分是基於千禧年世界末日的預期心理，以及冷戰時期（約1947至1991年）和麥卡錫時期獵女巫式的政治迫害（1950年代）。

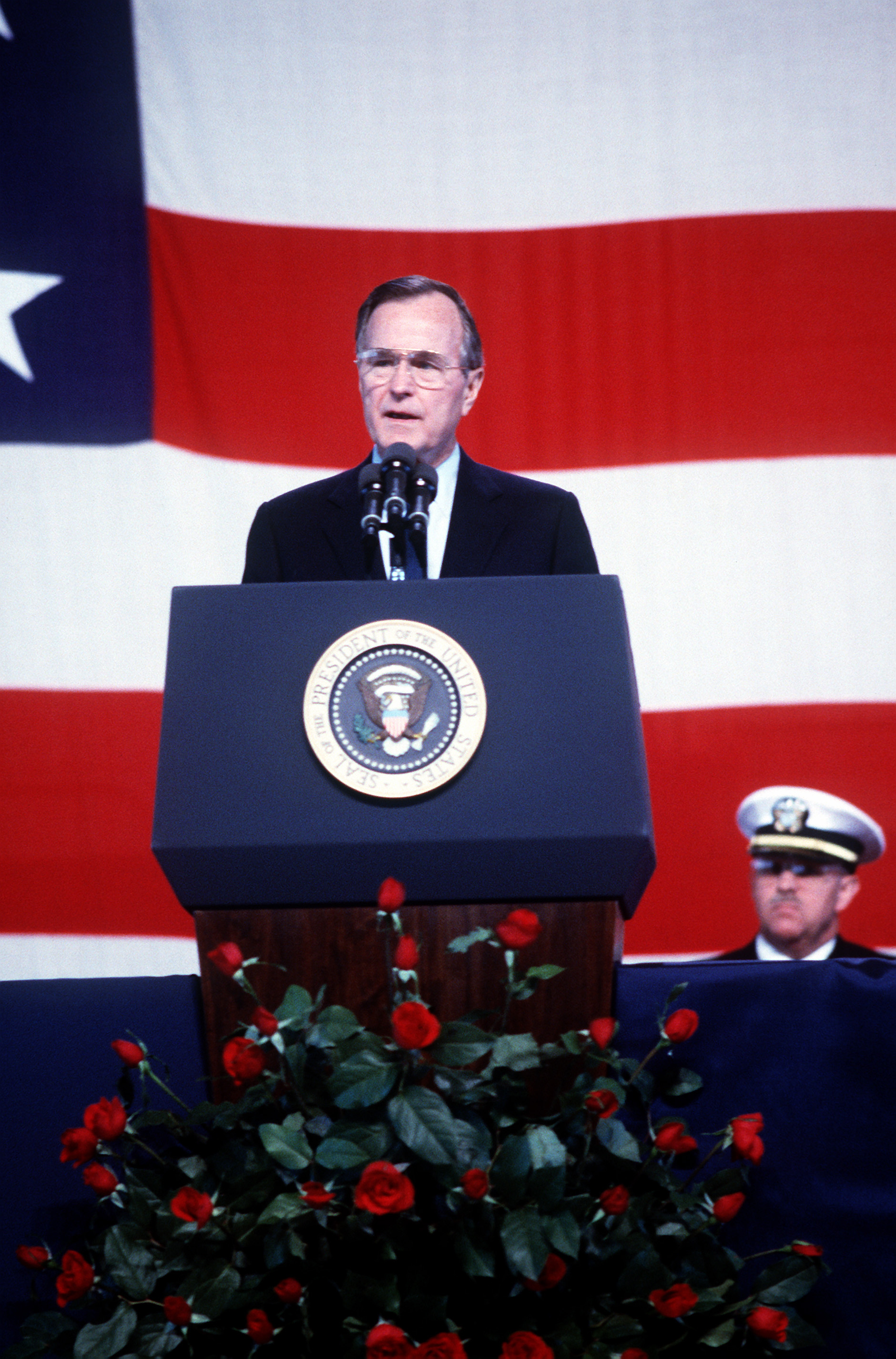
美國總統喬治·布希（老布希）在國會演說中提到「新世界秩序」，這個專有名詞也前後不斷被其他公眾人物提及，例如前英國首相東尼·布萊爾及戈登·布朗、前美國總統理查·尼克森、小布希、比爾·柯林頓及巴拉克·歐巴馬、前副總統喬·拜登、前美國國務卿亨利·季辛吉、法國總統尼古拉·薩科吉、蘇聯總統戈巴契夫、葡萄牙總理若澤·巴洛索、美國富商大衛·洛克菲勒及喬治·索羅斯、天主教教宗本篤十六世。

接著，令該理論更加廣泛的主因出現了。1990年9月11日，美國總統喬治·布希在波斯海灣危機和聯邦預算赤字大會聯席會議期間，在談話措辭中使用「新世界秩序」一詞，來描述冷戰後美國與後蘇聯國家的合作目標。他說：
|  | 到目前為止，我們所知的世界是一個分裂的世界，一個充斥鐵絲網、混凝石塊、衝突和冷戰的世界。現在，我們可以看到一個新的世界、一個真正有前景的新世界秩序。引用溫斯頓·丘吉爾的話說，「新世界秩序」就是正義和公平競爭的原則，保護弱者免受迫害。擺脫冷戰僵局後，聯合國已經準備好實現其創始人的歷史願景，一個所有國家都是自由和尊重人權的世界。 |

1991年1月底，老布希又在一次談話中指出：「海灣危機所牽涉的不僅是某一小國的利益，而是一個『偉大的理想』，即建立『新世界秩序』。在這個新秩序中，不同的國家集合在一起，從事共同的事業。更能免於恐怖威脅、更強力的追求正義、更能安全地追求和平，去實現人類共同的願望 — 和平與安全、自由與法治」。《紐約時報》指出，「新世界秩序」遭受譴責是因為美帝國主義野心在中東的合理化，而美國保守主義者完全拒絕任何新的安全政策，並爆發聯合國復興的可能性。美國調查記者奇普·伯利特寫道：
|  | 當布希總統宣布他新的外交政策將有助於建立一個『新世界秩序』，他的措辭極大刺激了基督教和世俗觀感，就像電擊一樣。因為這個詞幾十年來都是代表可怕的集體主義 — 世界政府。一些基督徒認為布希是世界領導人將要背叛全世界的信號。世俗反共主義者對美國的主權、一個由聯合國強加管理的暴政、集體主義制度感到厭斥、恐懼。 |

美國企業家、電視新聞家帕特·羅伯遜在1991年出版了暢銷書《新世界秩序》，他成為一個有影響力的美國歷史陰謀論基督徒。他在書裡提到幾個機構是「新世界秩序」的陰謀成員：華爾街、美國聯邦儲備系統、美國外交關係協會、三邊委員會以及畢德堡俱樂部，這些機構完全由菁英集團、敵基督者掌控，並從幕後製造事件，不斷暗中往世界政府的方向推動。
觀察家指出，激進右派民粹主義陰謀論者，如律師琳達·湯普森、廣播主持人馬克·科恩克、作家羅伯特·史畢爾，推動了一股民間武裝力量形成。他們舉辦集會、演說、槍枝展覽，主張反國家主義，並透過發行書籍、無線電台、網路、傳真、錄影帶宣傳反抗「新世界秩序」的理論。他們的政治思想在廣播節目和網際網路上散布極快，並深掘歷史懸案如甘迺迪遇刺案和幽浮事件等，都與「新世界秩序」有深層的關聯。1990年代中期開始，這股文化力量已將「新世界秩序」陰謀論遍布全球。
好萊塢陰謀驚悚類型的電視劇和電影也藉由「新世界秩序」獲得廣泛的受眾群體，例如沒有標記的黑色直升機、聯邦緊急事務管理署集中營等激進右派陰謀論內容。尤其是1993年至2002年的電視科幻影集《X檔案》、1997年的電影《絕命大反擊》和1998年的電影《X檔案》。在21世紀開始之後，特別是在2007年–2008年環球金融危機期間，許多政治家和學者，例如英國首相戈登·布朗和前美國國務卿亨利·季辛吉都在措辭中使用「新世界秩序」來做政治宣傳。例如他們呼籲對全球金融體系的改革，以及成立聲稱對新興市場（如中國和印度）有幫助的布雷頓森林體系。這些聲明為「新世界秩序」陰謀理論提供了意想不到的成果，甚至讓福斯新聞頻道的談話節目主持人肖恩·漢尼提說：「陰謀論者是對的」。
2009年，美國電影導演盧克·邁爾和安德魯·尼爾推出了紀錄片《新世界秩序》，該影片備受好評。它探索了陰謀論世界，並訪問相關陰謀論的專家，如美國廣播電台主持人亞歷克斯·瓊斯，他多年來一直曝光秘辛、努力揭露畢德堡俱樂部的高度秘密會議、鼓吹九一一真相運動並大力反對「新世界秩序」。該陰謀理論的日益傳播和普及，也促成部分右派民粹主義者和左派民粹主義者成為政治盟友，他們共同反對菁英主義、反對「新世界秩序」的推行。
2013年4月2日，根據一家專門分析政治動向的美國機構 — 公共政策民調基金會所做的調查顯示，有28%的美國民眾投票認為，有一個祕密的、強大的菁英團體正在推動一項全球性議程，謀劃著一種極權式的世界政府或「新世界秩序」來實現統治全球的目標。美國作家大衛·威爾科克在他的书籍《同步鍵》中表示：
|  | 如果有接近三分之一的美國民眾願意透過電話告訴一個匿名的陌生人，他們相信像這樣一個對人類有著巨大威脅的菁英團體確實存在，那麼我們所討論的，就不再是一種邊緣的觀點了。從1992年到現在，我花了數千個小時對這項問題進行學術式的調查與研究，結果讓我相信，類似的秘密團體確實存在，而我們必須及時阻止他們。 |

## 陰謀論的來源
由於有許多相關的系統性陰謀論，因此可透過這些理論來看待「新世界秩序」的概念。以下是大致按照時間順序排列的主要陰謀論來源：

### 末世論

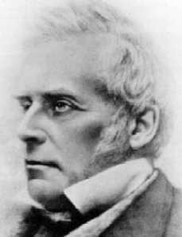
約翰·納爾遜·達秘，普利茅斯弟兄會最有影響力的領袖人物。

自19世紀以來，從普利茅斯弟兄會的領袖約翰·納爾遜·達秘開始，許多末世論、千禧主義、基督教末世論者基於《聖經》預言，預測了全球主義的陰謀、一個暴虐的新世界秩序管理體制將會出現。特別是《以西結書》、《但以理書》中的時間終結，以及在對觀福音和《啟示錄》中找到的橄欖山講論。他們主張，將會有世界領袖進行魔鬼交易以換取財富和權力，那個人將會成為一個超自然象棋遊戲中的棋子，建立一個基於融合主義、彌賽亞主義的全球性宗教、對精神基礎進行變革的烏托邦世界政府，並將全人類移動到那個環境裡。隨後他將揭示自己是一個反烏托邦世界帝國，並強迫人民進行帝國崇拜。這個世界政府也將顯露出不聖潔的三位一體：撒旦、敵基督和假先知。在許多當代基督教陰謀論中（例如義大利政治作家朱塞佩·馬志尼主張共濟會計劃侵入天主教會並在其中傳播自由主義思想。以及17世紀的文件「耶穌會陰謀」），假先知將是天主教會的最後一個教皇。該政府成員包括新紀元運動的上師、基督教基要主義和團契基金會的菁英或領導人物。而敵基督者將是歐洲聯盟主席、聯合國秘書長以及泛伊斯蘭教的哈里發國。
一些關於世界末日陰謀論的最主要批評來自於基督教。1993年，歷史學家布魯斯·巴倫在看過帕特·羅伯遜的書《新世界秩序》之後，便在《基督教研究雜誌》上針對天主教的基督徒陰謀論寫了一段嚴厲指責。另一個批評可以在歷史學家戈雷葛來·坎普1997年的書《散佈恐懼：世界末日陰謀論的偏執狂》中找到。宗教研究學者理查·休斯認為，「新世界秩序」的修辭誹謗了基督教信仰，因為基督教陰謀論者定義的「新世界秩序」在《聖經》中沒有根據。此外，他認為這不僅是不合理的，而且還是激進的反《聖經》和根本的反基督教，因為這個理論會讓人們誤解《啟示錄》中的關鍵段落，在陰謀論中所謂即將來臨的邪惡世界政府面前，《啟示錄》中提到的「上帝的國」將不能再安慰人們，世界末日變成恐懼、恐慌和絕望的盡頭。激進派基督徒，例如傳教士兼神學家彼得·戈麥斯，他便告誡基督教基要主義的信徒，如果懷著「恐懼的心靈」將會危險的歪曲聖經直譯主義、時代論和《聖經》的歷史，帶來壓迫性的偏見。他們都呼籲沉迷於陰謀論中的基督徒懺悔。

### 共濟會

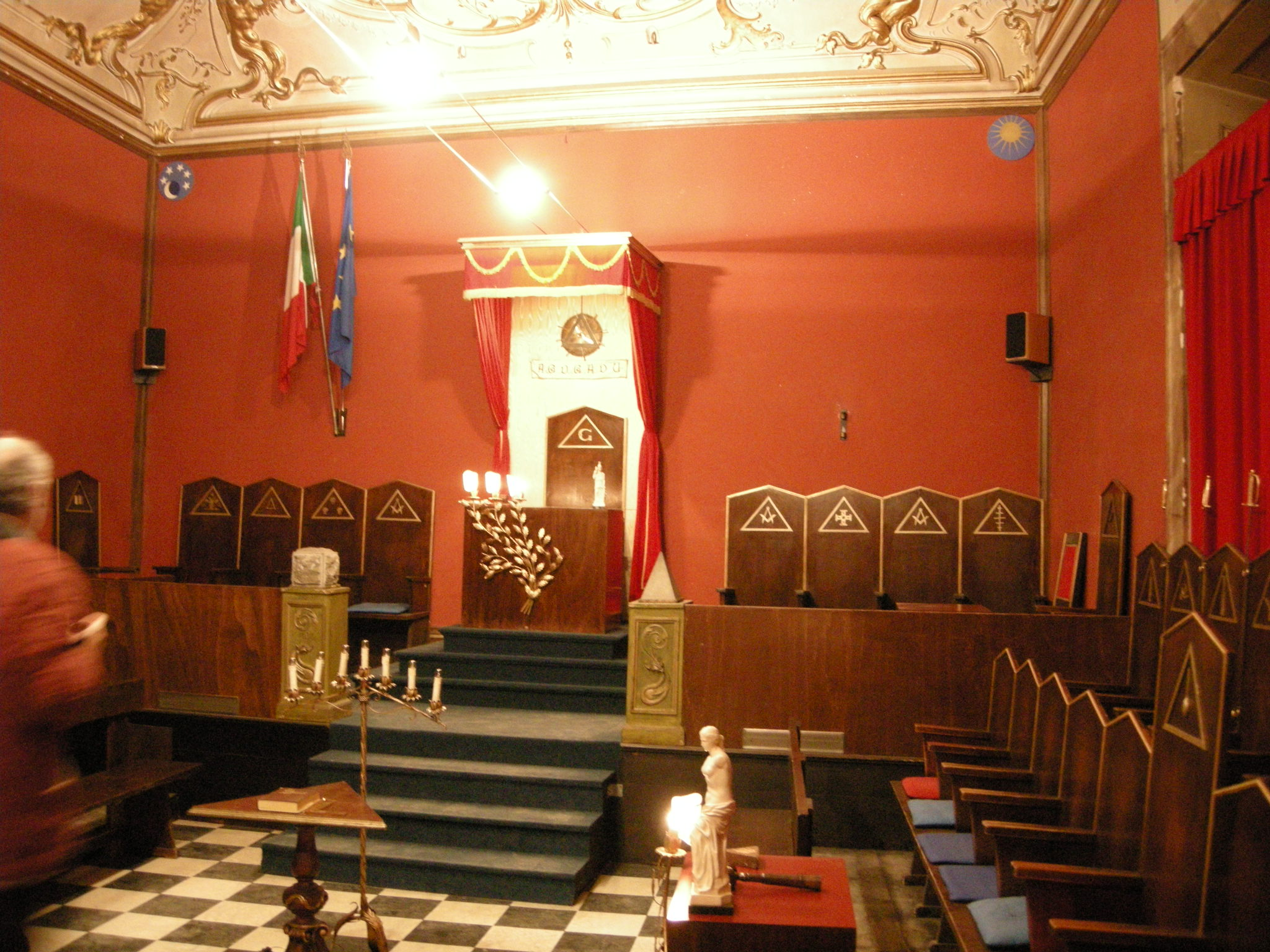
一個共濟會的場地。

共濟會是世界上最古老的世俗兄弟會之一，它是在16世紀晚期至17世紀初期出現在英國。多年來，許多指控和陰謀論都是針對共濟會，包括指控共濟會有一個隱藏的政治議程，他們在幕後策畫建立一個依據共濟會規則、只受共濟會管轄的世界政府，共謀實現「新世界秩序」。
18世紀晚期，因為共濟會的儀式和象徵充滿了西方神秘主義，開始被外界指控惡魔崇拜、信奉撒旦教、秘密實行撒旦主義。蘇格蘭物理學家約翰·羅比遜在19世紀指控共濟會，稱他們為了秘密掌控世界，執行顛覆宗教和政府的陰謀。他的反動理論跨過了大西洋，讓美國本土爆發了反共濟會運動。1890年代，法國作家尼歐·塔克希爾發表一系列書籍（如《共濟會的秘密（Mysteries of Freemasonry）》）譴責共濟會，指控他們奉行撒旦主義、崇拜路西法，將它視為至高無上、宇宙的偉大的建築師。他的說法受到許多陰謀論者附議，並對隨後的反共濟會主張有巨大的影響。

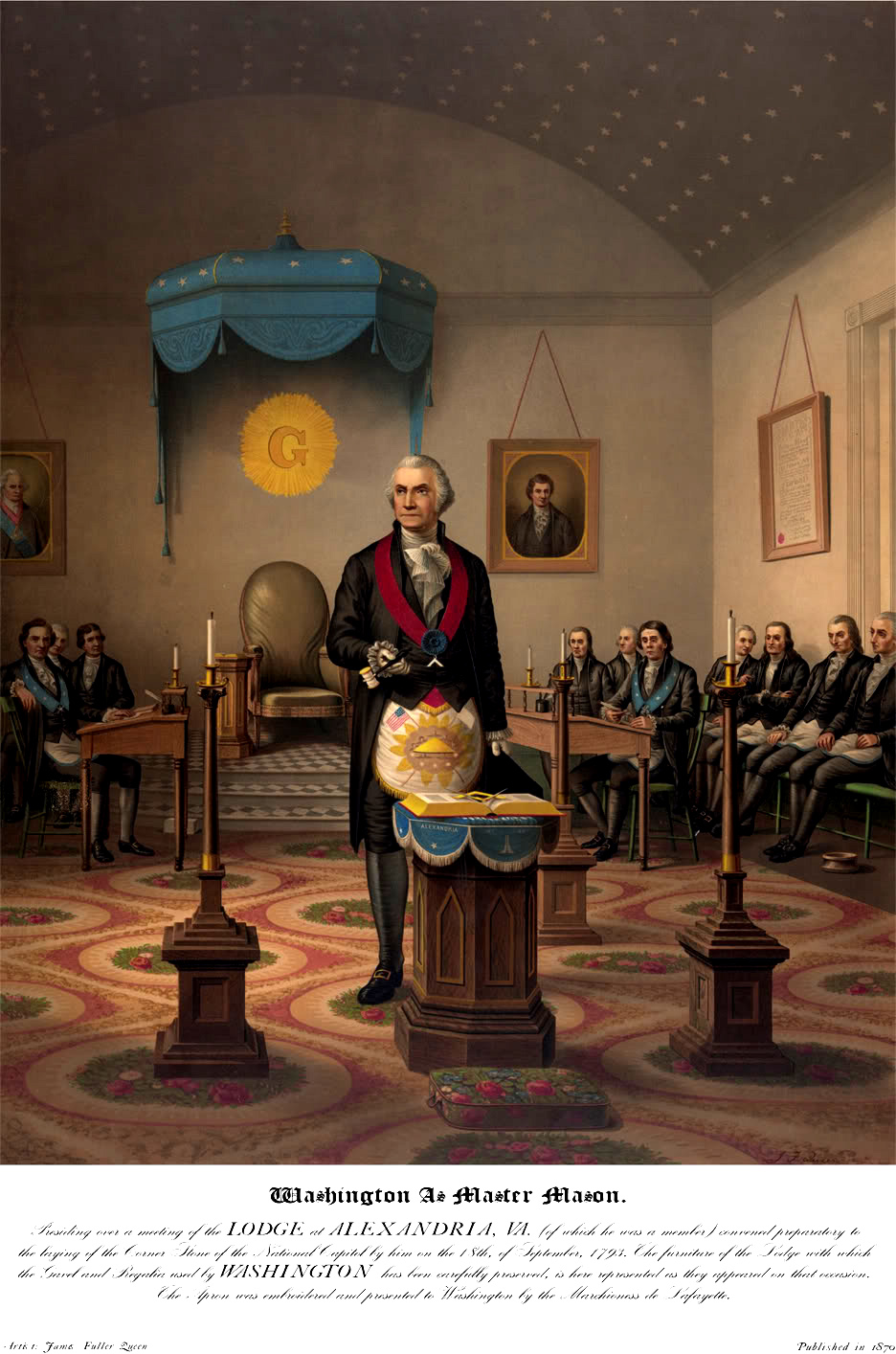
穿戴全套共濟會服飾的美國國父喬治·華盛頓。

許多陰謀論者主張，有一些美國開國元勛，如喬治·華盛頓和班傑明·富蘭克林都是共濟會成員。例如華盛頓麾下的74名將領中有33名共濟會成員，《美國獨立宣言》的56名簽訂者中有9名共濟會成員，三分之一的美國憲法簽署者也都是共濟會會員。他們還將共濟會的神聖幾何設計滲透到美國社會，並暗示「共濟會員是新世界秩序的建築師」。特別是在美國國徽、一美元紙幣、華盛頓紀念碑、美國國會大廈、白宮、國家廣場、五角大廈、華盛頓特區的街道和高速公路的設計、以及遍布城市內的秘密基石，作為總體計劃的一部分，創建第一個「共濟會政府」作為「新世界秩序」的典範。1793年9月18日，喬治·華盛頓穿戴全套的共濟會徽章、禮袍，為美國國會大廈主持奠基儀式。他將一隻銀泥刀（代表著共濟會「石匠」的身份）插入地基，再於地基的頂端做上銀色標記，以共濟會儀式安放奠基石。一美元紙幣和國徽上也有共濟會的重要符號「全視之眼」，以及多處的數字十三。時至今日，44位美國總統中有14位是共濟會成員。根據1959年的資料，當時美國聯邦政府十一席閣員中有6位、九席美國最高法院大法官中有5位、四十九席州長中有29位，以及半數以上國會議員都是美國不同地區的共濟會成員。因此，美國人想像中的政治陰謀主角經常都是共濟會。
共濟會反駁了這些陰謀論的指控，他們表示該組織的目的是促進理性主義，使用的隱秘符號本身沒有神力，也不是共濟會原則的一部分，不論什麼符號都無法鞏固或控制權力。此外，也沒有公開訊息確認負責國徽設計的是共濟會成員。陰謀論者則斷言共濟會在美國國徽的設計上有關鍵性影響，因為在設計如此重要意義的國家象徵物時，不可能是在無意中用上這些元素，唯一的理由就是設計者本身非常熟悉這些符號。事實上，自18世紀晚期至今，所有共濟會的聚集場所和建築物外，全都看到的「全視之眼」和沒有頂石的未完成金字塔符號，因此美國國徽的設計者應該本來就理解這些深奧符號的意義。此外，自1782年開始啟用的美國國徽、1935年開始啟用的一美元紙幣背面，都寫上了拉丁語「Annuit cœptis」和「時代新秩序」（Novus ordo seclorum），意思是「天佑吾人基業」「世界新秩序」。這兩樣重要物品都暗示美利堅合眾國是一個獨立的民族國家，並且屬於它的時代已經開始。它常常被陰謀論的理論家解釋為「新世界秩序」的公開密碼。
共濟會的歐洲大陸分支 — 法蘭西大東方會所表示，他們雖然允許在共濟會場所內討論政治，並且有幾個成員是世俗主義者，經常進行政治遊說，但沒有控制政府或政治的行為。共濟會研究員特雷弗·W·麥基汪認為：
|  | 人們在指責共濟會幕後秘密建立共濟會政府上，忽略了幾個事實。雖然我同意某些共濟會的場所、建築和地標都有特殊符號，但是許多總會所也有符號，他們在信仰和實踐的方針上並不一致。此外，從對幾個知名的共濟會成員的調查可以看出，個人自由主義超越了政治範圍的信念。『共濟會政府』這個詞一點意義都沒有，因為要構成一個良好政府的先決條件就是允許成員持有各種不同的意見。 |

### 光明會

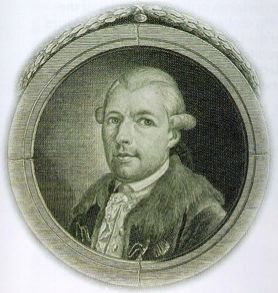
光明會是一個18世紀組成的秘密組織，圖為其創始人亞當·維索茲的畫像。

1776年5月1日，在德國巴伐利亞出現一個名叫光明會的秘密組織，它是由哥廷根大學的西方神秘學教授亞當·維索茲成立的。他開始從共濟會中招募自由思想、世俗主義、自由主義、共和主義和性別平等的倡導者加入。1785年，光明會被皇室成員卡爾·泰奧多爾判定為對君主制和其國教有潛在性威脅的組織，他派政府人員滲透、分裂，最後壓制了光明會。
18世紀晚期，有一些陰謀論學家，如蘇格蘭物理學家約翰·羅賓森和法國耶穌會牧師奧古斯丁·巴里埃爾開始推論光明會挺過了皇室鎮壓，並實施報復行動，成為法國大革命和恐怖統治背後的策劃者。光明會開始被指控為顛覆者，企圖秘密在歐洲和世界各個地方製造革命浪潮，他們組織了激進主義啟蒙運動 — 大量散播反教权主义、反君主主義和原女性主義的觀念，企圖推翻各國現有的統治階級，創造一個具有心智政權和理性崇拜的世界。19世紀時，全歐洲的統治階級都非常關切光明會的活動，他們毫無根據的對光明會陰謀感到恐懼。1848年，歐洲各國爆發一系列武裝革命，造成各國君主與皇室貴族的體制動盪，許多統治階級被推翻、逃亡或被迫接受憲法，史稱「人民之春」。
在第一次世界大戰結束到第二次世界大戰爆發的這段時期，法西斯主義的宣傳者如英國歷史修正主義學家內斯塔·海倫·韋伯斯特和美國社交名流伊迪絲·斯塔爾·米勒，不僅普及了光明會陰謀的神話，並表示光明會是一個顛覆性的秘密組織，服務於猶太菁英，並且支持金融資本主義和蘇聯共產主義，最終目的是分裂和統治這個世界。美國傳教士吉羅·巴頓·溫瓦和美國基督教基要主義中的其他陰謀論者 — 在1910年代發起反世俗人文主義、反現代主義、反自由主義的啟蒙運動，隨後該運動開始推論一些大學中的兄弟會（如耶魯大學的骷髏會 ）、紳士俱樂部（如波希米亞俱樂部）和智庫（如美國外交關係協會、三邊委員會）都是美國上層階級的掩護機構和傀儡組織。他們指責這些社會政治菁英陰謀組織一個世界政府，來推動「新世界秩序」的議程。
美國作家米爾頓·威廉·庫珀將光明會描述為一個國際神秘組織，由畢德堡俱樂部控制，並與共濟會、哥倫布騎士會、骷髏會以及其他組織合作，最終目的是建立一個「新世界秩序」的政府。其他理論家如美國電影導演麥倫·柯瑞佛·費根和美國活動家麥克·戴斯都認為，光明會已經控制整個世界，而且各種重大的歷史事件都是光明會造成的。例如法國大革命、滑鐵盧戰役和甘迺迪遇刺案，並且光明會多年來都有進行撒旦教儀式的惡行。由於「新世界秩序」和光明會的象徵主義是重疊的 — 包括金字塔的形象、方尖碑、全視之眼、荷魯斯之眼、惡魔巴風特、山羊、帝王斑蝶、扭曲的十字架、黑太陽、閃電、貓頭鷹、蛇、倒五角星和獸名數目，因此有許多使用這些符號的流行藝術家經常被懷疑與光明會有關係，作為改變大眾潛意識的工具之一。例如碧昂絲·諾利斯、Jay Z、阿姆、50 Cent、蕾哈娜、吹牛老爹、DJ 哈立德、T-Pain、席亞拉、肯伊·威斯特、小韋恩、女神卡卡和瑪丹娜。而且在嘻哈音樂中，很流行在歌詞裡提到光明會。而吐派克·夏庫爾和麥可·傑克森的突然死亡也經常被認為是光明會造成。

### 羅斯柴爾德家族

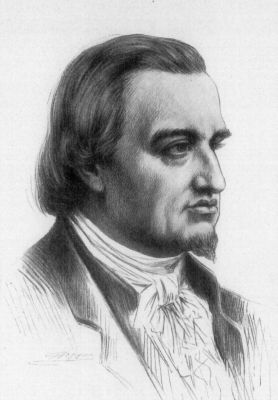
羅斯柴爾德家族的創始人梅耶·阿姆謝爾·羅斯柴爾德，被譽為「國際金融業之父」。

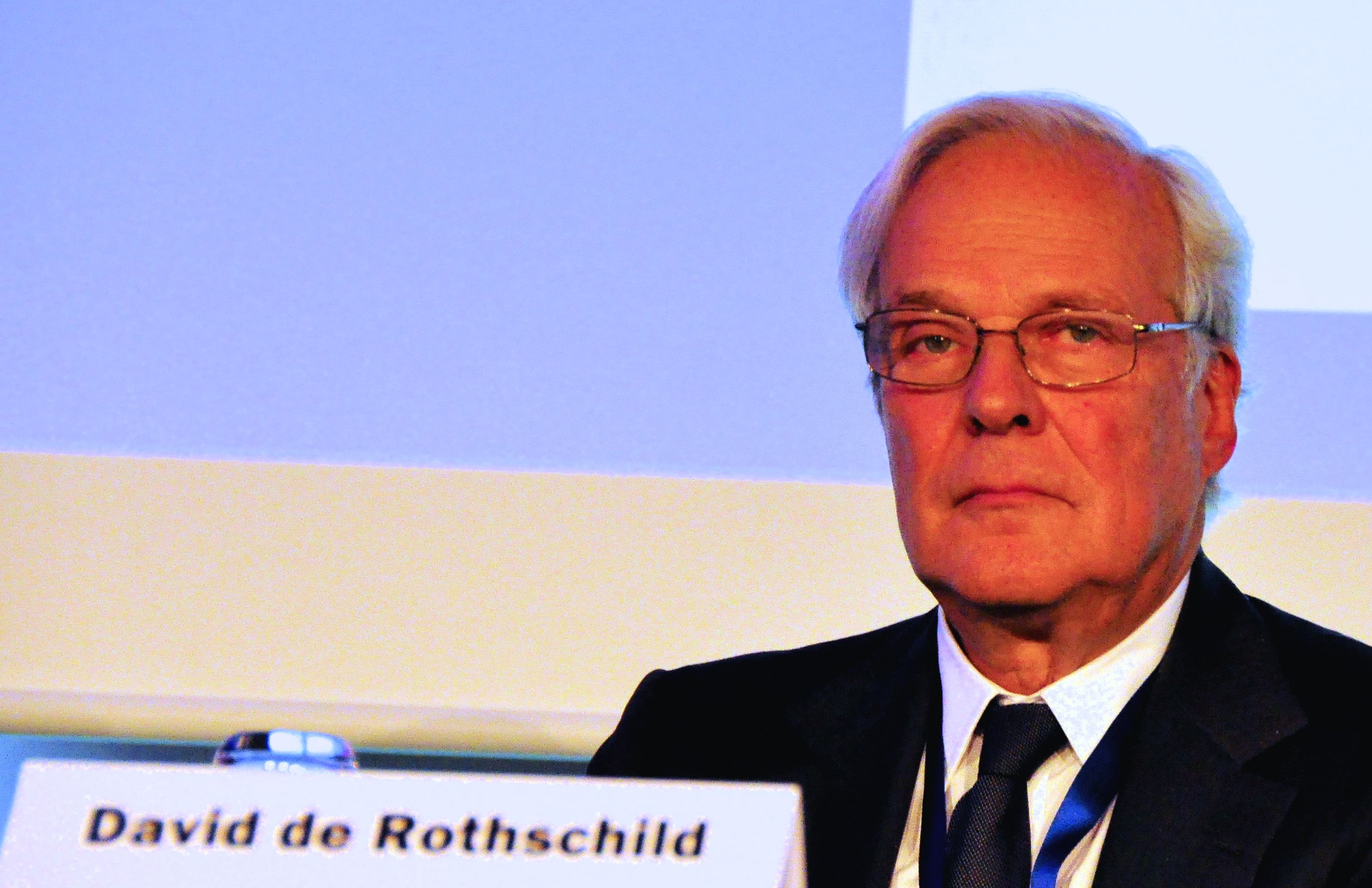
羅斯柴爾德家族第六代族長大衛·羅斯柴爾德，目前是羅斯柴爾德父子公司董事長。

在兩個多世紀以來，羅斯柴爾德家族經常成為陰謀論的主題。包括指責他們控制世界的財富和金融體系，以及國家之間的戰爭。
1815年6月18日，南森·羅斯柴爾德藉滑鐵盧戰役成為英國最大的債權人。1818年11月5日，一向穩健升值的法國公債突然暴跌，由於有英國的前車之鑒，人們開始懷疑羅斯柴爾德家族在操縱公債市場。在法國國王路易十八召見之後，詹姆斯·羅斯柴爾德制止了債券崩潰，完全控制了法國金融。美國作家大衛·德魯克（David Druck）在他的著作《男爵埃德蒙·羅斯柴爾德》（Baron Edmond Rothschild）中寫道：
|  | 詹姆斯·羅斯柴爾德的財富達到了六億法郎。在法國只有一個人的財富比他多，那就是法國國王的八億法郎。法國其他所有銀行家的財富加在一起，仍然比詹姆斯少一億五千萬法郎。如此的巨富自然賦予詹姆斯不可名狀的權力，甚至到了隨時可以讓政府內閣垮台的程度。眾所周知的梯也爾政府就是被他推翻的。 |

英國首相班傑明·迪斯雷利在1844年也說：
|  | 羅斯柴爾德家族是世界金錢市場的主宰，當然也就是幾乎所有一切其他事物的主宰。他們實際上擁有以整個南義大利地區的財政收入做抵押的資產，歐洲所有國家的國王和部長都在聆聽他們的教誨。 |

由於傳聞估計，羅斯柴爾德家族現今的財富價值五百萬億美元，擁有世界總財富的八成以上，因此該家庭在很大程度上也是反猶太主義主要的討論對象。陰謀論者認為，羅斯柴爾德家族控制著世界的貨幣供應。並與共濟會、光明會、「新世界秩序」和其他黑暗的貨幣團體有深厚淵源。該家族也被認為是扮演世界政府的主要領袖之一，並被指責為個人利益發動戰爭、資助大屠殺和暗殺美國總統。
懷疑論者則認為，該家族雖然在18世紀後逐漸取得巨富，但是從那時起已經衍生了數百個後裔，所以不再有任何集中的家族財富。他們根據家族事業羅斯柴爾德父子公司的營運狀況評估，該公司本身並沒有產生足夠的收入來支持家族的財富，年收入約為五億美元，而世界上最大的公司沃爾瑪年收入近五千億美元。並認為，雖然羅斯柴爾德家族在過去幾世紀裡確實是世界上最重要的財經團體之一，但他們不再對全球事務產生同樣的影響力。
然而陰謀論者認為，能夠掌控全球政府、金融體系並持續發揮權力的組織，其訣竅就是低調與保密。他們指出，羅斯柴爾德家族已經透過政治謀略和製造戰爭等手段，在每一個國家建立了自己的銀行。並舉出實際例證：
|  | 在2000年時，地球上只有七個國家沒有羅斯柴爾德銀行 — 阿富汗、伊拉克、蘇丹、利比亞、古巴、朝鲜、伊朗。這些國家一直受到西方媒體的攻擊和醜化，這不是巧合，主要原因是他們沒有羅斯柴爾德銀行。在一個國家建立中央銀行的最好辦法是向他們提供貸款，而且是一種可能無法償還的貸款。像俄羅斯和匈牙利這樣的國家已經提前償還貸款擺脫了中央銀行。如果國家不接受貸款，通常領導人會被暗殺，然後由羅斯柴爾德家族指派的人選取代。當然，如果暗殺不起作用，那麼就會設計另一個侵略這些國家的藉口，通常採取恐怖主義的形式，製造假旗行動嫁禍給該國人士，再正大光明的派軍隊無情鎮壓。到2011年，在九一一恐怖攻擊和伊拉克入侵之後，地球上只剩三個國家還沒有羅斯柴爾德銀行 — 古巴、朝鲜、伊朗。這個價值數百萬億美元的家族已經在世界各地造成無數的死亡和破壞，以使這些國家接受他們的中央銀行，讓族人掌握著經濟和金融。 |

### 洛克菲勒家族

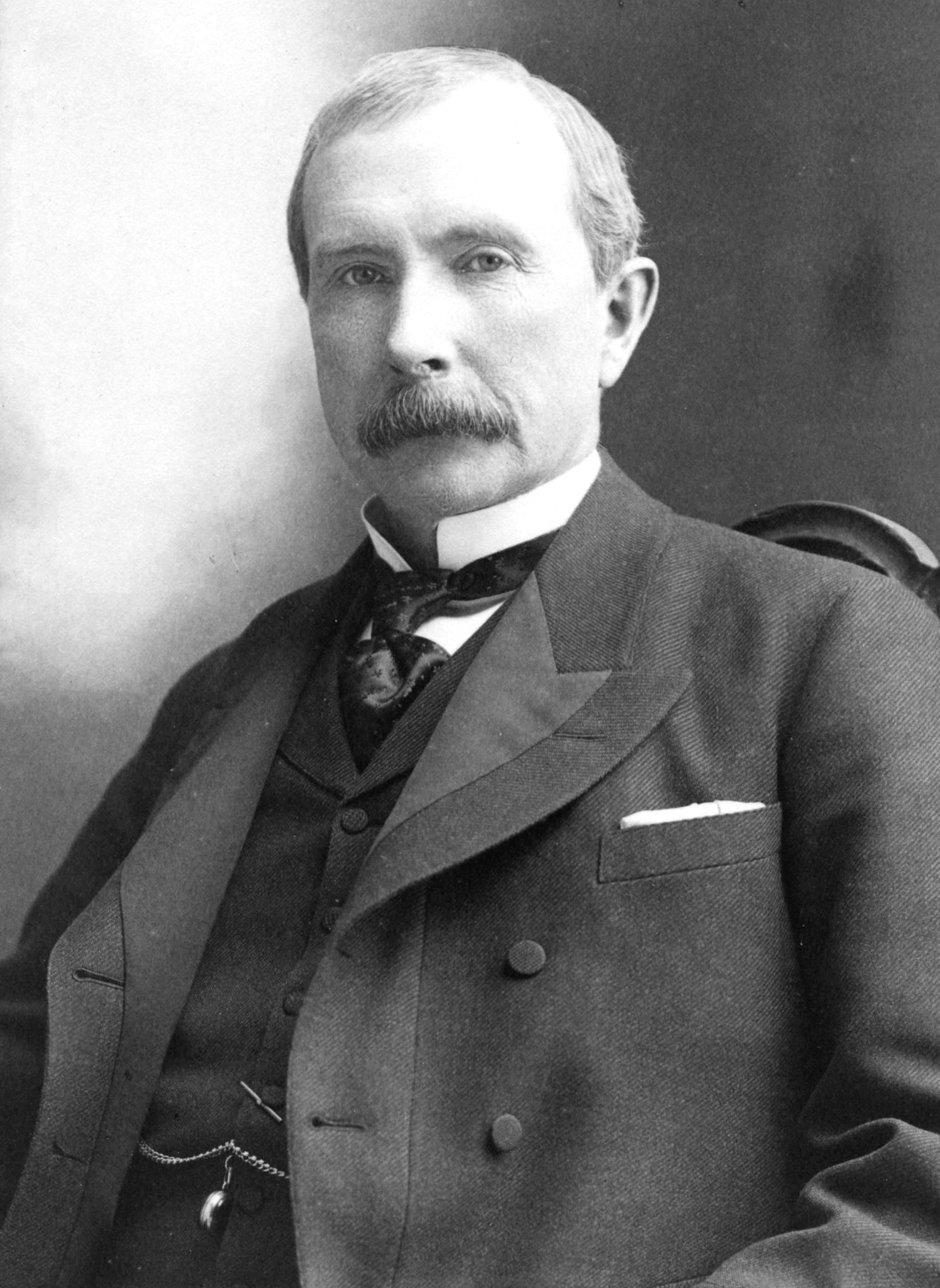
洛克菲勒家族的創始人約翰·戴維森·洛克斐勒。

美國地緣政治分析家兼新聞主編吉爾伯特·默西爾表示，在大衛·洛克菲勒擔任美國大通銀行執行長期間，透過一系列銀行代理業務，包括前蘇聯和中國的銀行，它已經發展成大約5萬家銀行的巨型網路，是世界上最大的金融聯盟之一。默西爾也說，大衛·洛克菲勒同時還是美國外交關係協會、三邊委員會、美洲協會與美洲理事會的創始人，並且是畢德堡俱樂部的諮詢委員，正是透過這些管道和群體，洛克菲勒家族在幕後悄悄的影響美國國內外政策，而且也影響了世界事務。默西爾表示，自從德懷特·艾森豪以來，大衛·洛克菲勒一直是歷任美國總統的幕後顧問，與亨利·季辛吉對世界事務的影響非常巨大。
1977年6月23日，南非媒體《公民報》指出：「洛克菲勒家族透過兩個私人組織美國外交關係協會和三邊委員會，干預了全球政治和美國國內外事務，他們在125多個國家擁有資產和商業利益，大衛·洛克菲勒和其強大的盟友『自由主義的國際主義者』，包括卡特政府的國家安全顧問茲比格涅夫·布里辛斯基，他們宣稱要創造一個世界政府或超國家政體，其家族的國際銀行和跨國公司的種種行為和規劃，遠遠超過了民族國家的政治觀念」。在大衛·洛克菲勒傳出逝世消息後，默西爾認為，從英國脫離歐盟和唐納·川普當選美國總統來看，這也許是民意反對一個以寡頭統治為主的罕見世界政府的現象，但全球主義者仍然非常活躍於幕後，「美帝國公司」可能會有一個新的執行長，同樣的人仍然掌控著董事會，他說：
|  | 儘管洛克菲勒是一個關鍵人物，他在很多方面都是全球化『新世界秩序』項目的創始人之一，也儘管他逝世了，但這隻巨型九頭蛇仍然蓬勃生長，其中一個腦袋死亡，接著會有幾個人起來取代它。更重要的是，畢竟大衛·洛克菲勒從1950年代初期就開始構建全球主義教義，他組織了各種權力菁英的網路、團體或者理事會，這一直是洛克菲勒的哲學，它成為『新世界秩序』項目中一種具備重複性、再生性的持久力量。 |

### 《錫安長老會紀要》
《錫安長老會紀要》是1903年在沙俄出現的反猶太主題書籍，原始語言為俄語，作者不詳，其內容為描述所謂「猶太人征服世界」、猶太 — 共濟會陰謀的具體計劃。文本看起來是猶太人領袖團體 — 「錫安長老會」的秘密會議記錄，表示猶太人領袖們已經加入共濟會，並正在策劃代表所有猶太人統治世界，因為他們相信猶太人是神選之人。該書記載的許多決議，都與約翰·羅比遜和奧古斯丁·巴里埃爾當年勾畫的核心陰謀主題相同，包括「利用經濟戰和組織瓦解建立全球政府」、「以競選公職行業做為征服世界的手段」、「利用唯物主義消滅宗教」、「炒作土地和鼓勵投機」、「利用內亂引發戰爭；利用司法系統恢復和平」、「透過共濟會、法律和教育實施無孔不入的洗腦宣傳體系」、「建立極權主義憲法和全球統一政府」、「建立新聞出版業的控制王國」、「利用共濟會無情鎮壓敵人」、「創造立憲政治，選出總統作為奴隸」、「允許人們透過報紙攻擊猶太人」、「對財產課稅」、「組織亂局」、「向人民灌輸順從思想」等。《錫安長老會紀要》類似於反啟蒙、支持君主制的古典保守主義。《錫安長老會紀要》顯示該會議的結論是：「必須透過共濟會和光明會實行決議，在任何層面上都不得與這兩個秘密組織剝離，以免人類發現猶太人的核心」。
眾多辯論家，如愛爾蘭記者菲利普·格雷夫斯在1921年《泰晤士報》上的一篇文章，以及英國學者諾曼·科恩在他1967年的書《保證種族滅絕》中，認為《錫安長老會紀要》是遭人抄襲與剽竊的書本。許多研究這本書的學者（如德國作家康拉德·海登）認為，俄羅斯 — 法國作家馬提夫·戈文斯基可能是真正的作者，他是反猶太人團體聖兄弟會和布爾什維克的成員。這些學者認為，在1905年俄國革命發生之前，俄羅斯帝國公共安全與秩序保衛部的秘密警察委託他撰寫宣傳反革命的文本。他幾乎一字不漏抄襲《馬基雅維利與孟德斯鳩在地獄的對話》中的段落，這本書是法國作家莫里斯·喬利寫來諷刺拿破崙三世的。
《錫安長老會紀要》成為20世紀許多反猶太和反共濟會的陰謀論文學依據，包括一些「新世界秩序」理論，並在某些當代陰謀文學中重覆被引用。例如1982年的爭議書籍《聖血與聖杯》的作者喬納森·凱普便做出結論：「《錫安長老會紀要》是錫安長老會真實存在並且持續活動最有說服力的證據」，他推論這個秘密會社正積極在幕後活動，準備建立一個神權政治的美國歐洲合眾國。透過墨洛溫王朝的君主崇拜和耶穌血統，來佔領歐洲各國的王位和教廷，這個「聖潔的歐洲帝國」將成為21世紀的超級強國。
雖然很多記者和學者認為錫安長老會是被人虛構出來的，一些基督教末世論者相信《錫安長老會紀要》是真實的，他們認為錫安長老會符合《聖經》和《啟示錄》中的預言，進一步證明反基督主義將會製造一場史詩級別的陰謀、以及「新世界秩序」即將到來的實際依據。而根據看過1903年原版影本的東京警察醫院內科醫師內海聰表示，1850年代法國已經出版過一本名為《猶太民族的神祕》，其內容與《錫安長老會紀要》的二十四項決議非常類似，對照一百多年前的書中內容與現今世界的情形，幾乎全部實現了。因此他認為偽造文獻的說法非常荒謬。

### 美國聯邦儲備系統
主條目：對聯邦儲備系統的指控、美聯儲暗殺甘迺迪總統陰謀論

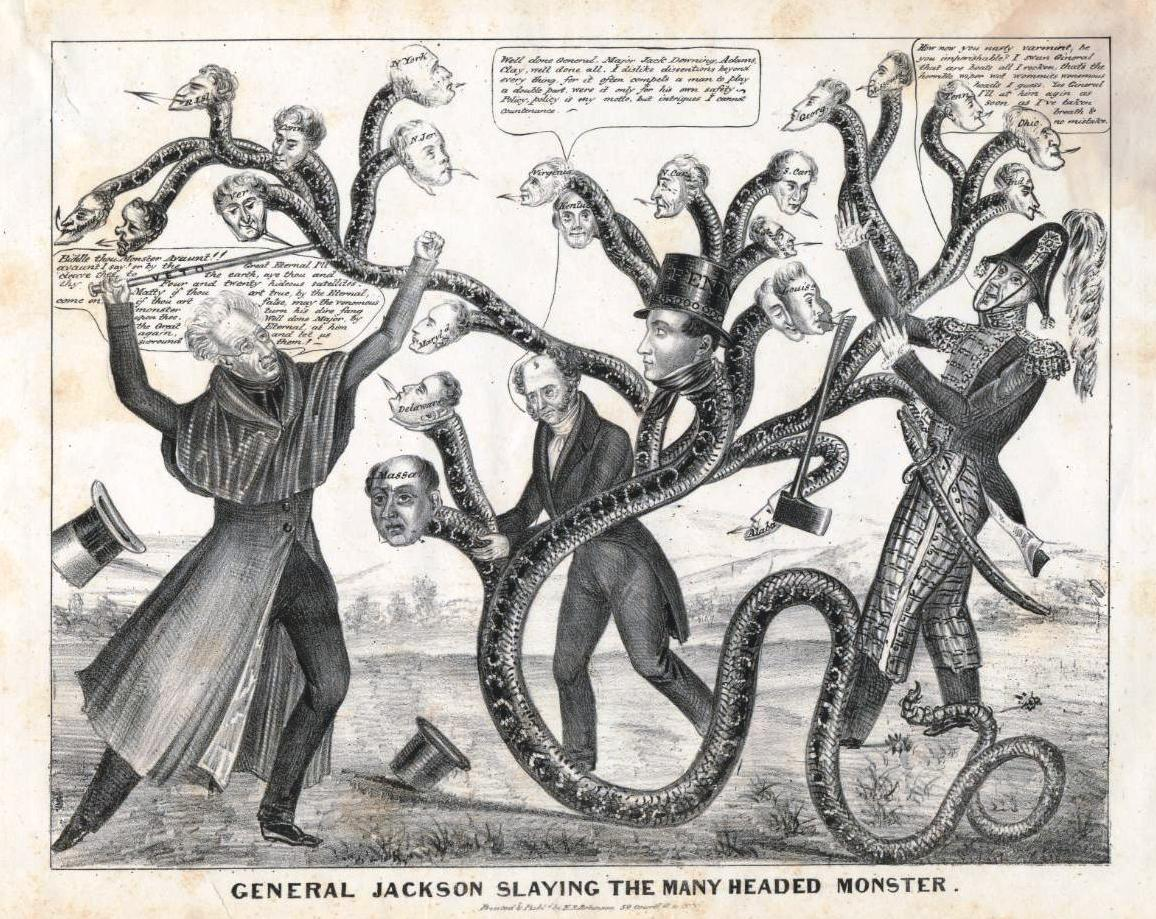
1836年的一幅漫畫，描繪安德魯·傑克森總統與私人中央銀行的戰鬥，銀行家們被畫成一隻多頭的怪物。

美國聯邦儲備系統的徽章，有陰謀論者認為與納粹德國國徽「帝國之鷹」雷同。

美國曾有五任總統提出關於銀行業霸權的警告，包括湯瑪斯·傑佛遜、詹姆斯·麥迪遜、安德魯·傑克森、詹姆斯·加菲爾德和富蘭克林·羅斯福。他們認為對於人民自由的威脅上，銀行業比起武裝軍隊更加危險，國家的貨幣發行權不應該由銀行掌握，應該歸還給人民。並引用歷史事件提醒人們，銀行業曾濫用各種貨幣的兌換形式，透過控制資金的發行，進行陰謀、欺騙和暴力手段，來維持對政府的控制。1832年，安德魯·傑克森總統廢除了美國第二銀行的中央銀行資格，他認為它違反美國《憲法》、國家財力過度集中於單一機構中、政府因此暴露於「外國利益」的控制下、在國家經濟發展的過程中造成惡性影響，他也相信中央銀行是犠牲勞農階級以增進工商業菁英人士財富的工具。1833年，他更從美國第二銀行抽走國家基金，成功摧毀了中央銀行。此後，美國不允許組建私人中央銀行，任何相關的立法提案都被否決，直到1913年美國聯邦儲備系統成立。1937年3月19日，福特汽車公司創始人亨利·福特說了一段發人省思的話：
|  | 還好美國人民並不了解我們的銀行及貨幣系統。如果他們了解的話，我認為明天上午之前，就會有一場革命了。 |

從一開始，美國聯邦儲備系統就一直是許多流行的陰謀論主題，通常與眾多其他假定的陰謀論聯繫在一起。包括腐敗、中飽私囊、壟斷信貸、控制貨幣供應、任意操縱利率、影響市場經濟、擁有市場訊息特權、鼓勵美國國債增長、剝削人民、不是政府機構、由猶太銀行家族獨立持有、為了少數群體的利益犧牲公眾、由外國人經營或控制、不受審計、故意製造1929年華爾街股災和經濟大恐慌、違反美國政府的利益、違反美國《憲法》、謀劃甘迺迪總統刺殺案、製造第一次世界大戰、扶植希特勒等。多位美國官員和官方文件都證實這些指控和陰謀論，包括參議員貝利·高華德、羅伯特·伯德、眾議員查爾斯·林德柏格、阿蘭·蓋雷森、榮·保羅、路易·麥克法登和眾議院銀行和貨幣委員會的《貨幣報告》。曾經抨擊華爾街金融壟斷的第28任美國總統伍德羅·威爾遜，後來簽署通過了《聯邦儲備法案》。他在1916年曾說：「我是一個最不快樂的人，因為我在無意之中摧毀了我的國家」。他也表示：
|  | 一個偉大的工業國家被信用系統牢牢的控制著，這個信用系統高度的集中，這個國家的發展和我們所有的（經濟）活動完全掌握在少數人手中。我們已經陷於最糟糕的統治之下，一種世界上最完全、最徹底的控制。政府不再有自由的意見，不再擁有司法定罪權，不再是那個多數選民選擇的政府，而是在極少數擁有支配權的人意見和強迫之下（運作）的政府。這個國家的很多工商業人士都畏懼著某種東西。他們知道這種看不見的權力是如此的有組織、如此的悄然無形、如此的無孔不入、如此的互鎖在一起、如此的徹底和全面，以至於他們不敢公開去譴責這種權力！ |

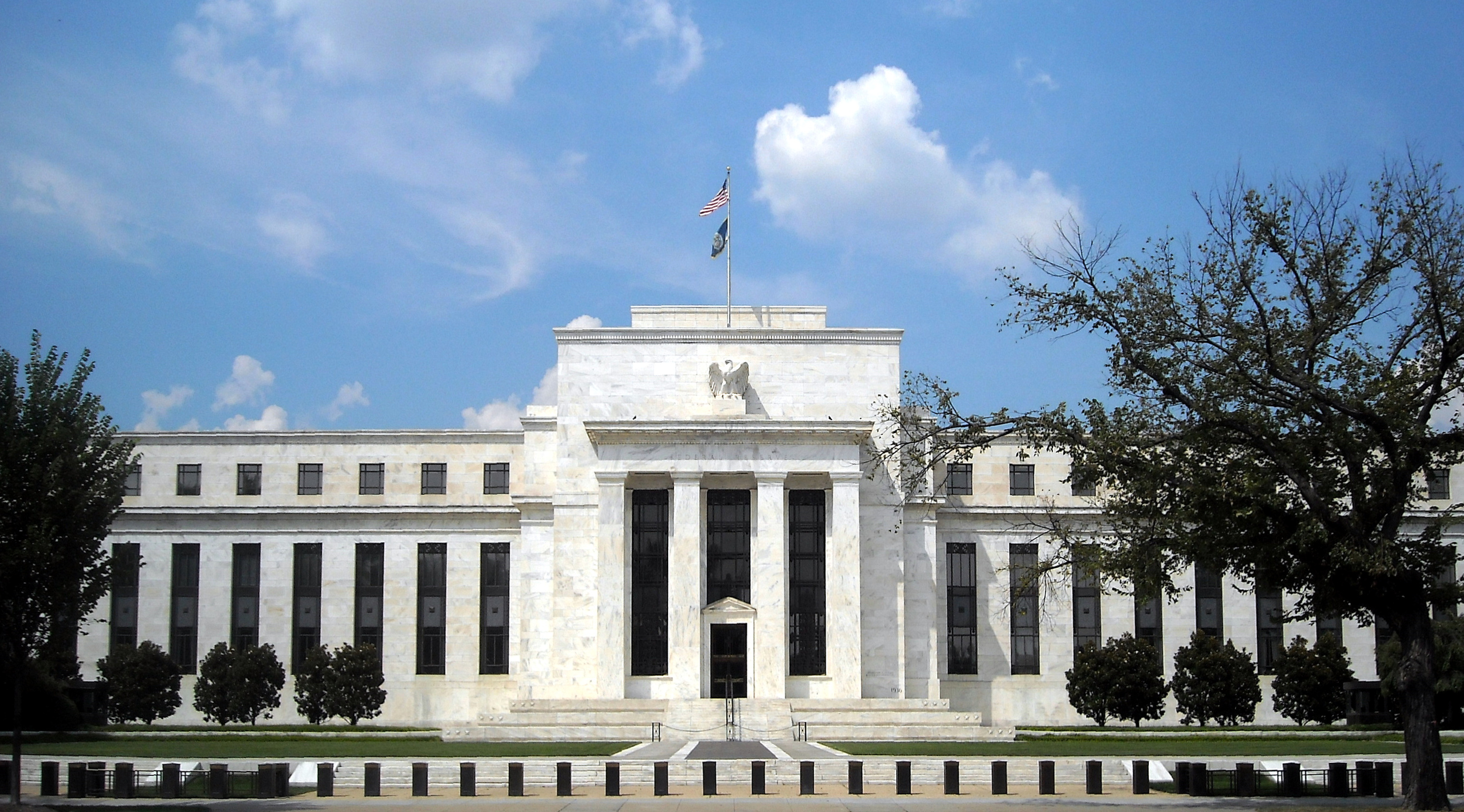
位於華盛頓特區的美聯儲總部。

2011年9月19日，根據經濟物理學家詹姆斯·格拉特菲爾德（James Glattfelder）與他的瑞士科學研究小組，使用超級電腦對全球三千七百萬個公司及個人投資者的資料庫進行深入分析，結果發現全世界八成的財富流入一百四十七家公司，其中七成五是金融類企業，包括巴克萊銀行、摩根大通、美林證券、瑞士銀行、紐約梅隆銀行、德意志銀行、高盛投資、摩根史坦利和美國銀行，都是聯邦儲備系統的成員。美國作家大衛·威爾科克表示：
|  | 當我們確認美國的金融體系在1913年被私有化這個事實之後，一個更大的秘密開始浮現。包括羅斯柴爾德家族和洛克菲勒家族在內的一些私人銀行家創立了美國聯邦儲備系統，掌控了美國發行貨幣的權力。美國聯邦儲備系統背後的這些銀行家也創立了國際清算銀行 — 第一個全球性的中央銀行。 |

2013年4月25日，《滾石》雜誌的專欄作家馬特·泰比透過一篇調查報導，向公眾揭露一個大規模金融騙局。以下是該篇報導的摘錄：
|  | 世界各地的陰謀論者，所有相信羅斯柴爾德家族、共濟會和光明會正在幕後操控這個世界的人們，我們這些懷疑論者欠你們一個道歉。你們是對的，真正的玩家名單或許有點不同，但你們的觀點基本上是正確的 — 『這個世界是一場被操縱的遊戲』。我們在過去幾個月發現了這一點，一系列相互關聯的金融腐敗事件告訴我們，某些大銀行、所謂『大到不能倒』的銀行很可能在操縱一切價格。而牽涉這些醜聞的玩家們，人們同樣也不感到意外，還是那些銀行巨頭 — 包括巴克萊銀行、瑞士銀行、美國銀行、摩根大通和蘇格蘭皇家銀行。這些銀行在倫敦銀行同業拆放利率醜聞中擔任要角，操控著全球的金融利率。實際上在過去幾年間，這些銀行都已經為各種反競爭指控付出數百萬美元的賠償金。然而，這個問題沒有得到應有關注度的唯一原因是，它的規模是如此巨大，以致於普通老百姓完全無法看清全貌。 |

### 圓桌會議

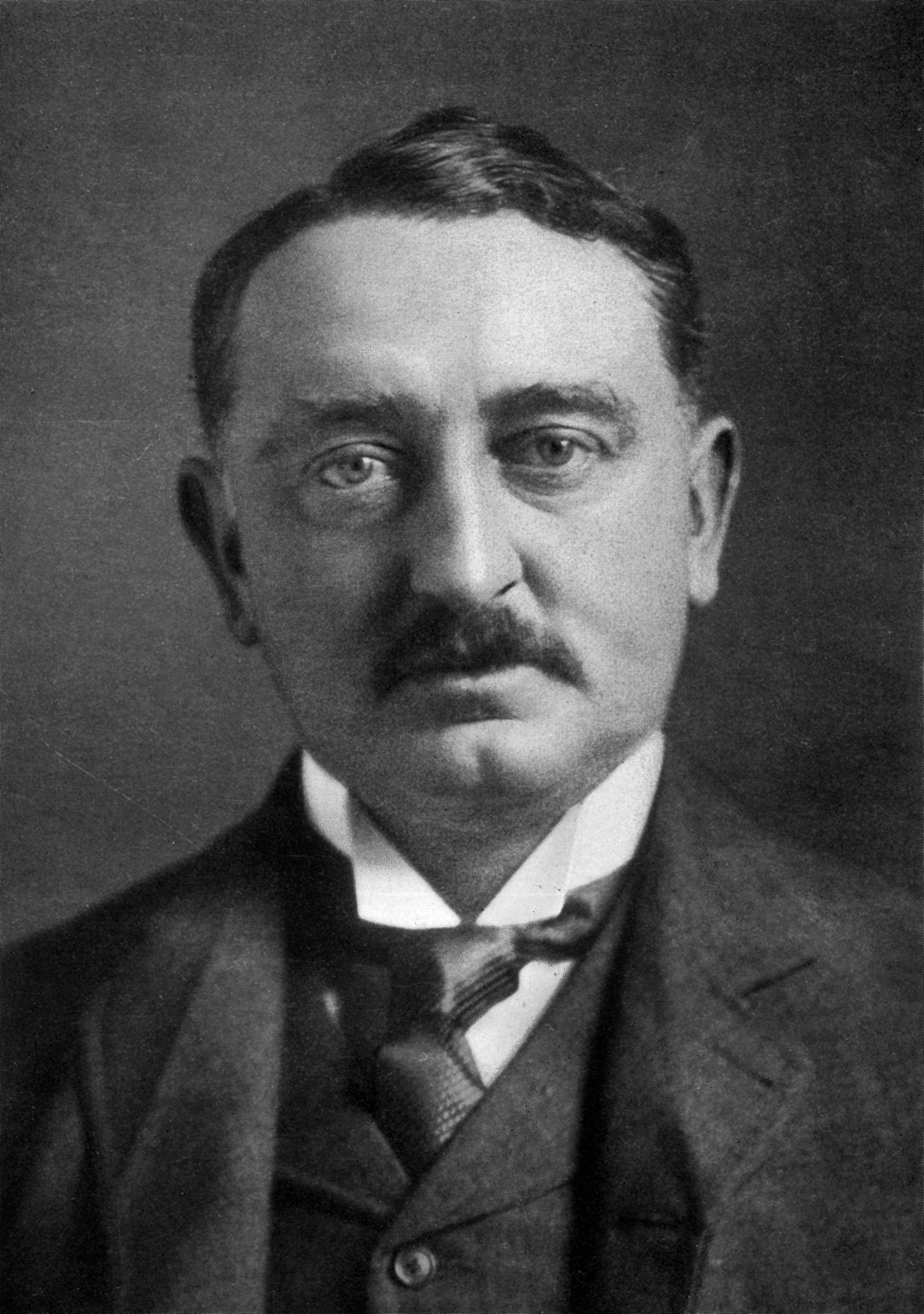
跨國公司戴比爾斯的創始人、開普殖民地總理塞西爾·羅德斯。他提倡組織祕密會社，使英國最終得以控制地球。

在1815年至1914年的大英帝國稱霸時期，英裔南非商人、礦業大亨與政治家塞西爾·羅德斯主張大英帝國重新對美國進行改革，並改造成「帝國聯邦」，最終進化為維持世界和平的超級強國。1877年，塞西爾在23歲時的一份意志書中表示，他希望資助成立一個秘密會社，這將推動這一目標的實現：
|  | 為了建立、促進和發展一個秘密會社，其真正的目標應是擴展英國在全世界的統治，透過能源、勞動和企業完善英國的移民制度與英國人的殖民化，特別是讓英國定居者佔領整個非洲大陸、南美洲、太平洋三大島群、聖地、幼發拉底河谷、馬來群島、賽普勒斯群島、坎迪亞王國以及中國和日本的海岸，這些土地迄今為止大英帝國都沒有占領，然而它們都是可以透過一些手段實現的。美國最終也能再次成為大英帝國不可分割的一部分，在帝國議會中成立殖民地代表制度，就可以把帝國版圖內所有互不相干的成員連結在一起。只要形成這麼龐大的權力基礎，戰爭就再也不可能發生，大英帝國聯邦最終會促進人類的最大利益。 |

十三年後，塞西爾相信盎格魯-撒克遜人命中注定要成就偉業，持續闡述他的理想：建立一個「無所不在的英國」，這最終將導致「停止所有的戰爭，在世界各地只有一種語言」。他說：「實現這個想法唯一可行的辦法，就是組織祕密會社、逐漸吸收世界的財富，並創造更高層次的人類思想，專注於這樣的目標」。歷史學家卡羅爾·奎格利認為塞西爾的確組織了一個祕密會社，名為天命人社團。塞西爾於1902年逝世，他在遺囑中對英國人說：「我堅持，我們是世上第一種族的說法，也堅持我們占地越多，越有利於人類的說法」。1902年，按照他的遺囑要求成立了羅德獎學金，旨在提供英國、美國及德國等歐美國家的菁英學生前往牛津大學深造之用。目的是在美國、德國的學生之間培養親英派，他日使美國和德國加入大英帝國，最終促進大國之間的和平。英國政治家阿爾弗雷德·米爾納成為該基金的受託人之一。
阿爾弗雷德·米爾納與英屬印度時期的英國官員萊昂內爾·柯蒂斯成為圓桌運動的建築者，以便促使英國與其自治殖民地形成更緊密聯合的組織網。為此，萊昂內爾在1919年6月成立了英國皇家國際事務研究所，並在1938年寫了書籍《上帝聯邦》開始倡導創建一個帝國聯邦，最終這個概念提交給新教教會，重新將目標導向了美國，因為教會認為這是為神工作，便大力支持帝國聯邦的概念。1949年大英國協成立，但它只是一個獨立國家的自由聯盟，而不是塞西爾·羅德斯和萊昂內爾·柯蒂斯想像中的強大帝國聯邦。

三邊委員會的標誌，許多陰謀論者和光明會符號學家認為，這是由獸名數目（即三個6的數字）組合的符號。該機構被廣泛視為是「新世界秩序」的核心，也是九一一事件的幫兇之一。

1917年，在第一次世界大戰剛即將結束前，美國總統伍德羅·威爾遜要求約150位紐約的專家學者提供美國外交政策以供選擇。最初的設想是成立一個由英美學者和外交官組成的機構，其中一些屬於圓桌會議運動。1918年6月，諾貝爾和平獎獲得者、美國國務卿伊萊休·魯特集合了108位紐約金融家、製造商、國際律師、各領域的政要和菁英開會。1921年7月29日成為美國外交關係協會，該機構的第一個項目是發行雜誌，名為《外交》，於1922年9月開始出版。1973年7月，三邊委員會成立。源自於美國外交關係協會的主席、美國銀行家大衛·洛克菲勒提出的倡議，旨在促進「美國－歐洲－日本」之間的密切合作，它被廣泛認為是美國外交關係協會的衍生集團。一些思想家、政治家批評三邊委員會是侵犯國家主權的機構。保守的前共和黨參議員貝利·高華德，在其著作中批評：「他們想控制和鞏固在政治、金融、智慧財產權、宗教上的權力。」。美國語言學家諾姆·杭士基認為，三邊委員會發布的一份名為「民主危機」的報告，提出方案解決1960年代的民主問題，內容表露出「自由意識形態的國家資本主義統治菁英」的思想。
1960年代，右派民粹主義者具有舊保守主義的世界觀，例如約翰·伯奇協會的成員便批評，這些智庫是聯合起來的商業民族主義者，而且有許多英美機構、祕密會社、國際銀行集團資助這兩個智庫，作為他們實施大型陰謀的掩護機構和傀儡組織。並從19世紀後期開始，透過製造全球金融體系的震盪來集中權力、強化寡頭政治的目標、逐步推行「新世界秩序」的議程。因此，許多反全球化的陰謀論者擔心，國際銀行家們計劃透過國際結算銀行取代國家主權，最終顛覆美國的獨立性。
根據歷史學家卡羅爾·奎格利的研究結果表示，1966年的書《悲劇和希望》、美國舊權（克利昂·史奇森）和新左翼的陰謀論者（卡爾·奧格斯比）都證實了美國外交關係協會、三邊委員會、英國皇家國際事務研究所這些主要智庫與「新世界秩序」有關。儘管卡羅爾·奎格利本身不認為這些機構參與執行世界政府陰謀，只是由於帝國主義作祟，這些英國和美國經濟菁英為了利益而互相驅使。但卡羅爾·奎格利也認為，今天仍然存在很多祕密的圓桌會議，它曾經影響了世界領導人在政策中的立場，在第一次世界大戰結束和第二次中東戰爭後就減少了活動痕跡。今天的圓桌會議主要是一個活躍分子集團，旨在影響大英國協的政策，但面臨強烈的反對。此外，他表示1965年後的美國社會，沒有任何菁英參與圓桌會議。
1976年，約翰·伯奇協會第二任會長、美國眾議院保守民主黨議員拉里·麥唐諾，他在為美國作家加里·艾倫的書《洛克菲勒檔案》寫序時提到：
|  | 洛克菲勒及其盟友正在創造一個世界性的政府，把超級資本主義和共產主義結合在同一個帳篷下，世上所有一切事務都在他們的控制下......。我指的是陰謀，我確信有這樣一個陰謀 — 涵蓋國際範圍的、世代傳承的古老計劃、擁有令人難以置信的邪惡意圖。 |

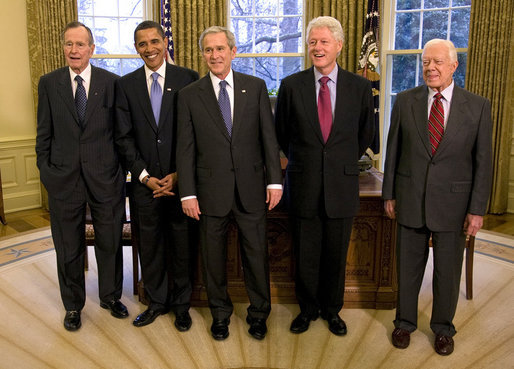
有許多陰謀論者認為，近代的美國總統都是經過「新世界秩序」欽點的傀儡與銷售員，完全沒有決策能力。圖為老布希、歐巴馬、小布希、柯林頓與卡特在白宮橢圓形辦公室的合照。

大衛·洛克菲勒在2002年的自傳《回憶錄》中寫道：「一個多世紀以來，意識形態的極端分子在政治上的任何層面，都抓住可用來廣泛宣傳的事件...用來攻擊洛克菲勒家族。因為他們聲稱我們過分影響美國的政治和經濟制度。有些人甚至相信我們是罔顧美國最大利益的秘密集團之一，把我的家人和我描述為『國際主義者』，並與世界各地的人共謀建立一個更加一體化的全球政治和經濟結構，一個世界政府。如果這是代價，我承認，我為此感到自豪。」
雪城大學的政治學教授麥克·巴肯認為，洛克菲勒的說法避重就輕，迴避陰謀叛國的話題，實際上他鼓勵美國、歐洲和日本之間的三邊合作願望，就是共和黨的新自由主義（稱為洛克菲勒共和黨以紀念納爾遜·洛克菲勒），也標誌著國際主義。然而，他的說法受到陰謀論者廣泛引用，證明美國外交關係協會頻繁利用成員關係，安插美國總統、參議員和其他政治人選，操縱他們推動「新世界秩序」的議程，企圖建立一個世界政府。
2007年11月13日，大衛·洛克菲勒接受加拿大記者班傑明·福爾福德採訪時反駁道：「我不認為我們需要一個世界政府，我們只需要世界各國政府共同合作。但是我無法想像一個由世界人民選舉產生的單一政府...。有人依據我在世界上擔任的各種不同職位，來指責我是世界的統治者。我必須要說，在很大程度上它是沒有任何意義的，他們說的不是真的，在我看來這些指控是不負責任的。」
一些美國社會評論家，例如勞倫斯·肖普認為，美國外交關係協會實際上是一個美帝國主義機構。幾十年來實際主宰著美國的外交政策，而非美國國務院。包括第二次世界大戰後的國際秩序和冷戰，有權篩選哪些選項可以出現在議程裡、哪些選項不能出現在會議桌上。為美國外交關係協會提供規畫建議的專家喬治·威廉多姆霍夫認為，它實際上只不過是一個政策論壇而已。他還說：「有近三千名會員，機構內雖保留很多的機密計劃，但所有的協會成員都能討論、辯論和發言。至於秘密，它會發布年度報告，而且也允許瀏覽其歷史檔案」。然而，所有批評者和陰謀者都同意，「從美國外交關係協會的歷史研究表明，它聲明自己在整體權力結構中的作用與陰謀論者所主張的完全不同」。

### 畢德堡俱樂部
主條目：畢德堡俱樂部參與者列表與畢德堡俱樂部會議列表

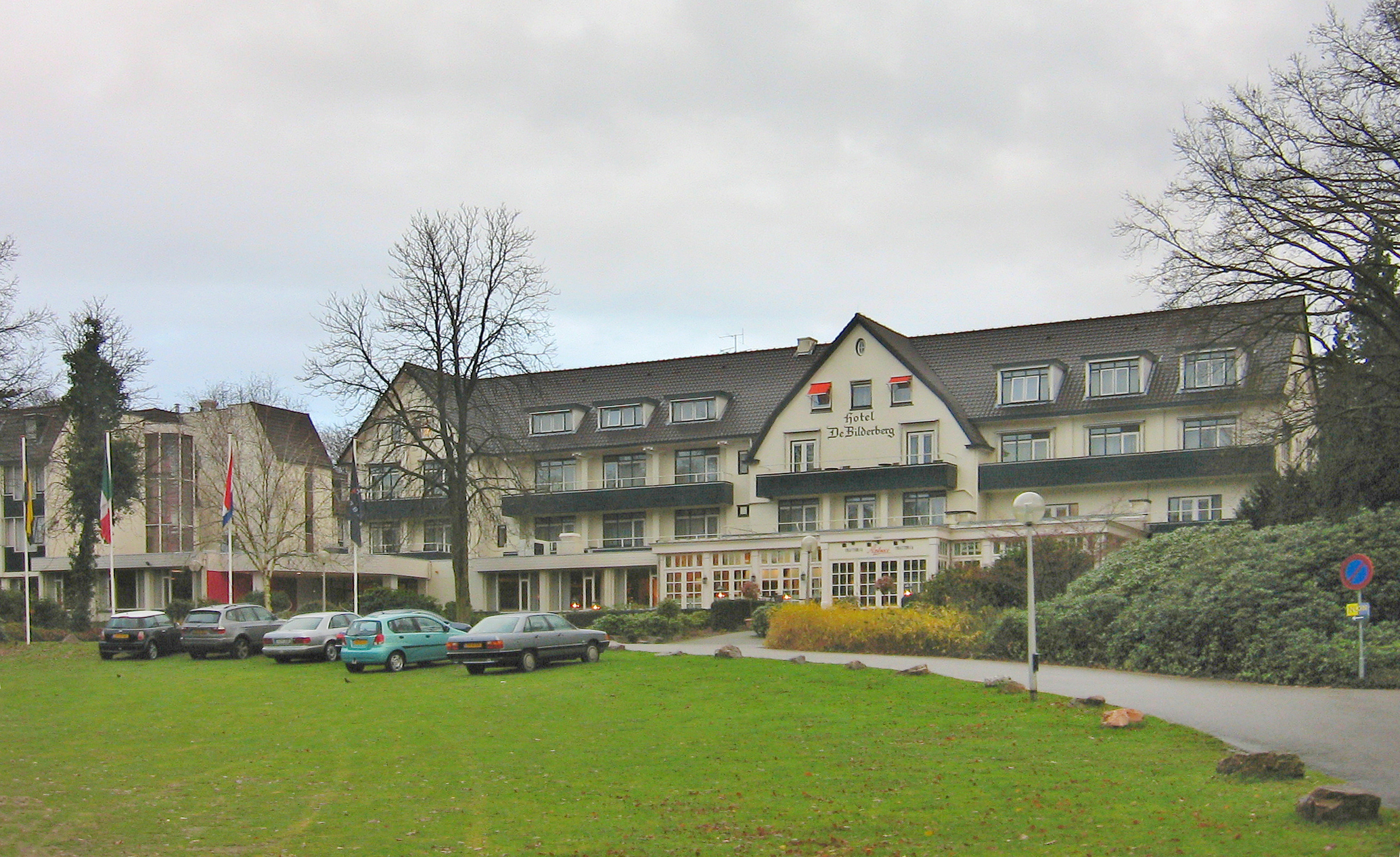
1954年第一次會議的地點荷蘭畢德堡酒店。

多年來，畢德堡俱樂部都是陰謀論的焦點之一，例如該組織在幕後促成了歐元的創建，並操縱美國總統選舉中的贏家和輸家。由於它的性質是世界級的年度非官方會議，參加者多為各國元首、王室、貴族、政治領袖、跨國企業、銀行集團、國際組織代表、情報機構主管、傳媒巨頭及專家學者，每年人數都多達上百位，被稱作「全球影子政府」。此會議每年召開卻拒絕任何媒體採訪，沒有新聞發布會或聲明，也不透露任何開會內容（參加者也被嚴格限制不可與其他人討論內部情形），並在開會地點動用大量軍警維安人員阻擋外界靠近，各國主流媒體也不報導這場會議，十分神秘。
畢德堡俱樂部的組織者否認任何全球陰謀的指控，表示他們「從不尋求任何宣傳」，也聲明他們對美國總統或任何戰爭的發生沒有責任與控制權。然而，許多與會者在畢德堡俱樂部之後立即在所屬的領域內得到晉升。例如當時擔任阿肯色州州長的比爾·柯林頓，在參加畢德堡俱樂部一年後即當選美國總統，強力支持畢德堡的優先項目「北美自由貿易協定」。以及當時擔任國會議員的東尼·布萊爾，在參加畢德堡俱樂部立即成為工黨領袖、四年後成為英國首相。而歐洲委員會有七任秘書長在任命之前參加了畢德堡俱樂部會議。
畢德堡俱樂部多年來被批評缺乏透明度和問責制，不但成為陰謀者專家的眾矢之的，也引起整個政治光譜的撻伐。左派政治主義者指控畢德堡集團陰謀施加資本主義統治、右派政治主義者指責畢德堡集團陰謀計劃經濟並建立一個世界政府。長期關注畢德堡俱樂部的俄羅斯作家丹尼·艾斯圖林在他的著作《畢德堡俱樂部的真實故事》中詳細羅列歷屆會議的日期和地點，也揭發畢德堡俱樂部的目的：摧毀國家認同、集中控管政策和教育、零成長社會、持續失衡的狀態、人民思想控制、沒有中產階級的新世界秩序、擴大聯合國與北約組織的職能、單一的法律體系、建立社會主義國家。他表示：
|  | 畢德堡俱樂部的主要目標，即是把歐洲自由國家的主權交付給由畢德堡成員控制的英、美『世界一家政府』，它用核子威脅來嚇唬不願聽從的國家，逼他們就範。為了控制歐洲，剷除法國的核子嚇阻力量至為重要。即使這個核子嚇阻力量攸關圍堵蘇聯核子威脅，也必須去之而後快。 |

### 《公開的陰謀論》

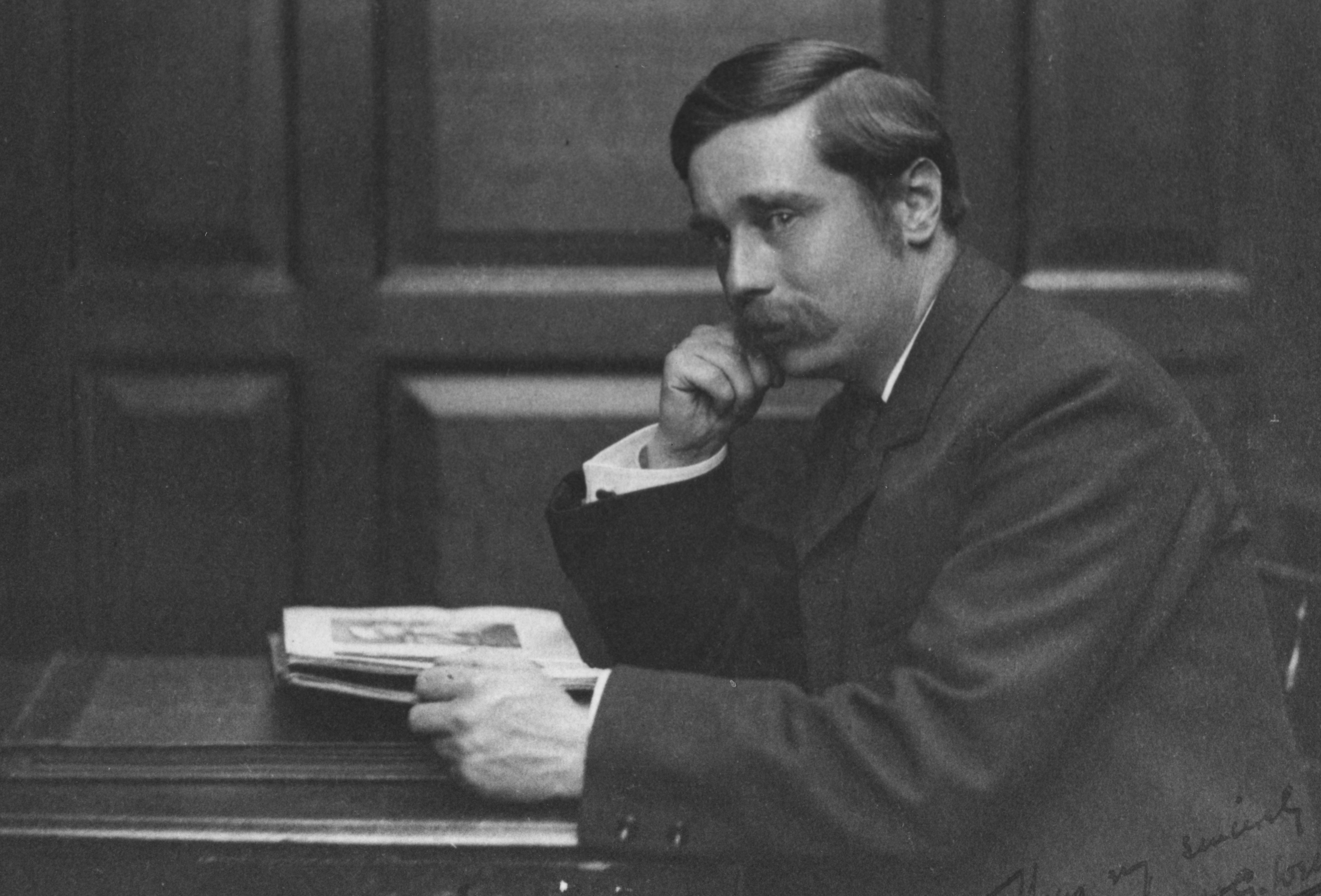
喬治·威爾斯寫了《公開的陰謀論》和《新世界秩序 (喬治·威爾斯的書)》。

英國著名小說家與學者喬治·威爾斯在他的自傳中說，他認為一個世界國家是不可避免的。他設想國家是一個精心計劃的社會、發展科學，結束民族主義，並允許人們透過後天努力來贏得社會地位，而不是血統或家族背景優先。1928年，他在《公開的陰謀論》書中，推倡世界主義，認為應該成立一個世界聯邦，由科學菁英統治，努力消除貧困和戰爭等問題。並提供了組織世界革命、建立世界政府、實施計劃經濟的技術藍圖。1932年，他告訴牛津大學的青年自由黨，一個進步的領導人必須成為自由主義的法西斯領導者。
然而，威爾斯在他1940年的書《新世界秩序》中警告說：
|  | ...當鬥爭似乎正向世界社會民主傾斜時，在它成為一個有效率、有益的世界體系之前，建立這樣一個政府可能需要很長時間。無數的人...將會憎恨新的世界秩序，對他們的激情、野心和挫折感到不滿，並將會群起抗議、反對它。當我們試著評估它的承諾時，我們必須記住這一代或不滿、痛苦的聲音，他們中有許多人是相當勇敢和優雅的人。 |

喬治·威爾斯的書賦予了「新世界秩序」第二種意義，後者只有國有社會主義支持者和反共主義的對手才能使用。然而，儘管他的想法十分普及並招來罵名，威爾斯沒有發揮更深刻和更持久的影響，因為他沒有堅持向知識分子做出呼籲，支持他理想中的新世界秩序。

### 新紀元運動
英國神秘學者、通神會與新紀元運動的創始人愛麗絲·貝利，在1940年、第二次世界大戰爆發初期，預言同盟國最終將會戰勝軸心國，隨後會建立一個政治和宗教的「新世界秩序」。她看見一個如《公開的陰謀論》書中描寫的聯邦世界政府，但不同的是它採取精英集團至上主義，因為它是由一群古老智者下指導棋，準備在寶瓶座年代來臨時為人類準備耶穌再臨。根據貝利表示，一群由秘密組織大白兄弟會組成的領導集團，正在超心智階層監督「新世界秩序」的推進。但是現在，這個精神層次的成員只有少數隱秘的科學家知道，他們以心靈感應來溝通，隨著個人參與計劃的需求增加，將會有一個「層次的外化」，每個人都知道他們在地球上的存在。
貝利與美國作家瑪麗蓮·弗格森在1980年合著了書籍《寶瓶同謀》，促使基督教右派陰謀論者認為新時代運動是「虛假的宗教」，將在「新世界秩序」來臨後取代基督教。懷疑論者認為，所謂「新時代運動」這個稱呼用詞不當，就如同陰謀論者用新興宗教來形容不符合基督教基要主義原則的任何宗教。根據這個邏輯，任何不是基督徒的東西都是蓄意反基督教的。
矛盾的是，從21世紀的第一個十年開始，「新世界秩序」陰謀論越來越廣泛的受到新紀元神秘主義者所接受和宣傳。社會大眾對他們主張的理性主義感到厭倦，而陰謀文化則相當受歡迎，例如替代醫學、占星術、量子神秘主義、靈性主義和神智學。因此，新紀元的瑪雅主義者作家如何塞·阿圭列斯、泰瑞司·麥肯南、丹尼爾·派奇貝克與紀錄片《神秘議程》的製作者聲稱，代表「新世界秩序」的全球主義者只是濫用權術神秘主義，例如將2012年12月21日訂為建立「新世界秩序」的確切日期，目的是利用越來越頻繁的2012年現象。
懷疑論者認為，陰謀論者和神秘主義者的聯繫源於他們的共同的荒唐前提。首先，任何被廣泛接受的信念必然是假的。第二，誣衊型知識 — 「墮落腐敗的建制」 — 必須是真的。結果將會形成一個巨大的自我參照網路。例如，一些幽浮宗教成功散佈了反猶太恐懼症，而一些反猶太人主義者則實踐了秘魯的薩滿教。

### 第四帝國

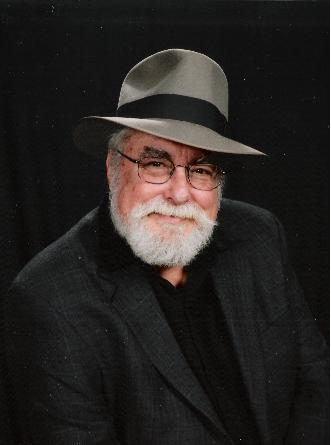
美國作家吉姆·馬爾斯表示，納粹黨和他們的同情者一直在世界各地繼續執行納粹政策，特別是在美國。

陰謀論者經常使用「第四帝國」一詞作為「新世界秩序」的貶義同義詞，暗示其國家意識形態和政府將類似於德國的第三帝國。2009年，美國記者艾德溫·布萊克在他的書《納粹線索》中公布調查研究成果，他表示一些美國公司和慈善基金會，曾在第二次世界大戰時期支援第三帝國，共謀納粹優生主義和大屠殺，以及至關重要的 — 現在正陰謀建立第四帝國。他的研究報告受到許多陰謀論者的引用。
陰謀論者如美國作家吉姆·馬爾斯表示，一些在納粹德國垮台後倖存的前納粹黨員與他們的同情者，在前黨衛軍成員組織與蛛網等組織的庇護，從第二次世界大戰結束以來一直在幕後活動，已經滲透到文化、政府和商業領域內，並維持納粹主義的一些原則（例如軍國主義、帝國主義、濫用監控權、社團主義，利用宣傳模式來製造全國民族的共識），但主要是在美國。他們利用美國中央情報局秘密引渡前納粹科學家的迴紋針行動，協助發展美國的航空航天業，採用來自納粹飛碟的技術原理。在歐洲和美國，則有許多納粹同情者在戰爭後收購或協助重建前納粹人員的綜合企業。
據說這個新納粹主義陰謀是受到美國夢的影響而活躍，美國帝國挫敗猶太共產黨的陰謀並推翻其犹太人占领政府阴谋论的計劃，逐漸建立了第四帝國，也被稱為「西方帝國」 — 即一個模仿阿道夫·希特勒納粹新秩序的泛雅利安人種世界帝國 — 扭轉了「西方的没落」，並開闢了一個白人至上主義的黃金時代。
懷疑論者認為，陰謀論者嚴重高估了前納粹和新納粹對美國社會的影響。並指出，美國國內的政治鎮壓和帝國主義已經有悠久的歷史。一些政治學家如謝爾頓·沃林表示，由於政府十分關注民主赤字和超級大國地位，這股雙重力量在美國鋪平道路之後，國家正傾向成為一種不自由的民主，隨即出現了反極權主義，這與納粹主義的許多原則互相矛盾。

### 外星人入侵
主條目：登月計劃陰謀論、不明飛行物陰謀論、外星人綁架、黑騎士衛星陰謀論、外星假說、多維假說、多重宇宙論、歐帕茲、羅斯威爾飛碟墜毀事件與道西基地

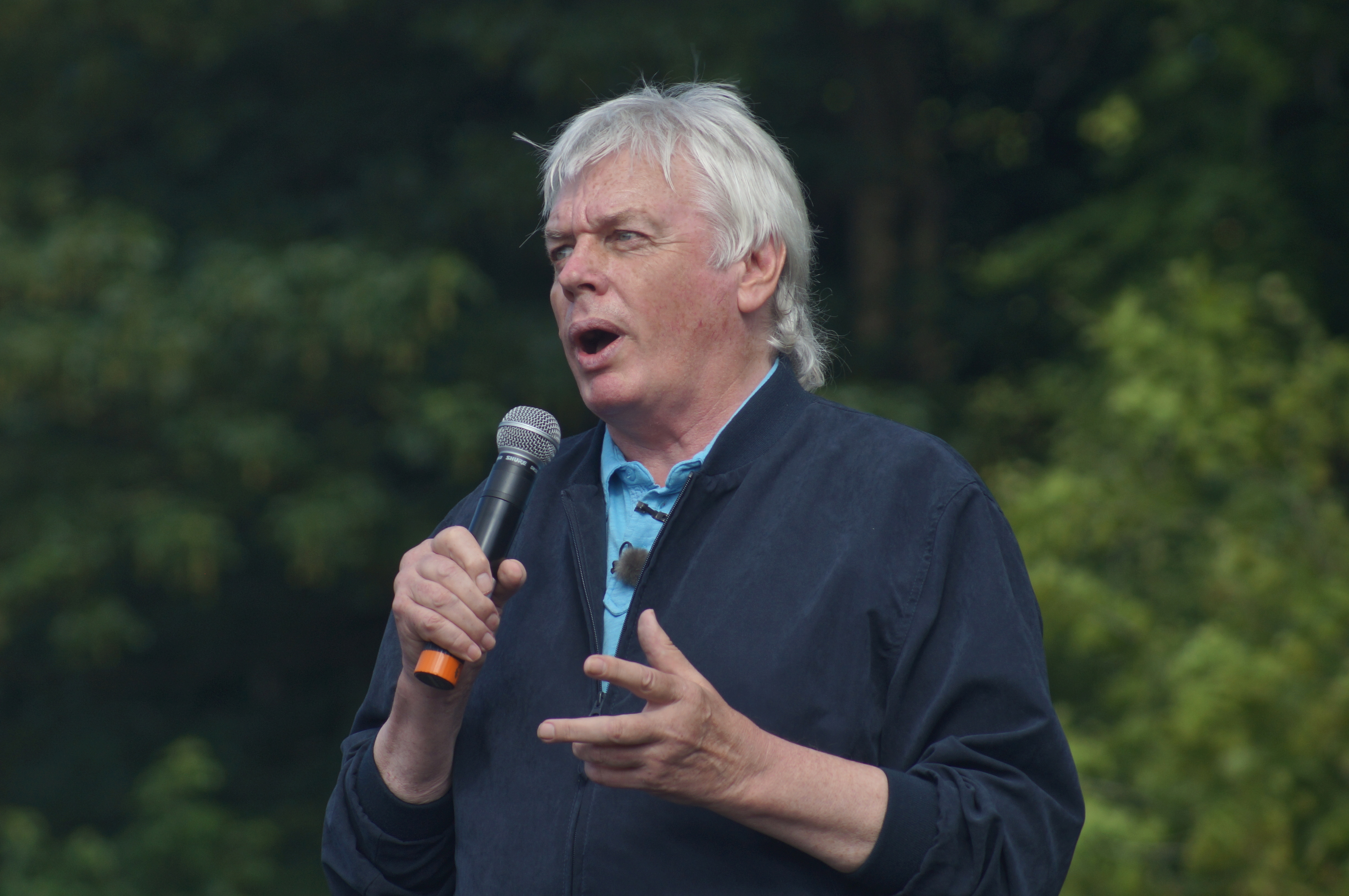
英國作家、公共演說家大衛·艾克表示，有一種叫做蜥蜴人的外星種族可以變形為人類模樣，並且正控制著地球。

自1970年代後期以來，來自其他適居行星或平行空間的外星人（例如小灰人）已經入侵地球、以及來自地心的地內生命已經出現於地表上的說法，逐漸成為「新世界秩序」陰謀論的重要內容之一。提出相關理論的專家包括美國作家斯坦·德奧、米爾頓·威廉·庫珀和英國作家大衛·艾克。庫珀表示，光明會為了自己的利益而積極與外星人合作。美國總統約翰·甘迺迪因為試圖曝光外星人接管地球的過程，成為光明會暗殺他的主因。
大衛·艾克的理論核心是一個稱為「蜥蜴人」的外星種族控制著地球，牠們可以變形為人類模樣，並可藉由改變振動頻率讓人類的肉眼看不見牠們。蜥蜴人多年來已經擔任政府領域和娛樂圈的重要人物（包括美國總統小布希、英國女王伊莉莎白二世、音樂家克里斯托佛森、歌手蕾哈娜）。這些冒充人類的外星種族組成了秘密組織「巴比倫兄弟會」，控制著人類的五感，推動人類走向全球法西斯主義國家：「新世界秩序」。他也認為月球是一個人工建築，被放在這個位置的目的是用來控制地球，即「月球矩陣」。他解釋：
|  | 月球矩陣是來自月球的廣播頻率，它創造出一個次級實相，人類感官在持續解碼這個實相。月球的廣播頻率使人類具有『蜂巢意識』，將我們極大的壓制在低意識中，就像是被設定到系統默認的狀態，難以思考也難以察覺真相。 |

這些陰謀論的共同主題是外星人在人類之間生活了幾十年、幾百年甚至上千年，但是一個由政府秘密機構組成的黑衣人單位強制掩飾了真相，使得公眾對外星生命入侵的情形一無所知。這些外星人受到物種主義和帝國主義的啟發，一直秘密操縱人類社會的發展和變化，以便更有效的控制和利用人類。在一些理論中，外星滲透者已經變形為人類樣貌、在人類社會中自由活動。同時在政府、企業和宗教機構中控制著頂端的重要職位，並且現在處於接管世界計劃的最後階段。
美國一個代碼為MJ-12的神秘政府機構經常被想像為進行通敵合作的影子政府，美軍與外星人達成協議，允許外星人綁架人類，在51區自由開發、試驗、發展和測試軍用飛碟，以協助美國實現全球主導地位。懷疑論者則主張不明飛行物的心理社會假說，認為「新世界秩序」陰謀論之所以和外星飛碟陰謀論融合，不僅是因為時代對政府的廣泛不信任和公眾對外星假說的歡迎，而且也包括極右派和幽浮學家聯手抵制政府的影響。雪城大學教授麥克·巴肯指出，這種趨勢發展的唯一積極面是，如果外星人被確認是陰謀統治世界的主導者，共濟會、光明會、猶太人等陰謀論的矛頭將會被屏除或獲得開脫。

### 人體增強與複製人技術

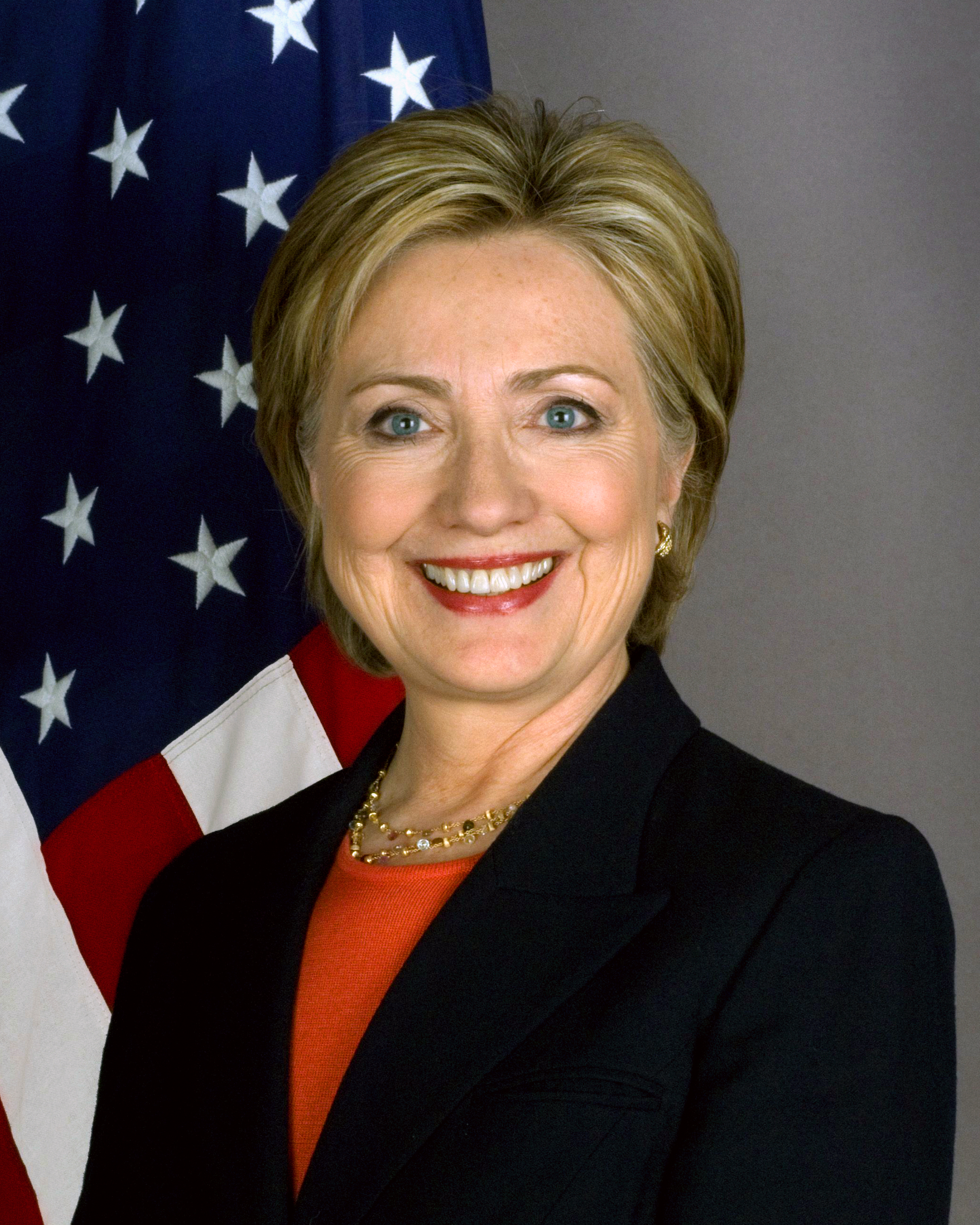
前美國國務卿希拉蕊·柯林頓曾在訪談節目上自曝是在帕羅奧圖被製造出來的機器人。

反科學和新盧德主義陰謀論者在他們的「新世界秩序」陰謀論中強調科技預測。他們推論，全球權力菁英是反動現代主義者，他們追求超人類主義的開發議程，並使用人類增強技術，使自己成為後人類統治階級。從加速變化到技術奇異點 — 理論化的未來不連續點，如果當事件以這樣的速度加速，一般沒有經過增強技術改造的人類，將會無法理解他們周圍世界中發生的快速變化。陰謀論者擔心，最終的結果將是一個《美麗新世界》的出現，就像反烏托邦，一個「美麗的新世界秩序」—或人類的滅絕。
2014年起，美國饒舌歌手B.o.B在他個人的推特網頁上發表多則關於複製人的言論，例如「複製人不會作夢、不會變胖，也不能長頭髮」、「每當你看到某個名人胡亂發瘋 = 克隆中心」、「每年有數百萬名兒童失蹤 = 克隆中心」、「當一個健康的名人突然中風或心臟病發 = 克隆中心」、「注意到有刺青或穿耳洞的名人，突然刺青神秘的消失 = 克隆中心」、「這些外星人綁架並不是外星人生物工程的一部分...它實際上都送往克隆中心」。美國女歌手提拉·特基拉也在2016年於個人的推特網頁上表示：「2012年我死後，被內嵌晶片的複製人取代，2013年後啟用」。
据《浮华世界》報導，前美國國務卿希拉蕊·柯林頓曾在訪談節目上自曝是在帕羅奧圖被製造出來的機器人，她說：「人們以為是比爾·蓋茲或史提夫·賈伯斯製造的，但不是。」、「製造我的男人沒有說他是誰，那個男人在編程我的時候，跟我說已經丟了藍圖，不會再製造了，但是我看過許多跟我一樣不出汗的人，以及其他跡象，我想也許那人製造了一個機器人新種族。」、「但是這段話你們要剪掉，不能告訴任何人這些事，這是我們的秘密」。有陰謀論者認為，希拉蕊事實上已經死於1998年，並由複製人繼承她的身分。在2016年競選美國總統期間，由於她同時在兩個不同地方現身，使得該陰謀論更加熱門。許多記者和學者開始研究她歷年的臉部特徵，並且還有爆料消息指出，老布希總統前後由34個複製人擔任、柯林頓總統前後由21個複製人擔任。一些民主超人主義者，如美國三一學院的社會學暨生物倫理學家詹姆斯·休斯，他便強烈反對小布希總統生命倫理委員會和美國企業中許多有影響力的成員濫用人類增強技術，並呼籲簽署「禁止進行複製人和種族工程技術」的國際條約。此外，他認為陰謀論者低估了超人類主義運動的真實情況。

### 《光明會：新世界秩序》
1994年，美國德州的史提夫·傑克森遊戲公司發行了一套紙牌遊戲《光明會：新世界秩序》。玩家要扮演光明會內部的分支，透過控制資源、集團，製造陰謀，最終達到控制世界、消滅對手的目的，包裝上寫著：「背叛朋友、摧毀敵人、控制全世界」，讓億萬生靈塗炭便是該遊戲的目標。遊戲的設計者史提夫·傑克森於1983年開始著手設計。這套遊戲最引人注目的是每張卡片上的插圖，其中一些圖案與九一一恐怖攻擊事件、英國石油漏油事故等一些現實生活中的災難非常相似，各種重大事件和名人醜聞在遊戲發行後不到十年，開始一張一張的實現。許多陰謀論者因此確信光明會真實存在，而且史提夫·傑克森遊戲公司內部知曉「新世界秩序」的議程細節。
當中最知名的兩張卡片是「核彈恐怖襲擊」和「五角大廈」，卡片插圖和九一一恐怖攻擊的新聞圖片如出一轍。其他被陰謀論者認為是預言成真的卡片還包括2010年墨西哥灣漏油事故的「漏油事件」；陸文斯基醜聞與柯林頓彈劾案的「比爾·柯林頓」、「希拉蕊·柯林頓」、「美人計」；馬來西亞航空370號班機空難的「預警」；2013年波士頓馬拉松爆炸案的「慢跑」；威爾斯王妃黛安娜車禍身亡事件的「戴安娜王妃」；顏色革命的「徹底的革命」；2012年奧羅拉槍擊事件的「亞瑪島」；不願面對的真相的「艾爾·高爾」；女神卡卡的「女權主義」、「洗腦」；高頻主動式極光研究計劃的「地震裝置」；唐納·川普的「不要得寸進尺」、「有魅力的領導者」；國家經濟安全改造法的「外援」；巴拿馬文件的「海外銀行」；高利達郵局槍擊案的「郵局」；庫斯科號核子潛艇爆炸案的「流氓炸彈」；伊拉克戰爭的「薩達姆·海珊」；伊斯蘭國崛起的「討伐異教徒」。
美國雜誌《Vice》表示：「這些插圖雖然可能是巧合，但卻足以令人震驚，即使是態度最強硬的懷疑論者也是如此。我們不得不承認卡片與過去二十年中幾項大災難之間具有相似之處，這真的有點令人不安。也許目前最讓人擔心的是『綜合的災難』這張卡片的預言，上面畫著英国伦敦大本钟倒塌，它被五名男子炸毀，每個人都穿著疑似奧林匹克運動會顏色的衣服」。由於它在發行後與真實世界發生過的種種事件有許多相同之處，陰謀論者認為，卡片的預測似乎已經精確描述了未來的事件，因此多年來一直是「新世界秩序」陰謀論的熱門話題。

### 深層政府
主條目：深層政府、國中之國、影子政府、第五縱隊、傀儡政權、密室決策與幕後實權

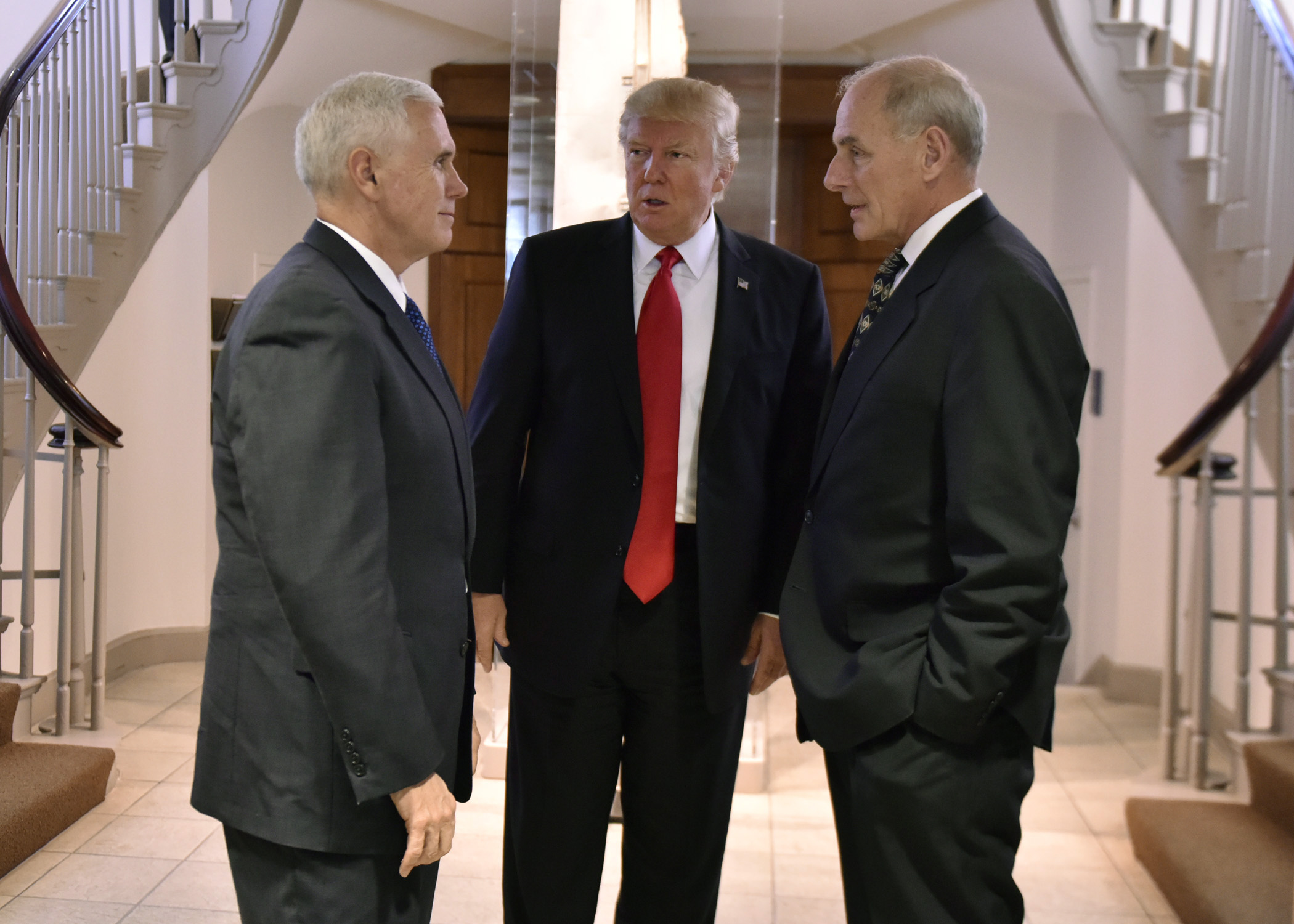
第45任美國總統唐納·川普，他的白宮幕僚表示，美國的深層政府正在破壞川普的總統職權。圖為他與副總統麥克·彭斯、國土安全部長約翰·凱利談話。

19世紀時，深層政府一詞被用來形容鄂圖曼帝國垮台前就存在的秘密政治社團，早期研究者以影子政府形容，近年來也已在美國使用該政治術語，指政府背後真正的掌權機構。美國歷任總統曾提出關於深層政府的警告，例如第26任美國總統西奧多·羅斯福表示在美國政府背後，存在一個看不見的政府，既不忠於人民，也不對人民負責，使真正的民選政府與政治黨派成為腐敗利益集團的工具。第28任美國總統伍德羅·威爾遜表示美國政府不再有自由的意見，不再具有司法定罪權，也不再是多數選民選擇的政府，而是受到極少數擁有支配權的人意見和強迫之下運作的影子政府控管。第33任美國總統哈瑞·杜魯門則呼籲有必要重新審查中央情報局的運作情況，他擔心該機構的職權已經凌駕於民主制度之上，造成政府的決策受到部分人士的把持。第34任美國總統德懷特·艾森豪在卸任演說中警告，必須阻止世界上最大的戰爭機器 — 軍事工業複合體對美國的聯合壟斷，以發動戰爭、武裝行動來獲取暴利，因而常與公眾利益相違背，這種政經關係不受民主過程的監督與控制，對人類的自由和民主進程構成災難性的威脅。
2017年，在第45任美國總統唐納·川普就任後，因為政治局勢緊張，深層政府一詞受到各界的大幅討論。川普的白宮幕僚表示，美國的深層政府正在破壞川普的總統職權，川普的支持者也頻繁使用這個術語，來指情報機構官員和行政部門官員透過消息洩漏或其他內部手段干預國家的政策。根據《華盛頓郵報》的報導，美國總統顧問史蒂芬·巴農表示：「深層政府對川普擔任總統職務具有直接威脅，主流媒體已經受到企業主義和全球主義控制，他們力抗川普的經濟國家主義，會拚命的打擊川普。美國九成媒體由六家企業控制，等於把極大的權力交付於極少數人之手。媒體人員則是是大機器裡的小齒輪，是受新聞學院洗腦的前線步兵」。根據RT電視台的報導，前中央情報局分析師賴瑞·強森表示，華府的內部人士，包括中央情報局局長、國家情報總監、國家安全局的某些資深人士應該被革職，他們正試圖擊垮川普的總統職權。加州大學洛杉磯分校中國研究中心理事會主席周天瑋也說：「無論民選政務官員怎麼換，鐵打的營盤其實自成一國，自有一個難以撼動的內部體系，讓民選官員無可奈何。華府的永久勢力包括聯邦常任官僚、情報機構、軍方、國防承包商、遊說集團和媒體新聞界等等，在若干程度上已經近似封建特權」。川普總統自己也公開呼籲人民支持他，表示深層政府正在操縱美國政權，並批評主流媒體散播假新聞，積極的與他作對。美國極右派媒體布賴特巴特新聞網質疑情報機構考慮發動政變，且主流媒體早已淪為企業打手，美國政府遭到力挺全球主義的深層政府操控。
美國前共和黨議員助理麥可·洛夫格倫在著作《深層政府：憲法的隕落及影子政府的崛起》中，將深層政府定義為「一個混合政府部門、金融巨頭和工業巨頭的集團，它是國家安全和執法機構的混合體：美國國防部、美國國務院、國家安全局、中央情報局、美國司法部、美國財政部和美國外國情報監控法院等，並受到銀行家、遊說集團、國防承包商和矽谷的支援。它們以稅收為基礎，不受《美國憲法》制約，也不受白宮的影響，逍遙法外。它們能夠有效的控管美國，而無需經過民主，也無須透過正式的政治程序」。在2017年汗謝洪化學武器襲擊事件發生後，英國作家保羅·約瑟夫·沃森認為深層政府正在誘導川普總統入侵敘利亞，迫使政權更迭。美國律師拉胡爾·曼查達認為，「越來越多的深層政府份子被迫離開掩體，以勉強拯救『新世界秩序』的願景」，他表示隨著川普的上台，世界各地的人民已逐漸覺醒，導致「新世界秩序」全球主義者中的陰暗人物開始一個一個被曝光。這些深層政府份子有一些特點，使他們和一般民眾不同：
- 不顧一切的攻擊、挑釁、妖魔化和詆毀俄羅斯、伊朗、敘利亞、中國這些國家，並希望啟動第三次世界大戰。
- 透過分裂征服計劃，為保護階級資產而激發認同政治，煽動分裂與不和諧，而不是鼓勵美國人民的團結凝聚。
- 對非主流媒體展現出令人震驚的憎恨，因為它們不像主流新聞媒體那樣不斷放出假消息。
- 努力不懈的攻擊美國總統唐納·川普，企圖將他由憲法授予的職權去合法化，對他進行各種破壞、阻撓、彈劾或更糟的行動。
- 加強北大西洋公約組織的職權，同時吸收更多的國家加入（希特勒的陸軍總司令部作戰課長阿道夫·豪辛格就曾擔任北約軍事委員會主席）。
- 強烈拒絕審核或廢除美國聯邦儲備系統，或美國政府制定本國貨幣。
- 推動美國建立國家安全部般的祕密警察制度，伴隨著社會工程、司法和法院的操縱，以及對行政部門、立法部門（議會和參議院）的統治、滲透和全面控制。

## 議程的實施
正如共謀者關於「新世界秩序」議程裡幾個性質重疊或衝突的理論一樣，對於建立者和計劃者如何實施它有一些原則：

### 漸進主義
陰謀論者普遍推測，「新世界秩序」的議程採取漸進主義戰略，正在世界各地逐步實施，以便模糊國家之間的界線、侵蝕主權並粉碎民族自決，將控制力深入各個地區。這一切都是在公眾面前真實發生的事情：

| - 1889年，各國議會聯盟成立。 - 1907年，國際協會聯盟成立。 - 1913年，美國聯邦儲備系統成立。 - 1919年，國際聯盟成立。 - 1919年，國際教育協會成立。 - 1923年，國際泛歐聯盟成立。 - 1923年，國際刑警組織成立。 - 1926年，國際記者聯盟成立。 - 1930年，國際清算銀行成立。 - 1931年，國際科學理事會成立。 - 1944年，國際貨幣基金組織成立。 - 1945年，聯合國成立。 - 1945年，世界銀行成立。 - 1945年，阿拉伯國家聯盟成立。 - 1946年，國際法院成立。 - 1947年，國際標準化組織成立。 - 1947年，國際律師協會成立。 - 1948年，世界衛生組織成立。 - 1949年，北大西洋公約組織成立。 | - 1949年，歐洲委員會成立。 - 1951年，美洲國家組織成立。 - 1952年，世界海關組織成立。 - 1954年，歐洲核子研究組織成立。 - 1957年，歐洲原子能共同體成立。 - 1958年，歐洲經濟共同體成立。 - 1960年，歐洲自由貿易聯盟成立。 - 1960年，石油輸出國家組織成立。 - 1961年，國際信息技術標準委員會成立。 - 1962年，十國集團成立。 - 1964年，七十七國集團成立。 - 1964年，非洲開發銀行成立。 - 1967年，東南亞國家協會成立。 - 1968年，國際文憑組織成立。 - 1968年，國際藥品製造商協會聯合會成立。 - 1971年，國際農業研究磋商組織成立。 - 1973年，八大工業國組織成立。 - 1974年，國際公務員制度委員會成立。 - 1975年，西非國家經濟共同體成立。 | - 1983年，國際民主聯盟成立。 - 1983年，國際各國元首與政府首腦行動理事會成立。 - 1989年，亞洲太平洋經濟合作會議成立。 - 1990年，國際人為因素全球氣候變化規劃署成立。 - 1991年，中歐與東歐選舉官員協會成立。 - 1991年，無代表國家和民族組織成立。 - 1992年，國際農業生物技術應用服務組織成立。 - 1992年，波羅的海國家理事會成立。 - 1993年，歐洲聯盟成立。 - 1995年，世界貿易組織成立。 - 1998年，二十二國集團成立。 - 1998年，歐洲中央銀行成立。 - 1999年，二十國集團成立。 - 2000年，全球疫苗免疫聯盟成立。 - 2001年，亞太國際貿易教育暨研究聯盟成立。 - 2002年，非洲聯盟成立。 - 2003年，G20開發中國家集團成立。 - 2008年，南美洲國家聯盟成立。 - 2016年，跨太平洋戰略經濟夥伴關係協議成立。 |

世界教育聯合會創始人奧古斯都·托馬斯博士曾說：
|  | 如果有人認為我們將立即進入一個新世界秩序，他們注定會失望。如果我們有這樣的時間表，那也是持久的耐心和持續的努力之後才能實現。在目前多疑和恐懼的國際形勢下，只能透過平等地位的方式，不斷推出適用於每一個階段的國際法規，直到舊秩序逐漸從所有國家人民的心中被抹去。 |

美國右派民粹主義越來越流行的陰謀論是，美國外交關係協會及其在墨西哥和加拿大的盟友提出的北美聯盟和北美共同貨幣將是實施「新世界秩序」的下一個里程碑。陰謀理論認為，一群隱密、幾乎不曾出現在公眾面前的國際菁英正在計劃用一個跨國政府取代美國聯邦政府。因此，陰謀論者認為，墨西哥、加拿大和美國之間的邊界正在被一群全球主義者鬼祟的抹去，這些全球主義者的最終目標是用歐洲式的政治聯盟和歐盟式的官僚機構，取代華盛頓、渥太華和墨西哥城的國家政府。
懷疑論者認為，北美聯盟只存在於每年發表的一千份學術（或政策）文件中所提出的一項建議。它倡導對社會、經濟和政治問題採取理想主義，但最終只是不切實際的做法。 其中大部分文件都只是在政府部門裡傳遞，最終被國會辦公室的基層員工遺棄和忘記。然而，這些文件中有一些成為陰謀思想的基石，並形成各種無根據的仇外恐懼基礎，特別是在經濟焦慮時期。
例如，2009年3月，2007年–2008年環球金融危機之後，中華人民共和國和俄羅斯聯邦敦促緊急審議新的國際儲備貨幣，聯合國貿易和發展會議也建議大幅擴展國際貨幣基金組織的特別提款權。陰謀論者擔心，這些建議是促使美國進一步推動「新世界秩序」議程的真正意圖 — 採用單一的全球貨幣。
鑑於國家政府和全球機構已經證明，各個民族國家無法解決超出能力的世界性問題，一些批評「新世界秩序」陰謀的政治學家，如馬克·C·帕特里奇認為，地區主義將是在未來幾十年的主要力量。圍繞區域中心的力量如：圍繞布魯塞爾的西歐、圍繞華盛頓特區的西半球，圍繞北京的東亞和圍繞莫斯科的東歐。由於隨著時間的推移，歐盟、上海合作組織和二十國集團將更具有影響力。因此，問題不在於全球治理是否會逐漸浮現，而是這些區域強權將如何相互影響。

### 政變與假政變
主條目：聯邦緊急事務管理署集中營陰謀論、奧馬爾·托里霍斯暗殺陰謀論、海梅·羅爾多斯·阿吉萊拉暗殺陰謀論、顏色革命、阿拉伯之春與經濟殺手的告白

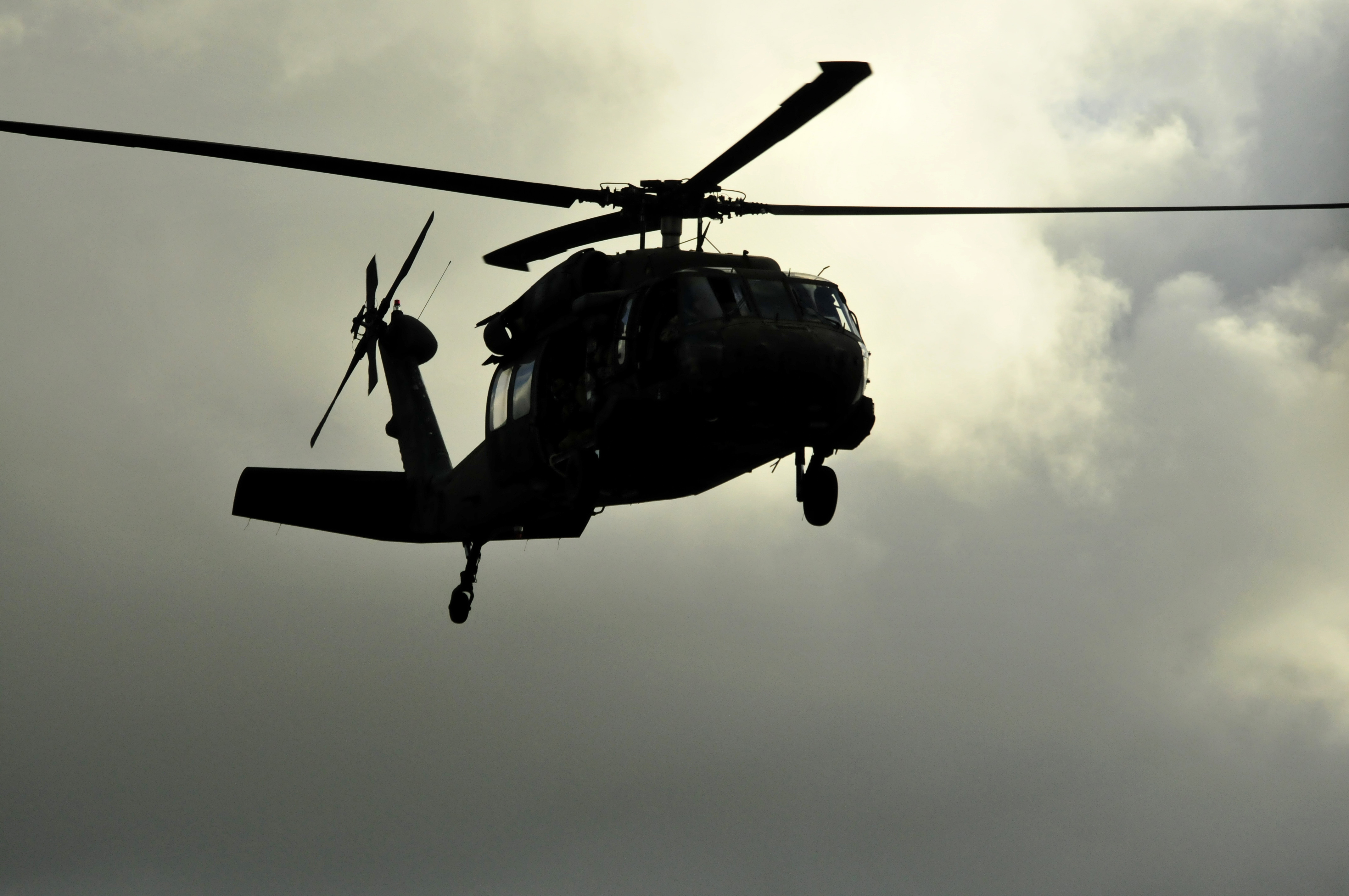
美國的民兵組織表示，沒有標記的黑色直升機機密團隊將會發動政變。

美國右派民粹主義陰謀理論家，特別是那些加入美國民兵組織的人，皆推論「新世界秩序」將透過一個「黑色直升機機密團隊」發動戲劇性的政變，由聯合國維持和平行動部隊在美國和其他民族國家建立由聯合國控制的極權主義世界政府。根據1984年戰備演習方案和國防內亂計劃，這場軍事政變將會宣告暫停憲法、實施戒嚴、軍事獨裁和拘留持不同政見者。
這些陰謀論者都是個人持武權的堅信者，他們相信只要有任何槍枝管制立法通過，隨後國家將會進行廢除個人持武權和強制沒收槍支的運動。此外，諸如聯邦緊急事務管理署這種緊急應變管理機構的難民營將被用於逮捕有顛覆嫌疑的民眾，幾乎等於「新世界秩序」的真實威脅。
在2000年之前，一些生存主義者誤認為這個過程將由千禧蟲危機引發，導致社會崩潰。由於許多左派和右派陰謀理論家都堅信九一一恐怖攻擊事件是一樁世紀假旗行動，美國情報體系才是真正的執行凶手，製造恐怖事件後，再將之作為緊急戰略德政當辯護理由，在國內進行政治鎮壓、頒布《美國愛國者法案》，大幅提高美國各警政情報與財政機關的權限與活動範圍，增加各種控制手段。他們已經相信，還會發生更加災難性的恐怖主義事件，作為故意觸發執行國家安全和國土安全總統指令51號的假旗行動，以完成將美國改造成警察國家的藉口。
懷疑者認為，對於即將或最終來臨的槍支禁令、軍事政變、拘留或聯合國入侵占領的無端恐懼，根植於美國民兵組織的圍困心態，而且是一個世界末日千禧年主義。它在美國的政治權力中提供了一個基本的敘述，聲稱理想化的社會（即憲法共和國、傑佛遜民主、基督教國家、白人國家）將會遭受「新世界秩序」的顛覆，即來自美國自由主義者、世俗人文主義、全球主義者和大政府主義者的顛覆性陰謀。

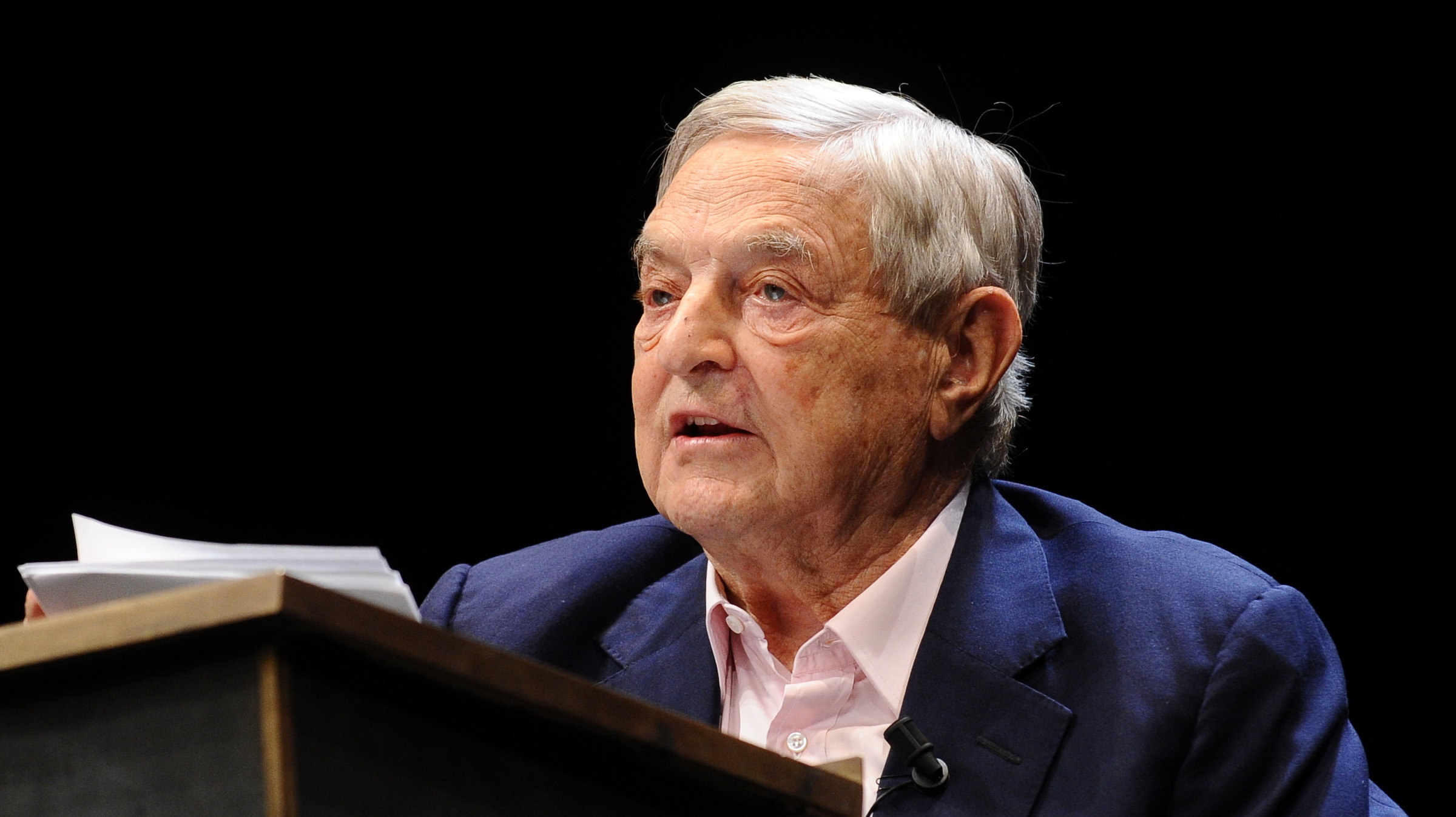
美國籍猶太裔商人喬治·索羅斯，被陰謀論者認為是多國政變的幕後推手之一。

根據爆料網站DC解密公開的資料顯示，美國籍猶太裔商人喬治·索羅斯旗下的開放社會基金會為民主黨以及全球數百個政客提供資金、透過捐款影響歐盟成員國選舉、參與策劃及贊助過去二十五年全球各地的革命及政變（如顏色革命與阿拉伯之春）。並且準備影響及擾亂俄羅斯的政治，喬治·索羅斯計劃在梅德韋傑夫出任俄羅斯總統期間，在俄國建立自己的勢力。開放社會基金會在名為「俄羅斯計劃」下，點列出每個要項，包括組織普丁的反對者、在2014年冬季奧林匹克運動會期間破壞俄羅斯的形象。該筆資料也反映開放社會基金會破壞歐盟的穩定，包括支持開放歐洲邊境予大批難民、煽動烏克蘭新納粹主義支持者發動政變推翻政府。俄羅斯媒體也報導，烏克蘭國家政變是在美國前總統巴拉克·歐巴馬和億萬富翁喬治·索羅斯支持下組織的。有許多政治活動家在紐約市中心以及美國其他城市散發傳單，為了讓美國人了解烏克蘭事件的真相，因為美國也有可能發生同樣的事情。與此同時，活動組織者還強調說：「同一批人現在想讓美國總統唐納·川普下台」。衛星通訊社在2017年初的一篇新聞中表示：「川普挫敗了索羅斯的新世界秩序總體計劃」。
索羅斯除了創立量子基金，曾襲擊泰銖、馬來西亞令吉和港幣外，也攻擊過東南亞貨幣市場，被指控是造成亞洲金融風暴的兇手。全國警察局長協會副會長吉姆·克羅伊指出，他同時也是數十個左派和社會主義團體的主要控制者，例如美國公民自由聯盟、國際特赦組織、布魯金斯學會、拓展計劃、司法聯盟、美國投票、美國律師暨移民政策委員會、美國教友會、布倫南正義中心、為美國的未來競選、校園進展行動、威斯康辛戰略中心等組織。

### 恐怖攻擊
主條目：重大恐怖事件、九一一事件陰謀論、美國政府事先知情論、世贸中心定向爆破阴谋论與桑迪·胡克小學槍擊案陰謀論

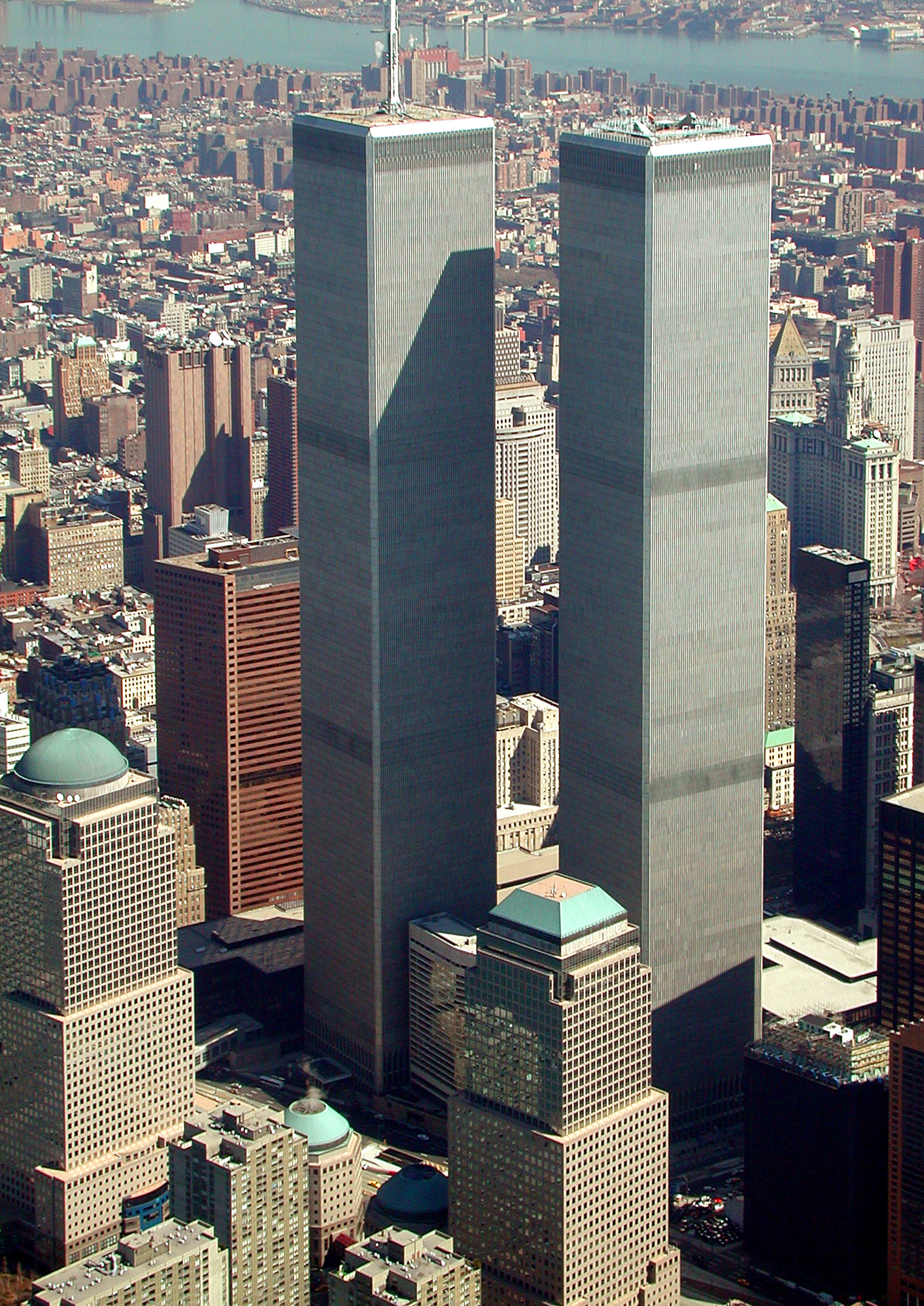
倒塌的兩棟世界貿易中心大樓和附近世界貿易中心七號大樓，這三棟建物成為九一一襲擊事件陰謀論中主要質疑對象之一。

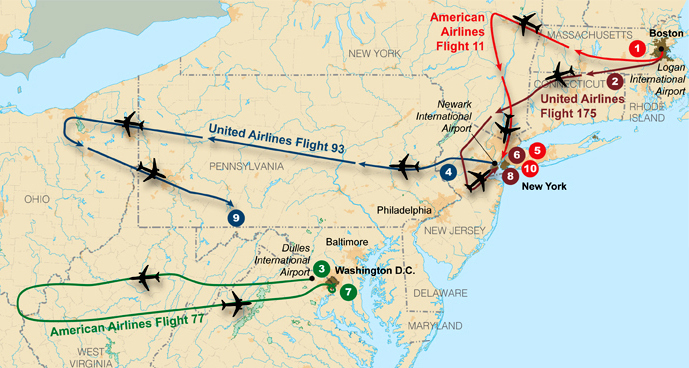
九一一襲擊事件中的劫機航班飛行路徑。

美國廣播電台主持人亞歷克斯·瓊斯和其他一些陰謀理論家認為，九一一事件是由不同種類的銀行、企業、全球化和軍事利益發起的恐怖攻擊行動，用來「製造問題 — 累積反饋 — 給出方案」，以便開始創建一個全球主義政府，加速推動「新世界秩序」。前馬來西亞首相馬哈地·莫哈末曾說：「有強而有力的證據表示這起恐怖攻擊是場精心策畫的假旗行動，以便美國獲得對穆斯林發起戰爭的正當藉口」。曾任歐洲議會國際貿易委員會副主席的義大利政治家朱利葉托·基耶薩表示，他已找到鐵證，證實九一一事件是美國當局自己一手策劃的：
|  | 我們找到了非常重要的證人，例如美國駐沙特阿拉伯前任領事。據他講述，領事館曾根據中央情報局的要求給許多存疑參與恐怖活動的人發放了簽證，使他們能夠暢通無阻的進入美國。……他們當中就包括被控策劃和實施九一一恐怖襲擊的人。我的結論如下 — 九一一恐怖襲擊改變了歷史軌跡。在那之後開始了無盡的戰爭，被美國用來維持其在全球的統治地位。……力度太小不可能達到目的，必須造成很多人員傷亡，因為電視直播在全世界數十億人心中引發的震驚對組織者有利。 |

陰謀理論家們質疑石油因素和九一一事件，是否給美國和英國提供了發動戰爭的理由，並給予他們一個強大的攻擊動機，或允許它們發生。例如，前德國聯邦教育及研究部部長安德里亞斯·馮·比洛認為，九一一事件是為了推動隨後在阿富汗和伊拉克發生的戰爭。他在他的著作《中情局和九一一》中表明，九一一事件是美國政府自導自演的隱蔽行動，旨在影響國內意見，說服美國民意支持阿富汗戰爭和伊拉克戰爭。該書認為中央情報局捏造了阿拉伯劫機者的說詞，並在攻擊事件後，七名被指控的劫機者在書中聲稱已經被發現活著。這本書探討各種遠端控制飛機的可能性。它也列舉世界貿易中心崩塌可能是由於微型核彈裝置導致的根據，而不是飛機。他也向德國《每日镜报》表示，美國政府製造恐怖攻擊以達到「對西方民主國家洗腦」的作用，按照美國行政高級顧問的說法，他們不斷沿著先前發展的路線樹立了「伊斯蘭恐怖主義」的新敵人形象。他說：「策劃襲擊事件的疑點主要在技術和組織方面。要在幾分鐘內劫持四個大型客機，並在一個小時內飛行到目標，這樣的飛行航線非常複雜！如果沒有來自國家和航空工業多年的秘密支援，這是不可能辦到的。」
陰謀論者如加州州立大學地理學教授艾瑞克·卡爾史東和麻薩諸塞大學地球科學教授琳·馬古利斯都認為，世界貿易中心主要由極其複雜的能源武器摧毀。所有三座建物都是精心策劃和執行的爆破拆卸。四架客機也都沒有實際墜毀，電視上飛機撞擊大樓影像是由「藍光計劃」的立體三維投影偽造。如果這經確認屬實，九一一事件也是一場媒體騙局。而五角大廈可能被一枚巡航導彈擊中，因為波音757的體積和飛行角度，無法在那個位置達成那麼小的坑洞，原本該被飛機兩側引擎撞擊的位置連窗戶玻璃都沒碎。他們依據許多證據推論，九一一事件是一個非常昂貴、假旗、合成、高度複雜、協調周詳、由國家贊助的恐怖主義行動。由國際情報機構（可能包括以色列情報及特殊使命局、秘密情報局、中央情報局和巴基斯坦三軍情報局）協調執行，也代表一個由私人、國際菁英組成的團體。鑑於九一一事件立即被用來提供海外侵略戰爭的藉口，並在美國國內加強警察國家的制度，這個團體的長期目標顯然是開創一個世界的極權專制 — 「新世界秩序」。
英國作家、公共演說家大衛·艾克表示，政府當局製造恐怖攻擊，以便進行更大規模的監視，他稱之為執行「製造問題 — 累積反饋 — 給出方案」戰略。關於九一一事件「製造問題 — 累積反饋 — 給出方案」假旗理論的時間線與後果如下：
- 2001年9月11日：九一一恐怖襲擊事件，兩架民航客機徹底摧毀了世界貿易中心，另一架則衝撞五角大廈[164]
- 2001年10月7日：為了報復九一一事件，制裁「恐怖主義」，展開阿富汗戰爭，成為遙遙無期的消耗戰，並製造出更多瘋狂的恐怖分子[165]
- 2001年10月26日：《美國愛國者法案》簽署頒布，擴張美國警察機構、財政部長、移民機構的權限，減少情報機構的限制，此法凌駕於美國憲法第一修正案[166]
- 2002年1月29日：美國總統小布希提出術語「邪惡軸心」來描述反恐戰爭的理據，由於恐怖主義並非生命體，等同宣布發起無限期戰爭，給予聯邦政府充分的權力[167]
- 2002年11月25日：《國土安全法案（英语：Homeland Security Act）》簽署頒布，給予美國聯邦政府充分權力监视任何公民[168]
- 2003年1月24日：成立美國國土安全部，權限不明確、缺乏透明度，其情資整合中心（英语：Fusion center）被控侵犯美國公民自由，可以宣稱任何人是恐怖份子或激進派[169]
- 2003年3月20日：以薩達姆政權持有大規模殺傷性武器作為宣傳謊言，展開伊拉克戰爭[170]
- 2003年10月30日：美國國防部批准執行《資訊戰略藍圖（英语：Information Operations Roadmap）》，美軍可採取資訊戰、心理戰、以新聞媒體散佈假情報來欺騙公眾[171]
- 2004年10月16日：《全球反犹主义审查法（英语：US Global Anti-Semitism Review Act）》通過，該法要求美國國務院每年审查並報告全球範圍內的反猶太主義、反以色列情況，此法也凌駕於美國憲法第一修正案[172]
- 2006年10月13日：恐怖組織伊斯蘭國在伊拉克建立，該地成為恐怖分子的溫床，恐怖主義也因反恐戰爭開始日益興盛[173]
- 2011年3月15日：敘利亞內戰爆發，美國開始支援自由敘利亞軍，中央情報局開始在敘利亞建立、培訓、金援、分享情資給反阿薩德政府的武裝力量[174]
- 2011年3月19日：以美國為首展開多國武裝干涉利比亞行動，推翻穆安瑪爾·格達費後，利比亞也成為恐怖分子以及移民販運的中心[175]
- 2013年4月8日：伊斯蘭國參與敘利亞內戰，控制了敘利亞北部和東北部領土，使中東局勢更加複雜[176]
- 2014年6月：伊斯蘭國利用敘利亞、伊拉克亂局迅速崛起，控制區域達26萬平方公里，成為國際恐怖主義的主幹，掀起歐洲移民危機，恐怖主義正式擴散至歐洲[176]

在九一一事件之後，伊斯蘭國被許多政治家和陰謀論者認為是「新世界秩序」的另一面假旗。前英國外交及國協事務大臣勞勃·庫克表示：「所有情報官員皆知，實際上不存在伊斯蘭軍方或恐怖組織，這些恐怖攻擊是一種宣傳手段，目的是使大眾相信世上的確有代表『惡魔』的有力團體，進而信賴一個聯合的國際領導人階層，一個『新世界秩序』。這些訊息之所以可信不儘是來自告密者，還有多年來可供檢驗的文件都顯示同樣的資訊。這也是為什麼學界教授、政治家們最近都更加頻繁的討論『新世界秩序』」。渥太華大學經濟學教授麥可·科塞多夫斯基曾說：
|  | 我們正處在一個全球性的犯罪行為...，並且有一場由美國領導的持續性戰爭，它可以由一些代理國進行，這些國家服從華府的命令。全球反恐戰爭是美國的謊言，它告訴我們，美國和西方世界正在經歷一個虛構的敵人，即伊斯蘭國，事實上伊斯蘭國得到西方軍事聯盟和美國在波斯灣的盟友全力支持和資助。他們說穆斯林是恐怖分子，但事實上，恐怖分子是美國製造的，他們不是穆斯林社會的產物。而且每個人都應該要非常清楚這一點...，全球反恐主義戰爭是人為製造出來的，它是一個世紀大謊言和危害人類的罪行。蓋達組織和伊斯蘭國都不是獨立的組織，它們是由美國及其盟國贊助的。 |

據陰謀論網站collective evolution聲稱，前中央情報局秘密探員大衛·史蒂爾表示：「大多數恐怖分子是假旗恐怖分子，是由我們自己的安全部門製造出來的。在美國，我們所遇到的每一次恐怖攻擊事件都是虛假的旗幟，也是聯邦調查局安排線人去執行的」。前美國陸軍軍事情報和公共事務官員艾瑞克·梅說：「執行虛假旗幟攻擊最簡單的方法是設置一個模擬攻擊的軍事演習。正如我將在下面詳細介紹的，九一一襲擊事件和倫敦七七爆炸案的肇事者 — 正是美國和英國政府，實際上各國政府的襲擊事件都歸咎於『恐怖分子』的責任」。

### 大規模監控
主條目：大规模监控、稜鏡計劃、已知的各國政府監聽項目列表、間諜和情報機構監視陰謀論、無線射頻辨識晶片陰謀論、數位電視轉換陰謀論與電子銀行陰謀論
大规模监控狀態是國家政府對大量公民和遊客進行普遍的監視、監聽、追蹤與存檔。這種廣泛的監控通常被認為是防止犯罪或恐怖主義行為的必要措施，但也可以用來扼殺對政府的批評和反對。早期監控狀態的例子包括前蘇聯和前東德，它擁有大量的資訊網絡、計算機和間諜相機等技術基礎。但是這些國家沒有現今的大規模監控技術，例如使用數據庫和模式識別軟體來交叉竊聽獲得訊息，也包括語音識別、電信流量分析、金融交易監測、自動車牌識別、行動電話位置跟踪系統、臉部辨識系統、遺傳指紋分析和人體步態辨識系統。
關於濫用監控權的陰謀論者認為，「新世界秩序」正在利用監視工業複合體的核心：社會安全號碼、條碼、通用產品代碼、無線射頻辨識和微型人體晶片，來對人民進行秘密的大規模監控。美國隱私權專家如凱瑟琳·阿爾布雷希特和麗莎·麥肯泰爾，她們認為政府和各大企業正在合作，計劃使用無線射頻辨識技術追蹤消費者和公民的一舉一動。就如同英國作家喬治·歐威爾的《一九八四》描述的那樣，一個沒有隱私、隨時處在被監控狀態的世界。
她們主張公眾必須抵制無線射頻辨識技術應用在日常生活中，因為現代數據庫、資訊及通訊科技非常發達，加上越來越多的銷售時點情報系統採用生物識別技術設備、複雜的身分證和身分驗證系統，可以要求顧客提供生物特徵訊息、相關身分號碼或標記才能購買。她們害怕實施這種系統，再加上電子現金、植入式微型晶片、全球定位系統、雲端儲存後的能力，將會非常可怕，非常類似於《啟示錄》中預言的獸名數目。她們認為這會被敵基督者用來推行「新世界秩序」，讓人類為了生活被迫做上追蹤印記。
美國電影製片人暨政治活動家阿羅·拉索拍攝了紀錄片《美國：從自由到法西斯主義》，片中探討了許多有關抗稅運動的題材，包括了美國國家稅務局、所得稅、聯邦儲備系統、國民身分證、人體間諜晶片、電子投票機、全球化、大規模監控、美國淪為警察國家的可能性，以及美國政府利用恐怖主義迫害公民權利和政治權利的案件。美國作家德里克·詹森也在著作《歡迎來到機器世界：科技、監控和控制文化》中，深入研究無線射頻辨識晶片、奈米技術、軍事技術裝備和監視科技的濫用。大規模監控也常受到流行文化的影射，例如改編自J·R·R·托爾金的電影《魔戒》，片中處處可見索倫之眼的監視。美國電視劇《疑犯追蹤》的劇情主軸也圍繞在一套大規模監控電腦系統，它自動使用監視攝影機、電話內容紀錄、網際網路、公共記錄、衛星技術和幾乎所有類比／數位訊息的紀錄，監控所有公眾的活動。
波士頓大學專門研究千禧年主義的歷史學家理查德·蘭德斯認為，新興技術常常引發危言聳聽之間，他引用1436年因為印刷機問世而引起世界末日思想的前例為佐證。並表示千禧年之前，條碼和社會安全號碼都觸發了末日警告的說法，這些警告後來被證明是假的。一旦公眾習慣了這些技術變化，就不會再重視它會有什麼負面問題。民間自由主義者認為，監視的私有化和美國監視工業複合體的興起確實引起了對侵犯隱私的合理關注。然而，大規模監控陰謀的懷疑者警告，這樣的關注應該摒棄關於老大哥的世俗偏執，以及關於敵基督的宗教妄想。
九一一襲擊事件發生後，美國國會通過了《愛國者法案》，以進行反恐戰爭為名，賦予了總統廣泛的權力。小布希政府利用這些權力繞過了外國情報監視法法庭，依據「恐怖分子監聽計劃」下令國家安全局實施間諜活動。在該計劃下，國家安全局通過獲得行政命令的授權，可在未獲得搜查令的情況下對電話、網際網路活動、短訊，以及其它涉及被國家安全局認為位於美國境外的一方的通信內容進行監聽。當時有報導指出一場「明顯出於意外的故障」使國家安全局截獲了國內通信內容。有多個團體，包括國會部分議員，認為這一行動違反了憲法。因此爆發了美國國家安全局無證監聽爭議醜聞事件。在歐巴馬政府執政期間，國家安全局根據新修正的外國情報監視法繼續進行監聽。然而2009年4月，美國司法部官員承認國家安全局已經逾越法案授予的權力，對國內通訊進行了「過度收集與監聽」，但官員聲稱這些行為是無意的。
2002年1月，美國國防部轄下的國防高等研究計劃署成立了整體情報識別辦公室，將若干項目集中在資訊科技上，以打擊對「國家安全的不對稱威脅」。由於公眾批評這些開發技術和部署可能導致大規模監視系統，整體情報識別辦公室在2003年被美國國會拒絕。然而，整體情報識別辦公室仍持續受到資助，並更改名稱繼續活動。整體情報識別辦公室引起極大爭議的另一原因是它的標誌：「一個金字塔上的全視之眼監視著整顆地球」，並寫著一段拉丁語：「知識就是力量」。雖然國防高等研究計劃署最終在其官方網站上刪除了標誌，但這個喻意極深的象徵符號仍給隱私權倡導者留下難以抹滅的負面印象。它也激怒了陰謀理論家，指責美國政府部門竟然明目張膽的使用共濟會和光明會的符號。一些陰謀論者也認為，這是光明會自18世紀以來依舊完好的存在、且活躍於美國政府進行「新世界秩序」陰謀的鐵證。

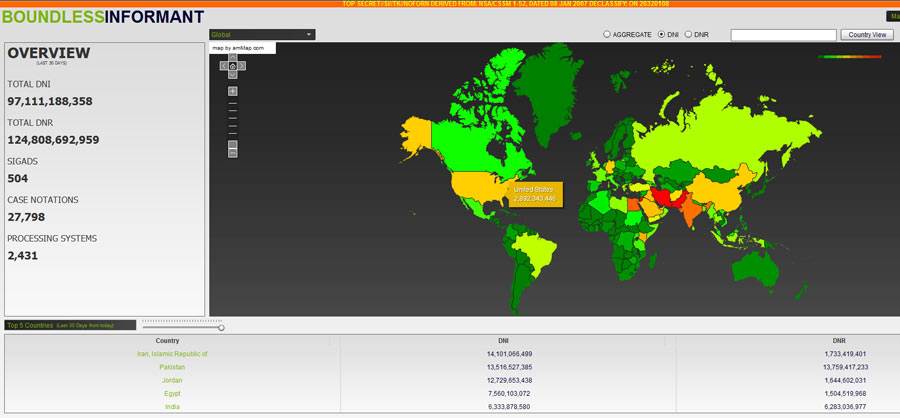
來自國家安全局資料視覺化工具無界線民的全球熱圖，顯示在30天的時間內，蒐集了97億筆網際網路數據記錄和1240億筆電話數據記錄。

前美國中央情報局職員、美國國家安全局外包技術員愛德華·史諾登是大規模監控的重要曝光者之一，他於2013年6月將美國國家安全局關於「稜鏡計劃」監聽項目的秘密文檔披露給英國《衛報》和美國《華盛頓郵報》。根據報導，披露的文件中描述「稜鏡計劃」能夠對即時通信和既存資料進行深度的監聽。監聽對象包括任何在美國以外地區使用參與計劃公司服務的客戶，或是任何與國外人士通信的美國公民，包括電子郵件數據、視訊語音、影片、照片、網際協議通話技術交談內容、檔案傳輸、登入通知以及社群網路服務所有的細節。披露的文件中顯示，參與「稜鏡計劃」的公司包括微軟、雅虎、Google、Facebook、Paltalk、YouTube、Skype、美國線上、蘋果公司和Dropbox。
由美國情報體系耗資35至40億美元建立的佑位元組巨型電腦資料儲存設施 — 猶他數據中心，也被稱為「情報體系綜合性國家計算機安全計劃數據中心」，其目的是支持綜合性國家計算機安全計劃，但其具體職責則屬於保密訊息。由美國國家安全局將負責領導該設施的運作，也是國家情報總監的執行機構。由於據稱該數據中心能夠捕獲「所有形式的全部通信內容。包括私人電子郵件、電話通話、網際網路搜索，以及所有類型的個人數據記錄 — 停車收據、日程表、購物記錄和其他的雜項記錄」，加上它龐大的規模、巨大的成本以及頂尖的計算能力，被認為是美國情報機構與美國政府秘密監控項目的最終數據儲存設施，因此成為大規模監控陰謀論者的眼中釘。2016年，據美國猶他州官員表示，由於猶他數據中心的存在，該州的網路系統每天遭遇的網絡攻擊超過3億次。他們發現針對猶他州政府的網絡攻擊數量在過去六年中呈現指數型增長。而六年之前，猶他州網路系統每天遭遇的網絡攻擊極少超過2萬5千次。

### 社會工程

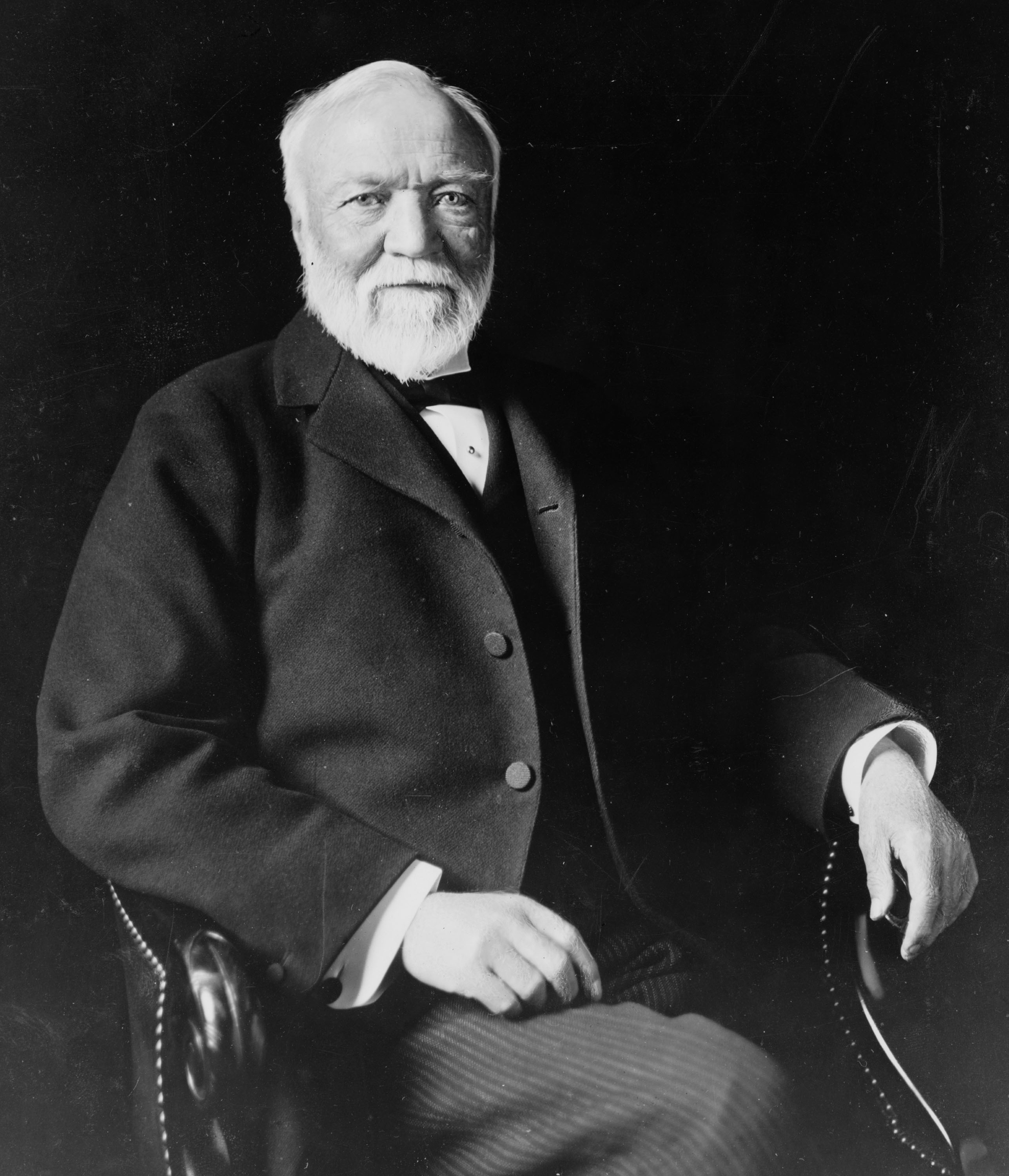
安德魯·卡內基創立的紐約卡內基基金會，被陰謀理論家認為已接管美國教育體系、鼓吹聯合國的國際正義地位，並影響全球高等研究、移民問題與地區衝突。

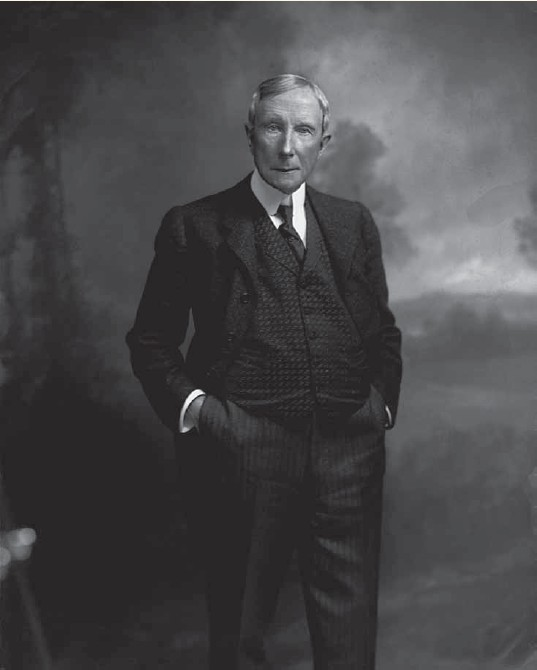
約翰·戴維森·洛克菲勒在1913年成立的洛克菲勒基金會，多年來持續以鉅額資助國際政治、軍事、能源、教育、科學、醫藥、生育、農業、食品、戲劇、文學和音樂。被陰謀理論家認為是社會工程的主要執行者。

1928年，猶太裔美國公共關係學家愛德華·伯內斯主張「有意識的操縱人類思想、意見和行為，是治理社會的重要因素之一。那些掌握知識和操縱社會的人是無形的政府，建立了人們看不見的機制，是人類的真正統治者」，他相信「群體心理」不理性且有危害，所以對社會進行操控是必要的。近一個世紀後，在眾多智庫和研究所（如塔維斯托克人類關係研究所）等統治菁英的幫助下，心理控制技術已經提升到無法想像的水平。陰謀論者認為，他指的是控制人類的三維控制矩陣。1970年，美國國際關係學者、美國外交關係協會成員茲比格涅夫·布里辛斯基在著作《兩個時代之間：美國在技術時代的作用》中創造了一個名詞「全球政治覺醒」，他在書中表示，超國家不應該與世界政府混淆，即使人們願意，人類也還沒準備好迎接世界政府。美國必須在建立全球治理體系中發揮核心作用，塑造全球政治覺醒，不是「全球政府」，而是「全球治理」。他也寫道，社會將被一個菁英集團所控制，他們的政治權力取決於優越的科學知識，不受傳統自由價值觀的限制。這些菁英將毫不猶豫使用最新的現代技術來實現其政治目的，影響公共行為、保持社會的密切監視和控制。持續社會的危機，推出一個有魅力的領導人，利用大眾媒體獲得公眾信任，這將是美國逐漸轉變為一個高度控制社會的基石。
加拿大地緣政治學者安德魯·加文·馬歇爾表示，巨大的「全球政治覺醒」已經開始了，民族國家、跨國公司和銀行、中央銀行、國際組織、軍事、情報、媒體和學術機構，都是全球化和全球政治經濟的有組織權力。跨國資本家階級或者大衛·羅斯科夫所指的「超級菁英」，都已經前所未有的全球化。這是史上第一次，人類由一個真正全球性和高度整合的菁英統治。隨著菁英全球化的力量，尋求建立一個全球治理的「新世界秩序」，最終成為全球政府。隨著技術的進步，大眾傳播系統迅速發展，世界上的人們能夠彼此進行即時通訊，並獲得來自世界各地的消息，它正是「全球政治覺醒」的巨大核心。同時，技術革命允許菁英以史無前例的方式重新定位和控制社會，最終達到全球科學獨裁，正如許多人自20世紀初以來一直警告的那樣。控制群眾的能力從未如此之大，因為科學讓遺傳學、生物識別技術、監視和新形態的現代優生學更加成熟，並由掌握心理社會控制系統（使用心理學控制群眾）的科學菁英階級執行社會工程。
陰謀論者如《喚醒世界》的作者馬奇亞·費曼也認為「新世界秩序」在世界各地使用社會工程戰術，將世界逐漸集中到一個集權的專制獨裁統治下。他們認為，世界菁英集團製造外部威脅（俄羅斯、伊朗和伊斯蘭恐怖主義）和內部衝突（大規模移民、伊斯蘭入侵、黑人問題）來使大多數人口感到恐懼與迷茫。政府需要戰爭來證明自己的存在價值，並獲得更多支配法律的權力。而製造國內紛爭則是將人民兩極分化，創造新的階級、團體和運動，以使其相互對抗、害怕與分心，最終允許國家以「恢復秩序」的名義來制定更嚴厲的法律。
根據前美國計劃生育聯盟醫學主任勞倫斯·達寧根博士偷偷記錄的資料顯示，當年任職於洛克菲勒基金會的理查·戴博士，在1969年3月20日的匹茲堡小兒科學會會議上透露洛克菲勒財團的指導藍圖：無性繁殖技術。弱化家庭的重要性。鼓勵婦女就業，使家庭更不穩定。安樂死和薨丸。限制人們接觸和使用廉價醫療。製造難以診斷和難以治療的新疾病。研發模擬的心臟病，作為暗殺手段。隱藏真正有效治療癌症的方法以控制人口。利用教育促使青春期早熟。重建教育體系為教化工具。將未成年人長時間綁在學校，限制學習真正的知識。控制那些接觸到真正知識的人。使學校成為社會的集線器。改革法律來加劇社會道德的混亂。設立墮胎補助金。融合所有的宗教。竄改《聖經》。鼓勵毒品氾濫以產生城鎮的混亂地帶。鼓勵酗酒。限制交通。廣設監獄。醫院監獄化。增加藥物的使用。鼓勵同性戀。使人類失去身心靈的安全感。用罪刑來管理社會。增加公共飲食場所。削弱美國工業的主導地位。以人口遷徙和經濟轉型毀壞社會根基。使體育成為社會工程的工具。透過娛樂節目反覆灌輸性與暴力。利用電視洗腦。以微型晶片植入身分辨識碼。食物控制。氣候控制。掌握並利用民眾反應，使他們按照方針行事。偽造和扭曲科學研究。利用恐怖主義。使用大規模監控。建構極權主義的世界系統。
英國作家大衛·艾克則曝光了法蘭克福學派的社會工程計畫：製造種族歧視。持續不穩定的改變以製造迷惑及混亂。教導孩童性行為。推動大規模移民以抹滅民族認同。鼓勵酗酒。破壞任何形式的社會凝聚力。偏袒罪犯，不利於受害者的司法系統。依附於國家或國家利益。媒體控制。鼓勵家庭破裂。以及一份1979年美國政府內部手冊《無聲的戰爭，無聲的機器》內容：以媒體持續分散成人的關注力，使他們陷於無意義的事物上，忽略真正的社會問題。以學校限制年輕人，讓他們對真正的知識保持在無知狀態。將公眾娛樂限制在第六層次以下。使人們整日忙碌於工作，無法思考也無暇回歸自然。使公眾保持無知，減少社會公共組織。預先強佔關注力以降低人們的戒心與防禦。破壞家庭，控制對年輕人的教育。減少現金發放量並增加信用消費。鼓勵自我放縱。鼓勵社會一致性，以便實施編程。擴大個人稅額，壓制人民的稅收抗議。穩定認同以便穩定控制。嚴格控制變數，增進可預測性。擴大控制，壓抑抵抗。以通貨緊縮瓦解人民對彼此和國家的信心。

### 神秘主義

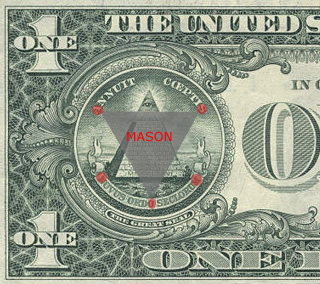
一美元紙幣的背面是最著名的神祕符號，六個點形成正六角星，並出現共濟會的縮寫。

從英國修正主義歷史學家內斯塔·海倫·韋伯斯特開始的基督教右派的陰謀論者認為，有一個古老的神秘陰謀 — 由諾斯底教派構思，並交給他們所謂的秘法家繼承人（例如卡巴拉、卡特里派、聖殿騎士、赫密士主義者、玫瑰十字會、共濟會）最終由光明會傳承。這個一脈相承的古老體系試圖顛覆西方世界的猶太 - 基督教傳統基礎，並透過一個世界性的宗教來實施「新世界秩序」，讓人類以帝王崇拜意識信奉敵基督。更廣泛的說，陰謀論者推測，為「新世界秩序」確立各種神秘符號的全球主義者，是由某種類型、高於人類意識層次的秘密機構指揮的（由未知的上級、揚升大師、惡魔、墮天使或路西法之類的意識組成的團體）。他們認為「新世界秩序」使用隱秘科學（數秘術）的力量、符號（全視之眼）、儀式（共濟會階層）、紀念碑（國家廣場）、建築物（馬尼托巴省議會大廈）和設施（丹佛國際機場）合成人類無法理解的超自然力量，來協助推動統治世界的陰謀。
例如1979年6月，一位化名R·C·克里斯帝安的神秘出資者委託艾爾伯頓花崗岩精加工公司建造了喬治亞引導石，位於美國喬治亞州艾伯特郡。六塊巨大的拋光花崗岩呈星狀排列，頂石上的洞是一個日晷，隨著太陽的移動可以記錄時間，中央石柱上方正對北極星，其作用類似於羅盤、日曆和時鐘。每一塊石碑各有兩種語言鐫刻了十條指引，作為世界末日倖存者的啟示，包括「把地球人口控制在五億以下」、「明智引導生育增進健康」、「以統一的新語言來團結人類」、「用沉著的理性來駕馭感性」、「以公正的法律保護人民和國家」、「以世界法庭解決國際糾紛」、「廢止瑣碎法律及無能官員」、「平衡私人權利與社會義務」、「尋求與宇宙和諧」、「不要做地球上的毒瘤」等。喬治亞引導石隨後成為墨跡測驗的著名景點，引起陰謀論者的高度關注與議論。一些新異教主義者認為它是聯繫力量的能量線。而一些陰謀論者相信它刻的是敵基督「新世界秩序」的十誡。也是菁英們用來嘲笑大眾愚昧的工具，他們的指令就「坦率的擺在光天化日之下，像殭屍一樣麻木度日的人們卻毫無察覺」。巨石陣後來被塗抹口號，如「你們不會得逞」、「新世界秩序去死」等抗議標語。

哥倫比亞唱片的商標，許多陰謀論者認為它是一個全視之眼的變體。

懷疑論者認為，陰謀論者對西方神秘主義的妖魔化是植根於宗教不容忍，但同樣在道德恐慌中，助長了現代早期的女巫審判，以及在美國狂熱的祭祀虐待指控。一美元紙幣的背面是最著名的神祕符號，美國藝術家羅伯特·耶羅尼米斯表示：「它可以視為提高意識的藍圖，從神祕學來說，金字塔是由岩石製成的，代表無意識的東西。頂石是由一種非物質的 — 光或精神 — 是有意識的東西。它象徵一種啟蒙的過程和考驗，候選人面對黑暗世界並進入精神世界，通過測試，才能進入更高領域的意識中」。陰謀論者普遍相信，對「新世界秩序」而言，金字塔就是階級制度和邪惡的象徵，來自不同空間的黑暗世界帶來社會階級制度，也是全視之眼會懸浮在金字塔頂端的真正原因：「代表物質世界之外的存有才是真正控制地球的主人」。另一些神秘主義者認為，歐洲和美國的隱秘領導人在17世紀後期執行了原始的撒旦計劃，建立美國為第三羅馬帝國，一個新的亞特蘭提斯、新的共濟會國家，即「新世界秩序」。他們非常聰明的隱藏這個計劃，透過在新國家的象徵符號內隱藏撒旦的數字，只有少數學者知道它真正的意義。
許多跨國公司、知名企業、消費產品和組織的商標和標誌都充滿與「新世界秩序」、共濟會、光明會、獸名數目、撒旦教、路西法、埃及神話、納粹黨有關的神祕符號。例如CBS廣播公司、美國線上、羅技、哥倫比亞唱片、時代華納有線電視、輝達、目標百貨、都樂食品公司、美國之音、加拿大國家電影局、南非國家情報局、《人權和公民權宣言》、科羅拉多州州徽上的全視之眼；三邊委員會、華特迪士尼公司、諾基亞（1966 - 1992年）、妖怪牌能量飲料、Adobe Acrobat軟體、Google Chrome瀏覽器、歐洲核子研究組織、美國醫學會、國家研究資源中心、全球資訊網的獸名數目；沃達豐、Beats的數字六；埃克森美孚、納貝斯克的雙十字；富達投資、羅素投資、萬寶路、特索羅、開拓重工、達美航空、洛美斯的金字塔；克萊斯勒集團、賓利汽車的太陽翼；英國電信、愛快羅密歐的蛇；德士古、第46屆葛萊美獎、美國電影學會的五角星；微軟的共濟會地板；Gmail的共濟會石匠圍裙；塔可鐘的蜥蜴眼；美國大通銀行、奇異公司、羅傑斯通訊集團、昇陽電腦、北大西洋公約組織的納粹標誌。美國神祕學暨占星學家麥可·沙蘭在《愛爾蘭文明起源》一書中，揭露了秘密會社的菁英宗教、起源和議程，菁英利用金字塔等神秘符號帶來的力量擴大反人類目標。

### 人口控制
主條目：愛滋病陰謀論、愛滋病起源陰謀論、飲水加氟陰謀論、SARS陰謀論、2019冠狀病毒病陰謀論、轉基因陰謀論、大型製藥廠陰謀論、疫苗陰謀論與化學凝結尾陰謀論

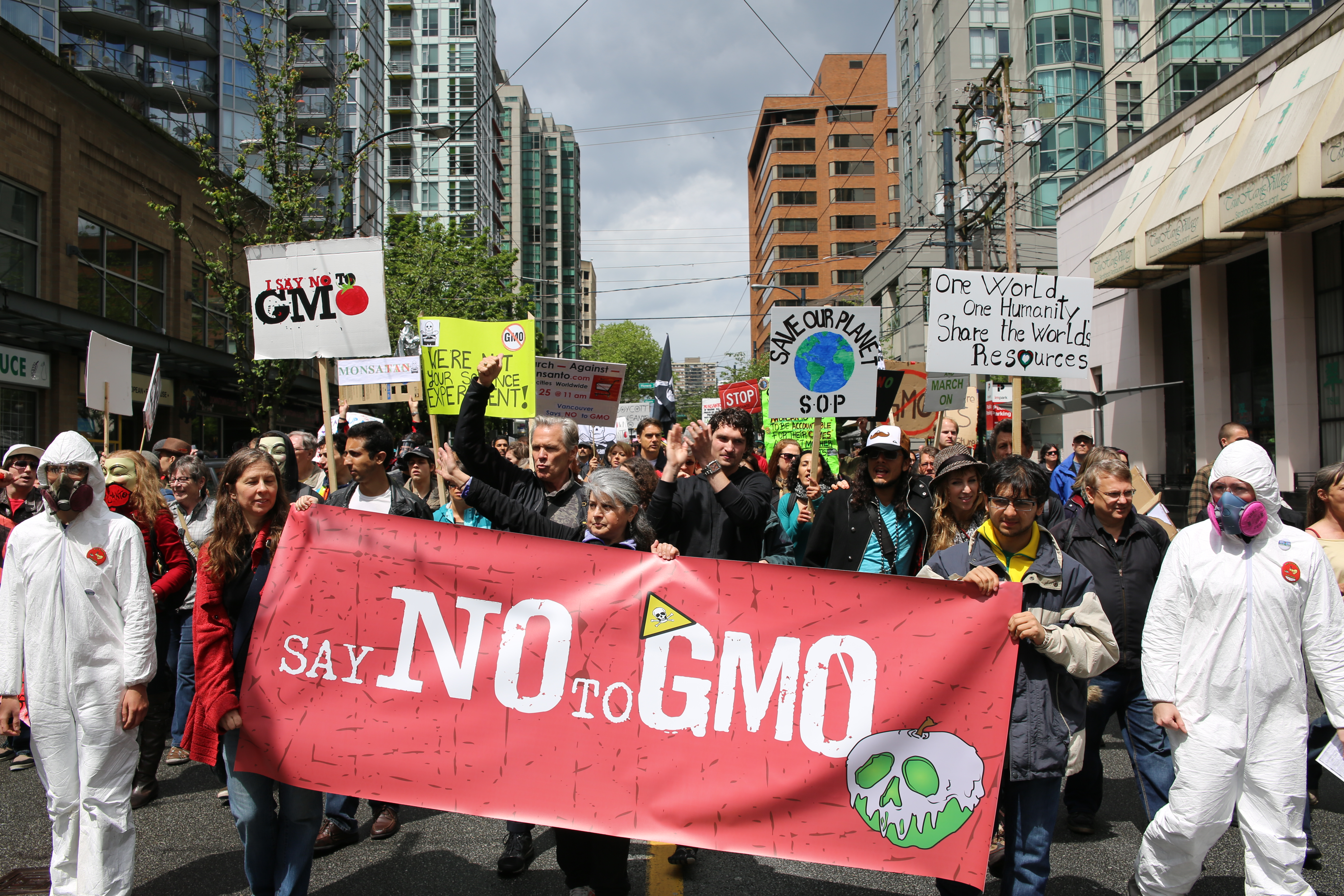
全球反孟山都活動國際性遊行，主要是抗議孟山都公司的食安危害。

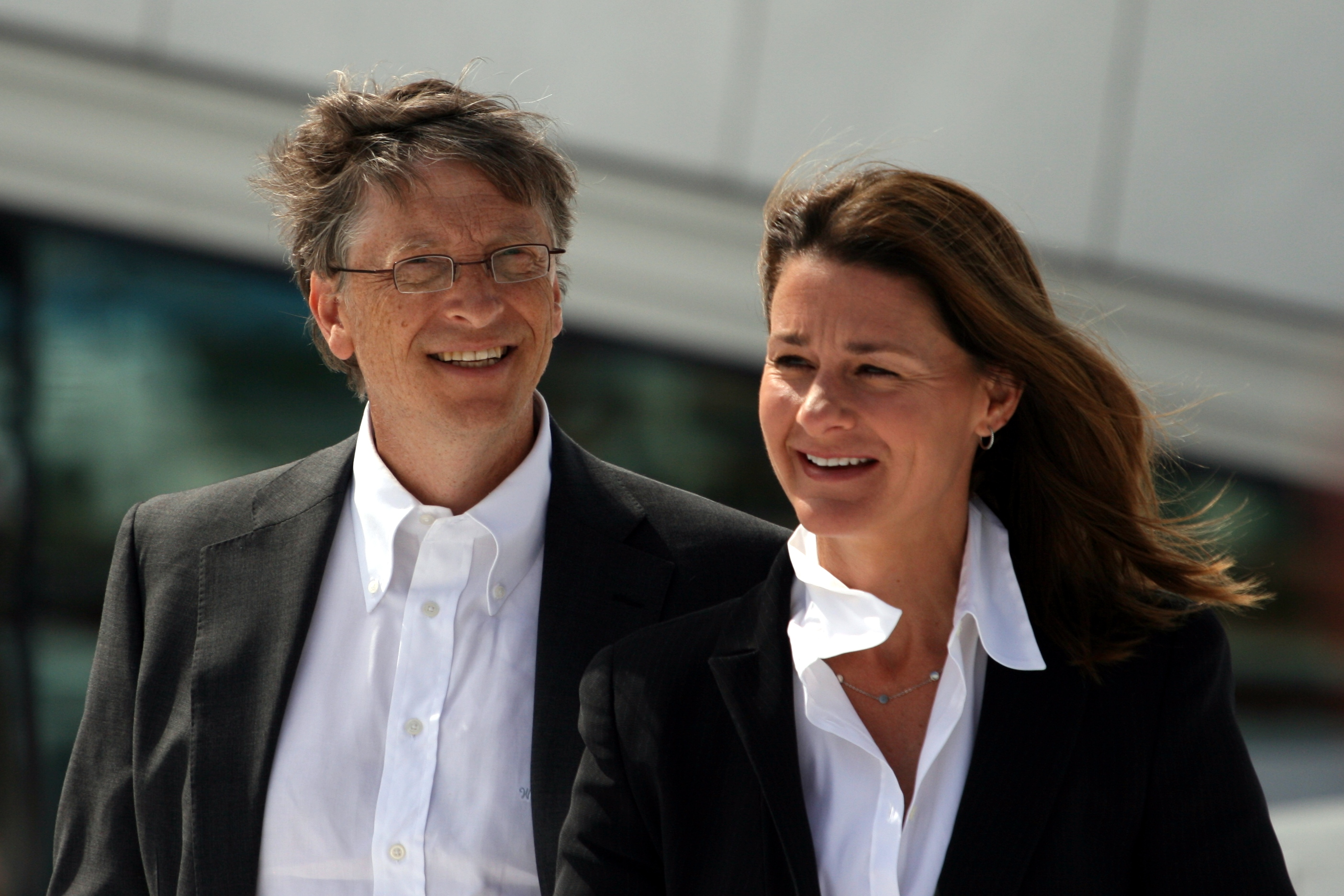
比爾·蓋茲與梅琳達·蓋茲的比爾及梅琳達·蓋茲基金會是全球最大的慈善基金會，是世界疫苗、教育、農業與醫療權威機構的主要資助者之一。

陰謀論者認為，「新世界秩序」也將透過人口控制來實施議程，以便更容易監測和控制個人的活動。人口控制的手段包括以計劃生育、生殖健康、禁慾、墮胎、生育控制等方案，來阻止人類社會的發展，或散佈不必要的戰爭、種族滅絕、鼠疫、急性病毒，以及製造生態災難、氣候控制（如高頻主動式極光研究計劃和化學凝結尾）來降低大部分的世界人口。陰謀論者認為，全球主義者的「新世界秩序」代表新的馬爾薩斯主義，以製造人口過剩和氣候變遷等虛假的危機主義，創造公眾支持強制性人口控制的共識，以及推舉一個最終的世界政府。21世紀議程被譴責為「重新將人們集中在城市中管控」，減少農村和郊區的人口，甚至成為小說家筆下的反烏托邦世界，屆時獨立的單戶家庭將成為一個遙遠的記憶。
美國作家、製片人格林·貝克對美國進步主義表示擔憂與抗議，他稱其為「犯罪集團」，密謀接管和改造美國。據貝克表示，這些人已經暗中與一系列組織和公司一起執行工作，例如高盛銀行、即時改革社區組織協會、藍綠聯盟、潮汐組織、芝加哥氣候交易所、世代投資管理公司、企業社區合夥組織、巴西石油、美國進步中心、國際服務業僱員工會，以實現其議程。他將宣揚全球暖化的聯合國、前美國副總統艾爾·高爾與納粹黨相提並論，批評全球暖化的宣傳運動等同於納粹黨對猶太人的運動。他表示：「這和希特勒用的是同樣戰術，你必須有一個敵人作為目標，當你弄出一個假的敵人讓大家感到威脅，你就可以團結整個世界當你的靠山，讓你順利奪取權力。希特勒的計劃就是將猶太人當作敵人，高爾和聯合國的敵人就是全球暖化這個假議題」。澳洲總理東尼·艾伯特的首席商務顧問莫里斯·紐曼也表示：「在所有主張證實人類排放的二氧化碳與災難性全球暖化之間聯繫的氣候模型當中，有95%的模型已經被發現是錯誤的。聯合國堅持要求世界各國，每年花費數千億美元來應對無效的氣候變化政策。我想說的是，全球暖化議題是『新世界秩序』的一件工具，這跟事實或邏輯無關，而是聯合國控制下的『新世界秩序』，他們用偽造的科學數據欺騙我們」。
懷疑論者認為，對人口控制的恐懼可以追溯到20世紀初期，德國納粹執行的優生學主義、剃除弱者引發的戰爭，在戰後影響了美國。而1940年代至1950年代美國發生了第二次紅色恐慌。1960年代，美國極右派的政治活動家經常反對公共衛生計劃，特別是飲水加氟、大規模群眾疫苗接種和心理健康服務，斷言這些政策和措施都是一個深遠的陰謀、強加一個社會主義或共產主義政權給公眾的一部分手段。他們的觀點受到反對，鑑於近年來發生的一些重大社會和政治變化影響，如國際主義的擴張，尤其是聯合國、世界衛生組織及其各種方案。以及社會社會福利條款的引入，特別是羅斯福新政確立的各種方案，以及政府努力減少美國社會階層的做法，使公眾逐漸信任政府和國際權威提供的公共衛生技術。
許多人口控制陰謀論是針對大型農業企業，尤其是生物技術公司孟山都透過在全球糧食供應中進行壟斷、濫用轉基因生物來破壞公眾的健康和安全。一種主張是孟山都故意隱藏轉基因對人體有害的科學證據，一些反基因改造的活動家表示，孟山都滲透了美國食品藥品監督管理局和美國科學促進會，這兩個權威機構便開始支持基因改造食品可供人類安全消費的科學證據。美國消費活動家傑佛瑞·史密斯在《美國陰謀論》中表示，孟山都已經控制了許多國家的食品安全部門，包括美國食品藥品監督管理局。2013年，為表達對《加州第37號提案》沒有通過的強烈不滿，美國民間發起了國際性的全球反孟山都活動，除了抗議國家不強制要求食品必須標示基因改造，危害人民權益，也抵制孟山都與其他農業企業如杜邦、先正達、陶氏化學、巴斯夫和拜耳對生物剽竊、隱匿實驗數據、積極遊說開放基改作物政策、食安危害與環境汙染的惡劣罪行。
在比爾及梅琳達·蓋茲基金會購買了孟山都五十萬股的股份後，事實證明蓋茲家族長期以來一直控制著世界系統，包括在疫苗技術、教育、醫學和農業領域上。網站自然新聞表示：「根據蓋茲家族參與世界事務的歷史，除了建立世界糧食供應的企業控制之外，其主要目標之一似乎是減少世界人口。在蓋茨基金會與孟山都和其他企業組織的聯合、逐漸透露其真正的意圖後，他們在人類生活各個領域創造了世界控制的壟斷體系。諸如疫苗、製藥、轉基因生物、繁殖控制、天氣操縱、全球變暖 — 這些都是蓋茲基金會透過假裝幫助改善和拯救世界而取得巨大進步的手段」。加拿大搖滾歌手尼爾·楊是長期公開批評孟山都和基因改造食品的音樂人之一，他在2015年推出概念專輯《孟山都歲月》表達抗議，並在同名主打歌裡唱道：「準備把你毒死正是這間公司想要的，孟山都」。

### 精神控制
1988年9月，學者洛朗·羅森菲爾德在《全球戰略信息》雜誌發表一篇名為《納粹如何毀掉了音樂調諧》的文章中表示，納粹德國國民教育與宣傳部部長約瑟夫·戈培爾控制的大德意志廣播電台 — 於1939年敦促實行440赫茲的標準。之後戈培爾強制全國人民使用440赫茲，他認為這種音高頻率能使人的思想和感情專一化。1953年，國際標準化組織將全球的音樂頻率校準標準訂定為440赫茲。許多音樂家認為，納粹使用此音準來宣傳侵略、施加專制、扭曲群眾意識。因為這個音準會使人的精神更興奮、更容易聽從鬥爭性指令。奧地利哲學家魯道夫·史代納警告說，更高的音調具有「路西法般的亮度」，並表示432赫茲具有提升心靈的效果。一位匿名樂手表示，整體差異很明顯，432赫茲較溫暖、清晰、順耳；440赫茲聽起來較緊繃，比較有侵略性的能量。美國作家倫納德·霍羅威茨博士在《音樂崇拜控制論》文章中寫到：「正是強制使用這種頻率，音樂產業造成大規模人群不悅、激進和動蕩的情緒，以及身體疾病的發生」。他也懷疑洛克菲勒家族和光明會可能陰謀汙染了所有音樂，以便控制公眾的精神意識。
社會批評家指責政府、公司和大眾媒體參與製造全國共識，並且矛盾的是，由於恐懼文化會潛在的強化社會控制，一個不信任和相互擔心的社會可能向那些掌權者交付更大的權力。然而，對一些陰謀論者最大的恐懼是，「新世界秩序」將會採取思想控制的手段來實現。透過一系列能夠顛覆個人對自己的思想、行為、情緒或決定的戰術。這些戰術據說包括由潜伏特工展开的《滿洲候選人》式的洗腦（如MKUltra計劃、朝鮮薊計劃、帝王計畫）、心理戰工程（飲水加氟、潛意識刺激、微波聽覺效應、無聲音頻脈衝武器）和超心理學操作（星門計畫）來影響群眾。一些頭戴錫箔帽來防護精神控制的人被形容為偏執狂或迫害妄想，已成為一種普遍的刻板印象。美國排名網站「Ranker」曾發布一份調查，根據各式各樣的可疑跡象和特徵，多數用戶相信遭到精神控制的受害名人包括小甜甜布蘭妮、麥莉·希拉、碧昂絲、凱蒂·佩芮、瑪麗蓮·夢露、女神卡卡、小賈斯汀、蕾哈娜、凱莎、泰勒絲、瑪麗亞·凱莉等。
懷疑論者認為，陰謀論者對思想控制、人口控制、神秘主義、濫用監控權、大企業、大政府和全球化的執著肇因於兩個因素的結合：當陰謀論者擁有強烈的個人主義價值觀，並且缺乏權力。意指那些關注個人權益、堅持自己做出選擇、自己主導生活、沒有義務服從社會、排斥接受更大的系統（如政府）的干預的人，但因為缺乏權力和社經地位，這些人便將自己生活中的無力感與價值觀結合，心理學家稱之為"能動性恐慌症"(agency panic)，認為他們因為來自外部力量或監管者的壓力，導致產生明顯喪失自主權的強烈焦慮。當熱切的個人主義者感到不能實現自我的獨立時，便產生危機感，想像有一種更大的力量篡奪這種自由。
不過，美國作家凱茜·奧布賴恩公開指證中央情報局曾對她進行不道德人體實驗，她證實美國政府的人類思想控制試驗計劃是真實存在的。凱茜表示小時候曾遭受性虐待，後來被中央情報局強迫參加帝王計畫，在催眠下，她仍記得被撒旦主義者、心理戰爭專家和美國國家安全局代理人邁克爾·阿基諾把她的陰道強制切除，最後採用基於創傷的心理控制計畫使她成為一個性奴隸。凱茜更揭露許多知名人士 — 從美國、加拿大、墨西哥和沙烏地阿拉伯的政府官員，到西方鄉村音樂、流行音樂和嘻哈音樂的明星，都被濫用於帝王計畫中，進行性虐待和精神控制的手段。她也表示帝王計畫導致她發展出多重人格，在發作期間會出現片段式記憶。凱茜對於祭祀虐待的濫用與精神控制的指控，影響了大眾陰謀文化，也成為最重要和最極端的精神控制陰謀理論之一。宗教和政治學者批評了凱茜的說法，因為缺乏任何支持性證據，並指出「從來沒有人因這種罪行被起訴，也沒有任何確鑿的證據」。
然而，美國前聯邦調查局洛杉磯分局長泰德·甘德森在退休後爆料，他在偶然間發現了撒旦虐待儀式的存在。經過數十年徹底調查後，發現這個世界是由一個撒旦邪教、經營販賣兒童和戀童癖性交易的強大國際網路在暗中所統治。他表示，被誘拐的兒童會賣給奴隸集團，然後運往華盛頓特區，販賣給部分政治家。而聯邦調查局完全提供了掩護和包庇。泰德強調說，這個組織由許多專業人士組成，包括法官、運動員、執法人員、名人、政治家和律師等。在許多演講中，他提出了撒旦虐待儀式的證據，包括動物骨骼、撒旦的符號以及人類祭祀等等。並呼籲撒旦團體的秘密應該要被大眾知曉，以及「新世界秩序」所構成的危險：「這是一個即將控制美國的影子政府」。他還指控，1995年奧克拉荷馬市爆炸案是美國政府在幕後進行的。
陰謀論者也認為大眾媒體是精神控制的主要手段之一，是用來操縱群眾最強大的工具。自1983年以來，美國大型媒體集團的數量從50個合併為5個。例如時代華納、維亞康姆、華特迪士尼公司、全美娛樂公司和康卡斯特公司，都擁有大量的媒體通路。媒體寡頭的產生意味著傳播觀點將過度集中，對公眾來說，單一訊息更容易在所有形式的媒體上散佈，以製造共識（如在伊拉克有大規模毀滅性武器的假訊息）。
在政治傳播中，潛意識刺激的著名例子是小布希在2000年對艾爾·高爾的競選廣告。廣告提到高爾的名字時，畫面閃爍出「叛徒」一詞，這個詭計引起美國社會相當的轟動。正如許多書籍和《公民警惕》中提到的一樣，潛意識和半潛意識訊息通常應用在電影和音樂錄影帶中，向公眾悄悄灌輸訊息和想法。在過去，當人們感受到不同意的變化時，他們會走上街頭、抗議甚至暴亂，這種衝突的主因是由於統治者是明確的意圖改變者。2013年，根據公共政策民調基金會所做的電話調查顯示，有15%的美國民眾相信，政府或媒體在電視廣播信號中加入了心智控制技術。

## 懷疑論者的看法
根據加州大學聖克魯茲分校心理學暨社會學資深教授喬治·威廉多姆霍夫的說法，許多人似乎相信美國是由一群具有秘密慾望的菁英控制，即一個尋求改變的小型秘密團體，在幕後策畫著、試圖把政府制度或國家置於一個世界政府的控制之下。在過去，共謀者通常被稱為秘密共產主義者，他們意圖將美國置於與蘇聯共同的世界政府之下，但是在1991年蘇聯解體後削弱了這一理論。喬治·威廉多姆霍夫指出，大多數陰謀論者將矛頭轉向聯合國，認為該機構可能是「新世界秩序」中的控制力量，這種想法是受到對聯合國無能為力的影響，美國政府甚至溫和的不願破壞它，但作用有限。
雖然政治學家大衛·羅斯科夫在2008年出版的《超級菁英》中對「新世界秩序」陰謀論持懷疑態度，但他也相信全球六十億人口的世界是由六千人的菁英統治。20世紀末期，大國的政府幾乎都由超級菁英組成，幾個國際上的領袖（即天主教的教宗）和企業家（羅斯柴爾德家族、洛克菲勒家族、古根海姆家族）也都是超級菁英。他表示，在21世紀初期，經濟影響力是由於國際貿易、旅行和通信規則的爆炸性擴張；民族國家的權力已經削弱了政治家對少數民族的地位；國際商業、金融和國防工業的領導者不僅主宰了超級市場，他們在國家政府中來去自如的擔任高級職位，實質權力大大超越由選舉產出的立法機構（包括美國國會），這些國家仍然極其不了解其境外的事務。他斷言，超級菁英對國家政策不成比例的影響仍是建設性的，這類人雖然總是自私的，但是在世界各地幾乎沒有人指控他們腐敗或壓迫政府，才讓他們可以在這些國家暢所無阻的經營生意。
鑑於世界歷史、秘密組織之間與戰爭史的關係，陰謀論者們比大衛·羅斯科夫和研究全球權力菁英的其他學者走得更遠，他們認為這群超級菁英已經用古老的家族財產建立或資助了許多高階層組織，例如畢德堡俱樂部、波希米亞俱樂部、羅馬俱樂部、美國外交關係協會、三邊委員會，羅德信託基金會、骷髏會、以及類似的智庫和私人俱樂部。這些都是光明會推動威權主義 — 「新世界秩序」的掩護機構或傀儡組織 — 建立一個由聯合國和全球中央銀行控制的世界政府、透過金融資本主義維持政治權力、透過主流媒體整合控制價值觀與全球共識，透過大規模監控、國家恐怖主義和經濟金融化維持政治權力，透過包羅萬象的政治宣傳，樹立一群信奉邪教、具有領袖魅力的傀儡領導人，最終建立一個偽裝成社會演化主義意識形態的世界政府。
馬克思主義者雖然對右派民粹主義者的陰謀論持懷疑態度，但他們也指責全球權力菁英沒有追求全人類的最大利益，許多政府間組織都呈現民主逆差。而超級菁英們卻只是肆無忌憚的推行新自由主義或新保守主義的新世界秩序，透過經濟和軍事脅迫實施全球資本主義，來保護他們跨國公司的利益，這種制度已經系統性的破壞了國際社會主義的「一個世界政府」。他們也認為世界正處於從美帝國主義過渡到全球統治階級的統治之中，他們指出被反共產主義蒙蔽的右派民粹主義陰謀論者，看不到他們妖魔化的「新世界秩序」其實就是他們所保護的、經濟制度頂端的資本家。

## 各方批評與其他看法
批評者指責，「新世界秩序」陰謀論的支持者沉迷於謬論，抱持相信歷史重大事實必然是險惡的信念。在歷史洪流中集中的以陰謀來解釋世界觀，而不是用社會和經濟力量來理解。並且有偏執狂的傾向，不經篩選的混雜吸收。
研究權力概念的心理學暨社會學教授喬治·威廉多姆霍夫，在2005年3月寫了一篇文章《破解陰謀論》：
|  | 有一些陰謀論中的矛盾，不符合我們已知的權力結構。首先，它假設有一小部分富有和受過良好教育的人，以某種方式凝聚成對權力的極端慾望，導致他們做出不符身分的事情。例如，富有的資本家不再賺錢牟利而想去創造一個世界政府。或者選舉官員正在試圖暫停憲法，以便他們可以承擔獨裁權力。這些宣稱可以追溯到幾十年前，它總是說，這真的會發生，但它從來沒有。更有趣的是，現在已經證明這些說法錯了幾十次。假設領導人以他們往常的理由行事，例如尋求利益的動機、作為民選官員的制度化角色。當然，他們希望盡可能賺更多錢，並且每次當選後都能弄到巨大的利潤，這可能導致他們做許多不好的事情。但是，在創建一個世界政府或暫停憲法的領域當中，他們是得不到任何東西的。 |

全球事務雜誌《外交信使》特約編輯馬克·C·帕特里奇，在2008年12月寫了一篇文章《一個世界政府：只是陰謀論還是不可避免的將來？》：
|  | 我對記者吉迪恩·拉赫曼所說的『兩百年內會發生全球治理』持懷疑態度。首先，民族主義（與全球政府主義是絕對的對立面）正在上升。過去二十年來，世界各地的一些領導人和人民非常憎恨華府，因為他們對美國單極性的嘲諷和傲慢感到憤怒。俄羅斯已經把自己重建為一個大國；很少有人錯過今年夏天中國主辦北京奧運會時的民族自豪感；而烏戈·查維茲和其盟友則用他們的反美雄辯激起了民族火焰；布希政府的離開可能導致這個民族主義消失，但經濟不確定性通常會帶來相反的效果。另一點是，對於全球政府和全球協議的嘗試都是斷然的失敗。世界貿易組織的多哈回合貿易談判已經是一攤死水；京都已經排除了許多汙染者，交易談判也失敗了；並且在公司稅方面還存有競爭，而不是現有的全球框架。而且，在存有超國家治理結構的地方，他們的官僚主義和差勁效率大家都有看到。聯合國無法阻止美國主導的伊拉克入侵、達佛的種族滅絕、辛巴威緩慢的崩潰；伊朗核問題也沒有解決。這不是貶低結構，因為我認為它是必要的，但所有人都看的見系統的缺陷。 |

雖然一些文化批評家認為，關於「新世界秩序」的超級陰謀論是後現代主義的後設敘事，可能賦予了政治意涵，成為一種讓普通人能理解的敘事結構與方式，煽動他們質疑身邊所看到的一切。懷疑論者認為，陰謀論導致人們陷入憤世嫉俗和複雜的思維中，並感到對人生沒有希望，即使他們正在譴責所謂的陰謀者。
南方貧困法律中心的記者亞歷山大·扎伊奇克，在2010年8月寫了一篇報告《愛國者偏執：看看十大陰謀論》，他譴責這種陰謀論是在破壞社會的基本權利：
|  | 學者們持續辯論陰謀論的心理和社會學起源，但是沒有人認為，這些理論近年來在極右的情況下出現了復興。在過去二十年裡，出現了自稱為『愛國者』的極右陰謀文化，其中美國政府本身被視為對憲法民主、乃至人類存亡的致命威脅。這種陰謀復興 — 伴隨著愛國者團體在過去一年半的爆炸性增長、伴隨著2008年歐巴馬總統選舉的過度激情 — 這讓歐巴馬被愛國者視為在外國出生的《滿洲候選人》，即新總統是所謂的『新世界秩序』代理人，負責破壞美國主權和建立一個世界的社會主義政府。 |

相關人士擔心，「新世界秩序」陰謀論可能會刺激孤狼恐怖主義的發生，包括無領袖抵抗。導致又發生像奧克拉荷馬市爆炸案的國內恐怖事件。政治學教授麥克·巴肯表示：
|  | 危險不存在於陰謀論的信念本身......，也不可能是刺激孤狼行動的主因，這個無法證明。只要『新世界秩序』沒有真的發生，陰謀論者也只是限制在他們的活動範圍內做宣傳。另一方面，如果他們相信預言中的邪惡日子已經降臨，那他們的行為將變得難以預測。 |

記者奇普·伯利特提出警告，需留意煽動者領導的右派民粹主義運動對美國民主的威脅，也許他們會利用大眾對「新世界秩序」陰謀的恐懼，釀成暴民政治甚至最終變成法西斯革命。他表示：
|  | 右派民粹主義運動可能對社會造成嚴重傷害，因為他們都普遍有排斥和仇外的心理，特別是對威權主義、陰謀和那些替罪羊。這會誘使主流政治人物採納這些主題吸引選民，使歧視行為合法化（甚至暴力合法化），並為革命性的右派民粹主義運動（如法西斯主義）開啟了大門。 |

宗教研究學者理查·休斯也警告說，在塑造全球政治陰影的潛力上，任何宗教觀念都比不上「新世界秩序」陰謀論的威力。他在2011年2月寫了一篇文章《啟示、革命和暴虐的新世界秩序》：
|  | 難就難在敵基督到底是誰，這個人將是啟發和領導『新世界秩序』的暴虐人物。多年來，神學家認定蘇聯是敵基督者。但在九一一事件之後，他們變得相當肯定，敵基督與阿拉伯世界和伊斯蘭教密切相關。這相當簡單的意味著，對他們來說，伊斯蘭教絕對是『新世界秩序』的核心。這也正是為什麼，我們發現『新世界秩序』陰謀論有一股巨大的潛力，它很意外的在消極推動全球政治，因為神學家通常很樂見與伊斯蘭世界展開一場大戰。正如比爾·摩爾斯形容的神學家一樣 — 『對他們來說，中東的伊斯蘭戰爭並不可怕，它反而受到歡迎 — 它被視為是救贖道路上的一場大戰』。此外，神學家支持美國擔任宇宙視覺中的工具 — 上帝將運用它來擊殺敵基督和公義的敵人。這就是為什麼提姆·拉哈伊一系列最暢銷末日書的共同作者，可以在美國侵占伊拉克的行動上提供強而有力的支持。由於這場戰爭，提姆·拉哈伊認為，伊拉克將成為『時間終結事件的焦點』。更令人不安的是，神學家們幸運打開核浩劫的大門，他們一直認為，上帝將在末日大戰中消滅祂的敵人。但是自從第二次世界大戰以來，他們越來越確定『哈米吉多頓』有核武器在其中，從而使《聖經》無可避免的湮沒在核毀滅裡。正如一位預言作家所說，『原子戰爭的浩劫將滿足預言』。 |

很多譴責「新世界秩序」的陰謀理論家都認為他們是抵抗運動中的自由戰士，但許多自稱保有自由意志主義的右派民粹主義陰謀論者，卻持有不相容的觀點，例如主權神學、白人至上主義和消滅主義。相信世界由「蜥蜴人」與其「巴比倫兄弟會」控制的知名陰謀理論家大衛·艾克，對這種悖論表示，基督教愛國者運動是唯一了解「新世界秩序」真相的美國人。他說：
|  | 我不知道我比較討厭哪一種，讓兄弟會控制世界、或者你要去把牠們換下來。 |

## 公眾人物的相關言論
許多政治家、金融家、學者、作家和音樂家都曾公開討論「新世界秩序」和世界政府的話題，不論是公開聲明或是未公開的發言。本章節只列出一小部分知名人士的發言，以便顯示「新世界秩序」理論在公眾領域中的重要性。
|                                                | 美國真正的威脅是這個看不見的政府，就像一隻巨大的章魚，牠在這個國家的城市中蔓延，像現實生活中的章魚一樣，噴墨汁來掩護自己。這隻章魚怪物就是洛克菲勒標準石油的公司利益和一小部分強大的國際銀行家，這個小圈子實際上是為了自己的私利，控制美國政府的運作，實際上也控制著兩黨，安插兩邊的領袖，並採取各種手段提名高官人選。這些國際銀行家和洛克菲勒的標準石油公司，控制著這個國家大部分的報紙和雜誌，並控制我們的行政官員、立法機關、學校、法院和各種為保護公共事務而設立的每個機構。 |
| ——1922年12月10日，紐約市市長約翰·弗朗西斯·希蘭 | |

|                                      | 西方國家的政府，無論是君主制還是共和制，都已經被一股看不見的國際權力掌握。我冒昧的說，這種半隱藏的力量，推動美國群眾進入第一次世界大戰的大鍋裡。 |
| ——1941年，英國軍事歷史學家J·F·C·富勒 | |

|                                      | 『秘密』這個詞在自由開放的社會中是令人厭惡的。而我們作為一個歷史民族，自然而然是反對秘密社團、秘密宣誓，以及任何秘密議程。我們正處在一個整體和無情的全球化陰謀下，這個陰謀主要依賴於擴大其影響範圍的秘密手段 — 滲透而不是入侵、顛覆而不是選舉、恐嚇而不是自由選擇、在暗處行動而不是正大光明。他們把軍事、外交、情報、經濟、科學、政治等各個方面結合起來，建立了一套緊湊、高效的統治機器。他們的各種準備工作被隱瞞著，並未公佈。他們犯下的錯誤被掩蓋，並未曝光。反對他們的異議者是沉默的，並未得到讚揚。他們的支出並未受到質疑，媒體不會報導，也不會揭發任何他們的秘密。 |
| ——1961年4月27日，美國總統約翰·甘迺迪 | |

|                                                 | 金融資本主義的力量有另一個遠大的目標，無非就是建立一個私有的世界金融控制體系，能夠統治每個國家和整個世界經濟的政治體系，這個制度是由世界各地的中央銀行以秘密協議的方式、以封建統治者的方式，經常舉行私人會議，最後達成這一制度的是國際清算銀行。私人銀行和世界各地的中央銀行本身就是私人公司所控制的，金融資本主義的增長使得世界經濟權力集中化，可能成為融資人的直接利益和所有其他經濟集團的間接損害。 |
| ——1966年1月1日，喬治城大學歷史學家卡羅爾·奎格利 | |

|                                            | 「新世界秩序」將不得不由下而上實施議程，而不是從由上往下建立的，這樣最終才能繞過國家主權，逐漸侵蝕民族和公眾意識，這將比老式的正面攻擊更加完美。 |
| ——1974年4月，美國駐義大利大使理查德·加德納 | |

|                                               | 主席先生，我國的歷史告訴我們，儘管我們在這個會議廳裡看到各種種族、利益和信仰，但是珍惜多樣性也是有可能實現進步、和平與正義的共同行動，所以我們對各國人民和政府說：讓我們共同創造一個「新世界秩序」。 |
| ——1975年10月聯合國大會，美國國務卿亨利·季辛吉 | |

|                                                                                   | 三邊委員會打算控制美國政治政權，作為整合跨國商業和銀行利益的手段。三邊委員會是一個巧妙協調的工作，控制了四個權力中心：政治、貨幣、知識和教會，三邊委員會打算創造一個凌駕於國家政治的全球經濟力量，作為「新世界秩序」制度的管理者和創造者，他們將統治未來。 |
| ——1979年1月1日，參議員貝利·高華德在《問心無愧：美國參議員的個人和政治回憶錄》寫道 | |

|                               | 「新世界秩序」是一個商業和工業全部都受到監管的超級權威世界、一個控制石油生產和消費的國際組織、一種將代替美元的國際貨幣、一個可以籌集資金的世界發展基金，還有一個國際警察部隊來執行「新世界秩序」的所有規定。 |
| ——1980年，西德總理威利·布蘭特 | |

|                                          | 歸根究柢，南方在全球社會中的正義、平等和民主呼籲中，不能與本國社會追求的這些目標脫節。尊重民主價值觀的基本權利 — 特別是持不同政見的權利、對少數民族的公平待遇、關心窮人和弱勢群體、公民生活中的公正、願意解決爭端而不執行戰爭手段 — 這些都不得不影響全世界的意見，讓南方也有機會獲得「新世界秩序」。 |
| ——1990年8月，坦尚尼亞總統朱利葉斯·尼雷爾 | |

|                                            | 我們可以看到，中東戰爭的陰影超越了一個新的世界秩序，在這個「新世界秩序」中，各國將強而有力的一起阻止侵略，這正是富蘭克林·羅斯福和溫斯頓·邱吉爾對戰後和平的遠見。 |
| ——1990年9月，眾議院多數黨領袖理查德·蓋法特 | |

|                             | 如果我們不遵循內在的道德指導原則、為人類而生活的命令，那麼他的無法無天將威脅到和平與民主、威脅到我們現在所看到的「新世界秩序」，這個漫長的夢想，我們所有人努力了這麼久的心血將會受損。 |
| ——1991年1月，美國總統老布希 | |

|                                                   | 隨著時間的推移，布希總統認為，「新世界秩序」是以美蘇兩國的共同目標和利益為基礎，透過聯合國安全理事會的工作團隊，這將會堅強的維持下去。擁有否決權的其他大國、包括共產黨的中國在內，將被視為合作對象。 |
| ——1991年1月15日，《紐約時報》執行編輯A·M·羅森塔爾 | |

|                                 | 如果聯合國部隊進入洛杉磯來恢復秩序，美國會感到憤怒。但明天，他們將會感激不盡，如果被告知外頭正有許多威脅，無論是真實還是我們口頭宣布的威脅，世界各國人民都會懇求聯合國幫忙打擊這個邪惡，每個人都害怕的就是未知，當我們說有這個威脅時，他們將會自願放棄個人權利，期望世界政府會保護他們。 |
| ——1991年，美國國務卿亨利·季辛吉 | |

| | 我們要感謝《華盛頓郵報》、《紐約時報》、《時代雜誌》以及其他優秀的媒體。他們的總編輯四十年來都前來參與我們的會議並且遵守他們的承諾。倘若我們一直受到社會大眾的檢視，我們就不可能進行我們對這世界的計畫了。世界已經變得更加複雜多變而且準備好迎接單一世界政府了。相較過去幾百年實行至今的民族自決，這個世界肯定更適合交由社會菁英和國際銀行家進行超主權統治。 |
| ——1991年6月德國畢德堡俱樂部會議，美國外交關係協會、三邊委員會創始人、美國大通銀行董事長兼執行長、洛克菲勒家族族長大衛·洛克菲勒 | |

|                                | 一方面，有馬克思主義導向的制度，透過思想政治驅動的政治，承諾實現人類所期待的統治，顯然是一個失敗的嘗試。另一方面，透過企圖從自由主義傳統的根源中深刻汲取的努力，也就是建立未來的努力。在「新世界秩序」下，這些努力越來越多的涉及聯合國和北京的國際會議，這些會議透明的揭示了新人類和新世界的哲學，因為它們努力制定出具體途徑。 |
| ——1997年，天主教教宗本篤十六世 | |

|                               | 有一天，自由只會存在心靈層面，一個曾經有過的體驗而已。他們會告訴你，你可以在哪裡生活、你可以穿什麼、開什麼車、吃什麼東西、吃多少，以及如何購買商品和服務。他們將剝奪你的宗教信仰、種族、性別、民族血統、年齡、膚色、信仰、觀點和權利，並控制人口。他們將建立一個「新世界秩序」，並把每個人做上追蹤記號和名牌。以前的一切都將被刪除，而新的一切將被全面操縱。你堅信的理想只能埋藏在心裡，因為一切都必須符合他們的統治。任何外面的東西都將被廢除，他們將對所有事情執行完整和全面的控制，並成為你靈魂的唯一所有權者。光芒，一旦被引導就會變暗，自由將會像一隻不情願的鳥，翅膀被切斷、被壓制在你肋骨中的那架籠子裡。 |
| ——2006年，美國作家安東尼·拉瓊 | |

| | 隨著無聲的武器，寂靜的戰爭悄悄開始，新奴隸制讓人民繼續又窮又笨，好個「世界新秩序」。這場生化戰怎麼可能會有邏輯可言？我們都知道這是錯的，但「新世界秩序」已在門前狂敲了，為何還是沒人願意做點什麼。我們的心智被抽離，我們的肉體被破壞，他們提倡性與戰爭，幼稚園內充滿暴力，卻只責罵家長與老師，都是他們的錯。好個「天佑吾人基業」，教堂的機能被消滅，家庭及親人受攻擊，公眾被困在失序的狀態裡，直到沒有任何東西是神聖的。窮人們都被毒品控制，只能去哀求富人給他們來一管。 |
| ——2007年5月15日，美國反政治樂團麥加帝斯〈華盛頓，你是下一個目標！〉的歌詞，收錄於《邪惡聯合國》專輯 | |